# 川端康成
川端 康成（かわばた やすなり、1899年〈明治32年〉6月14日 - 1972年〈昭和47年〉4月16日）は、日本の小説家・文芸評論家。日本芸術院会員、文化功労者、文化勲章受章者。1968年に日本人初のノーベル文学賞を受賞した。位階・勲等は正三位・勲一等。大正から昭和の戦前・戦後にかけて活躍した近現代日本文学を代表する作家の一人である。
代表作は、『伊豆の踊子』『浅草紅団』『抒情歌』『禽獣』『雪国』『千羽鶴』『山の音』『眠れる美女』『古都』など。
ノーベル文学賞をはじめ、多くの文学賞を受賞し、日本ペンクラブや国際ペンクラブ大会で尽力したが、多忙の中、1972年（昭和47年）4月16日夜、72歳でガス自殺した。なお、遺書はなかった。

## 概略・作風
大阪府出身。東京帝国大学国文学科卒業。大学時代に菊池寛に認められ文芸時評などで頭角を現した後、横光利一らと共に同人誌『文藝時代』を創刊。西欧の前衛文学を取り入れた新しい感覚の文学を志し「新感覚派」の作家として注目され、詩的、抒情的作品、浅草物、心霊・神秘的作品、少女小説など様々な手法や作風の変遷を見せて「奇術師」の異名を持った。
その後は、死や流転のうちに「日本の美」を表現した作品、連歌と前衛が融合した作品など、伝統美、魔界、幽玄、妖美な世界観を確立させ、人間の醜や悪も、非情や孤独も絶望も認識した上で、美や愛への転換を探求した数々の日本文学史に残る作品を描き、近代日本文学の代表者としての地位を築いた。日本人として初のノーベル文学賞も受賞し、受賞講演で日本人の死生観や美意識を世界に紹介した。
初期の小説や自伝的作品は、川端本人が登場人物や事物などについて、随想でやや饒舌に記述している。そのため、多少の脚色はあるものの、純然たる創作（架空のできごと）というより実体験を元にした作品として具体的実名や背景が判明し、研究・追跡調査されている。
川端は新人発掘の名人と称されたことでも知られ、ハンセン病の青年・北條民雄の作品を世に送り出し、佐左木俊郎、武田麟太郎、藤沢桓夫、少年少女の文章、山川彌千枝、豊田正子、岡本かの子、中里恒子、三島由紀夫などを後援し、数多くの新しい才能を育て自立に導いたことも特記できる。また、その鋭い審美眼で数々の茶器や陶器、仏像や埴輪、俳画や日本画などの古美術品の蒐集家としても有名で、そのコレクションは美術的価値が高い。
※以下、川端康成の作品や随筆内からの文章の引用は〈　〉で括っています（論者や評者の論文からの引用部との区別のため）。

## 生涯

### 生い立ち――両親との死別

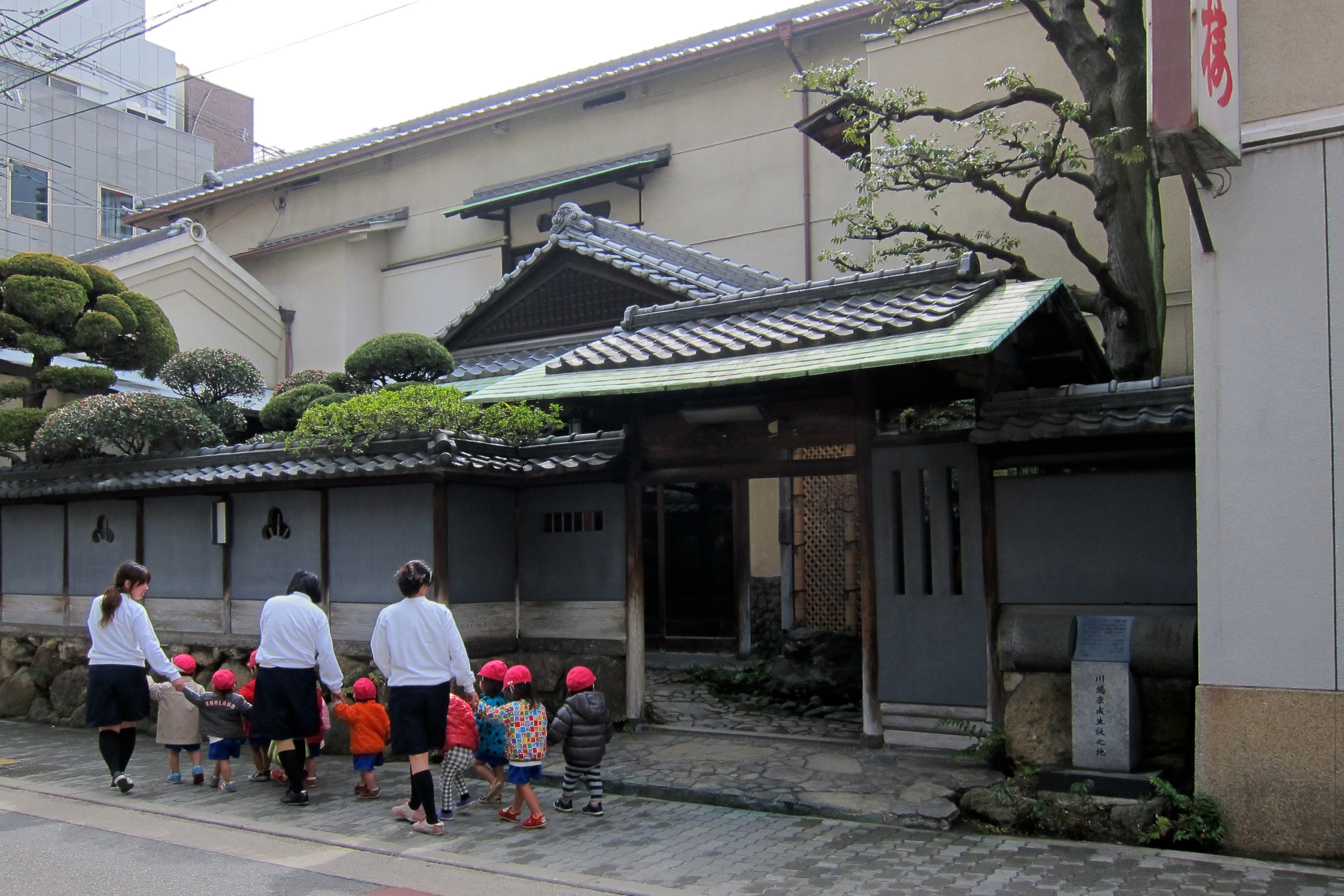
川端康成生誕地（撮影2011年）

1899年（明治32年）6月14日、大阪府大阪市北区此花町1丁目79番屋敷（現・大阪市北区天神橋1丁目16-12）に、医師の父・川端栄吉（当時30歳）と、母・ゲン（当時34歳）の長男として誕生（川端自身は6月11日生れと最晩年まで信じていた）。7か月の早産だった。4歳上には姉・芳子がいた。父・栄吉は、東京の医学校済生学舎（現・日本医科大学の前身）を卒業し、天王寺村桃山（現・大阪市天王寺区筆ケ崎町）の桃山避病院などの勤務医を経た後、自宅で開業医をしていたが、肺を病んでおり虚弱であった。また、栄吉は浪華の儒家寺西易堂で漢学や書画を学び、「谷堂」と号して漢詩文や文人画をたしなむ多趣味の人でもあった。蔵書には、ドイツ語の小説や近松、西鶴などの本もあった。
しかし栄吉は自宅医院が軌道に乗らず、無理がたたって病状が重くなったため、康成が1歳7か月となる1901年（明治34年）1月に、妻・ゲンの実家近くの大阪府西成郡豊里村大字天王寺庄182番地（現・大阪市東淀川区大道南）に夫婦で転居し（ゲンはすでに感染していたため）、子供たちは実家へ預け、同月17日に結核で死去した（32歳没）。栄吉は瀕死の床で、「要耐忍 為康成書」という書を遺し、芳子のために「貞節」、康成のために「保身」と記した。
2人の幼子が預けられたゲンの実家・黒田家は、西成郡豊里村大字三番745番地（現・大阪市東淀川区豊里6丁目2-25）にあり、代々、「黒善」（黒田善右衛門の二字から）と呼ばれる素封家（資産家）で、広壮な家を構える大地主であった。ところが、ゲンも翌1902年（明治35年）1月10日に同病で亡くなった（37歳没）。幼くして両親を失った康成は、祖父・川端三八郎と祖母・カネに連れられて、原籍地の大阪府三島郡豊川村大字宿久庄小字東村11番屋敷（のちの大阪府茨木市大字宿久庄1540-1。現・茨木市宿久庄1丁目11-25）に移った。

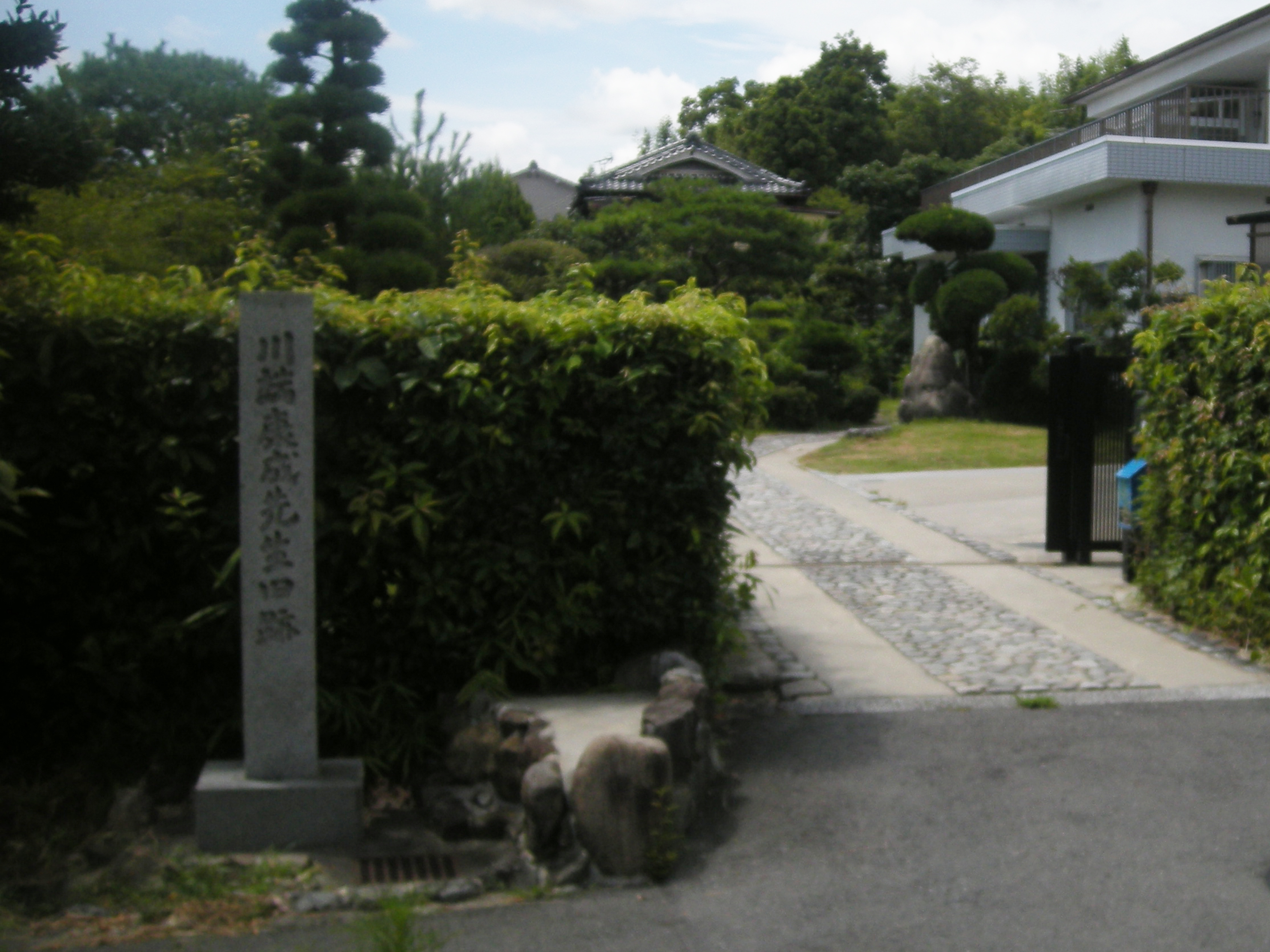
宿久庄の川端康成旧居跡（撮影2008年）

宿久庄の川端家は、豪族や資産家として村に君臨していた旧家で代々、豊川村の庄屋で大地主であったが、祖父・三八郎は若い頃に様々の事業に手を出しては失敗し、三八郎の代で財産の大半は人手に渡っていた。三八郎は一時村を出ていたが、息子・栄吉の嫁・ゲンの死を聞き村に戻り、昔の屋敷よりも小ぶりな家を建てて、3歳の孫・康成を引き取った。その際、7歳の芳子は、ゲンの妹・タニの婚家である大阪府東成郡鯰江村大字蒲生35番屋敷（現・大阪市城東区蒲生）の秋岡家に預けられ、芳子と康成の姉弟は離ればなれとなった。タニの夫・秋岡義一は当時衆議院議員をしており、栄吉とゲンの遺した金3千円もその時に預かり、康成と祖父母はその月々の仕送りの金23円で生活をした。
川端の家系は北条泰時から700年続き、北条泰時の孫・川端舎人助道政が川端家の祖先である（道政の父親・駿河五郎道時は、北条泰時の九男）。道政は、宿久庄にある如意寺（現・慧光院の前身）の坊官で、同寺は明治期まで川端家の名義であった。川端家の29代目が三八郎で、30代目が栄吉、康成は31代目に当たる。祖母・カネはゲンと同じく黒田家出身（伯母と姪の関係）で、血縁の途絶えようとしていた川端家に嫁いだ人であった。父母の病死は幼い康成の胸に、〈（父母が）死んだ年頃までに、自分もまた死ぬであらう〉という〈病気と早死との恐れ〉を深く彫りつけたと同時に、記憶のない父母（特に母性）への思慕や憧憬が川端の諸作品に反映されることになる。

### 「寂寥の家」の神童
幼い頃の康成には一種の予知能力のようなものがあり、探し物の在り処や明日の来客を言い当てたり、天気予報ができたりと小さな予言をし、便利がられ、「神童」と呼ばれることもあった。また、康成は父親の虚弱体質を受け継いだ上、月足らずで生れたため、生育の見込みがないほど病弱で食が細く、祖母に大事に〈真綿にくるむやう〉に育てられていた。
1906年（明治39年）4月、三島郡豊川尋常高等小学校（現・茨木市立豊川小学校）に入学した康成は、入学式の時は、〈世のなかにはこんなに多くの人がゐるのかとおどろき〉、慄きと恐怖のあまり泣いた。
康成は学校を休みがちで、1年生の時は69日欠席し（258日のうち）、しばらくは近所の百姓女の田中みとが授業中も教室まで付き添っていた。小学校時代の旧友によると、康成の成績はよく、作文が得意で群を抜いていたという。小学校に上がる前から祖母に、〈うんと醤油をふくませたかつを節を入れて巻いた、からい海苔巻〉を食べさせてもらいながら、〈いろは〉を習っていたため、〈学校で教はることは、ほとんどみなもう知つてゐて、学校がつまらなかつた。小学校に入る前から、私はやさしい読み書きはできた〉と川端は当時を述懐している。なお、笹川良一とは小学の同級生であった。祖父同士が囲碁仲間で、笹川の父・鶴吉も、易学に凝っていた三八郎から私生活万端にわたって指示を受けていたという。
しかし、小学校に入学した年の9月9日に優しかった祖母・カネが死去し（66歳没）、祖父との2人暮らしとなった。別居していた姉・芳子も翌1909年（明治42年）7月21日、誕生日前に13歳で夭折した。川端にとって〈都合二度〉しか会ったことのない姉の姿は、祖母の葬儀の時のおぼろげな一つの記憶しかないという。熱病に倒れた芳子の危篤を知った祖父は悲しみ、目が悪いながらも孫の身を易で占った。10歳の康成は姉の訃報をしばらく祖父に隠しておいてから、決心して読んで聞かせた。これまでも何人もの子供を早くに亡くし、孫にも先立たれた祖父を康成は憐れむ。女手がなくなった家に何かと手伝いにくる人への好意に涙脆く有難がる祖父が、康成にとっての〈ただ一人の肉親〉となった。
小学校5、6年になると、欠席もほとんどなくなり、成績は全部「甲」であった。康成は絵が得意であったため、文人画をたしなんでいた祖父の勧めで画家になろうと思ったこともあったが、上級生になると書物を濫読することに関心が向き、小学校の図書館の本は一冊もらさず読んでしまった。康成は毎日のように庭の木斛の木に登り、〈楽々と仕事をする植木屋のやうに〉樹上に跨って本を読み、講談や戦記物、史伝をはじめ、立川文庫の冒険小説家・押川春浪に親しんだ。

### 作家志望と「孤児の感情」

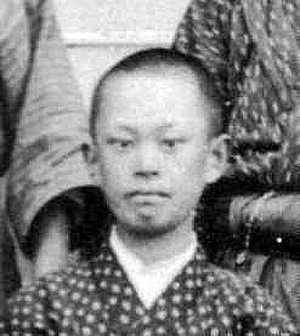
茨木中学校入学（1912年）

1912年（明治45年・大正元年）、尋常小学校を卒業した康成は、親戚の川端松太郎を身許保証人として、4月に大阪府立茨木中学校（現・大阪府立茨木高等学校）に首席で入学し「甲組」となった。茨木中学校は質実剛健の校風で体操や教練に厳しく、マラソンも盛んで、生徒の勤労奉仕で水泳プールが作られ、オリンピック選手も輩出していた。登校後は教室でも運動場でも裸足となり、寒中だけ地下足袋が許されていた。康成は学校まで約一里半（約6キロメートル）の道を毎日徒歩通学し、虚弱体質が改善され、1年の時は「精勤賞」をもらった。
しかし夜になると家にいる寂しさに耐えられず、康成は祖父を一人残して毎日のように、〈二組も兄弟もそろつてゐる〉友人（宮脇秀一、憲一の兄弟）の家に遊びに行き、温かい家庭の団欒に交ぜてもらっていた。そして家に戻ると祖父を独りきりにしたことを詫びる気持ちでいつもいっぱいになった。この当時の手記には、〈父母なく兄弟なき余は万人の愛より尚厚き祖父の愛とこの一家の人々の愛とに生くるなり〉と記されている。
康成は中学2年頃から作家になることを志し、『新潮』『新小説』『文章世界』『中央公論』など文芸雑誌を読み始めた。亡き父・栄吉の号に拠って、『第一谷堂集』『第二谷堂集』と題して新体詩や作文を纏めてみることもあった。学内では、欠田寛治、清水正光、正野勇次郎などの文学仲間とも知り合った。祖父からも作家になることを許された康成は、田舎町の本屋・乕谷誠々堂に来る目ぼしい文学書はほとんど買っていた。〈本代がたまつて祖父と共に苦しんだ。祖父が死んだ後の借金には、中学生としては法外な私の本代もあつた〉と川端は述懐している。そのため秋岡家から仕送りの月々23円では不足で、毎日おかずは汁物と梅干ばかりであった。徐々に文学の世界に向き始めた康成は、学校での勉学が二の次となり宿題の提出などを怠ったため、作文の成績が53点で全生徒88名中の86番目の成績に下がったとされる。
中学3年となった1914年（大正3年）5月25日未明（午前2時）、寝たきりとなっていた祖父・三八郎（この年に「康壽」と改名）が死去した（73歳没）。祖父は家相学や漢方薬の研究をしていたが、それを世に広めるという志は叶わなかった。この時の病床の祖父を記録した日記は、のちに『十六歳の日記』として発表される。川端は、人の顔をじろじろと見つめる自分の癖は、白内障で盲目となった祖父と何年も暮していたことから生まれたかもしれないとしている。祖父の葬列が村を行く時、小さな村中の女たちは、孤児となった康成を憐れんで大きな声を上げ泣いたが、悲しみに張りつめていた康成は、自分の弱い姿を見せまいとした。祖父の骨揚げの日のことを康成は、以下のように綴っている。
川端はその頃の自身について、〈幼少の頃から周囲の人々の同情が無理にも私を哀れなものに仕立てようとした。私の心の半ばは人々の心の恵みを素直に受け、半ばは傲然と反撥した〉と語っている。他人の世話で生きなければならない身となり、康成の中で〈孤児根性、下宿人根性、被恩恵者根性〉が強まった。遠慮しがちで、面と向って明るく感謝を表現できなかった当時のことを川端は、〈恥づかしい秘密のやうなことであるが、天涯孤独の少年の私は寝る前に床の上で、瞑目合掌しては、私に恩愛を与へてくれた人に、心をこらしたものであつた〉と語っている。また自身の出自（生命力の脆弱な家系）と自身の宿命について以下のように語っている。
両親、祖父母、姉の全ての肉親を失ったことは、康成に虚無感を抱かせると同時に、「霊魂」がどこかに生きて存在していてくれることを願わずにはいられない思いを与えた。親戚や周囲の人々の多くは親切に接してはくれても、それは本当の肉親のように、お互い悪口やわがままを言い合っても後が残らない関係とはならず、もしも自分が一度でも悪態をついたならば、生涯ゆるされないだろうということを知っていた康成は、常に他人の顔色を窺い、心を閉ざしがちな自身のあり方を〈孤児根性〉として蔑んだ。そして、どんなわがままもそのまま受け入れてくれる母親的な愛の有難さに対して、康成は人一倍に鋭敏な感受性や憧れを持つようになる。
8月に康成は、母の実家・黒田家の伯父・秀太郎（母の実兄）に引き取られ、吹田駅から茨木駅間を汽車で通学するようになったが、康成が本屋で買う本代がかさむために翌年3月から寄宿舎に行くことになった。

### 初めての恋慕・小説家への野心
1915年（大正4年）3月から、中学校の寄宿舎に入り、そこで生活を始めた康成は、寄宿舎の机の上には、美男子であった亡父・栄吉の写真の中でも最も美しい一枚を飾っていた。2級下の下級生には大宅壮一や小方庸正が在学していた。大宅と康成は、当時言葉を交わしたことはなかったが、大宅は『中学世界』や『少年世界』などの雑誌の有名投書家として少年たちの間でスターのような存在であったという。康成は、武者小路実篤などの白樺派や、上司小剣、江馬修、塚越亨生、谷崎潤一郎、野上彌生子、徳田秋声、ドストエフスキー、チェーホフ、『源氏物語』、『枕草子』などに親しみ、長田幹彦の描く祇園や鴨川の花柳文学にかぶれ、時々、一人で京都へ行き、夜遅くまで散策することもあった。
同級生の清水正光の作品が、地元の週刊新聞社『京阪新報』に載ったことから、〈自分の書いたものを活字にしてみたいといふ欲望〉が大きく芽生え出した康成は、『文章世界』などに短歌を投稿するようになったが、落選ばかりでほとんど反応は無く、失意や絶望を感じた。この頃の日記には、〈英語ノ勉強も大分乱れ足になつてきた。こんなことではならぬ。俺はどんな事があらうとも英仏露独位の各語に通じ自由に小説など外国語で書いてやらうと思つてゐるのだから、そしておれは今でもノベル賞を思はぬまでもない〉と強い決意を記している。
意を決し、1916年（大正5年）2月18日に『京阪新報』を訪ねた康成は、親切な小林という若い文学青年記者と会い、小作品「H中尉に」や短編小説、短歌を掲載してもらえるようになった。4月には、寄宿舎の室長となった。この寄宿舎生活で康成は、同室の下級生（2年生）の清野（実名は小笠原義人）に無垢な愛情を寄せられ、寝床で互いに抱擁し合って眠るなどの同性愛的な恋慕を抱き（肉体関係はない）、〈小笠原はこんな女を妻にしてもよからうと思ふ位柔和な本当に純な少年だ〉と日記に綴っている。
川端は、〈受験生時分にはまだ少女よりも少年に誘惑を覚えるところもあつた〉と述懐している。小笠原義人とはその後、康成が中学卒業して上京してからも文通し、一高と帝国大学入学後も小笠原の実家を訪ねている。康成は、〈お前の指を、手を、腕を、胸を、頬を、瞼を、舌を、歯を、脚を愛着した〉と、小笠原に送ろうとしてとどまった手紙の後半で綴っている（この後半部分の手紙は、一高の授業で作文として提出した）。小笠原義人との体験で康成は、〈生れて初めて感じるやうな安らぎ〉を味わい、〈孤児の感情〉の虜になっていた自分に、〈染着してゐたものから逃れようと志す道の明り〉を点じた。川端は、清野（小笠原義人）との関係について、〈それは私が人生で出会つた最初の愛〉、〈初恋〉だとし、以下のように語っている。
この年の9月には、康成と同じ歳の中条百合子が坪内逍遥の推薦で『中央公論』に処女作を発表し、〈田舎者の私〉である康成を驚かせ、次第に康成の内に、中央文壇との繋がりを作りたいという気持ちが動き出していた頃であった。また同年には、康成の作家志望を応援していた母方の従兄・秋岡義愛の紹介で、義愛の友人であった『三田文学』の新進作家の南部修太郎と文通が始まった。なお、この年の秋には、祖父と暮らした豊川村大字宿久庄の家屋敷が、分家筋の川端岩次郎（川端松太郎の妹の婿）に売られた。

### 一高入学――伊豆一人旅へ

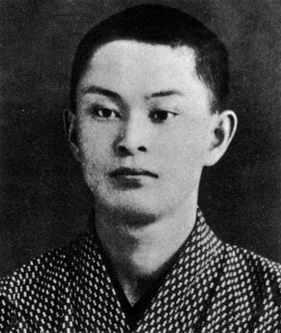
一高受験の頃（1917年）

1917年（大正6年）1月29日に急死した英語の倉崎先生のことを書いた「生徒の肩に柩を載せて」が、国語教師・山脇成吉（のち満井）の紹介により、3月に雑誌『団欒』に掲載され、発行者の石丸悟平（山脇の同級）から、感動したという返事をもらう。3月、康成は茨木中学校を卒業した。この学校の卒業者は、ほぼ学校の先生か役場に就職し、末は町村長になる者が多く、少数の成績優秀者は京都の三高に進学していた。その雰囲気の中、康成は行く末は〈三田か早稲田の文科〉に行くつもりだったが、首席で入学以来どんどん席順の下がったことへの屈辱や、〈肉体的にも学力的にも劣者と私を蔑視した教師と生徒への報復の念が主な原因〉で、〈突如として帝大が浮び〉、一高への進学を決意した。
教師や校長は、「成績をよく考へ大それたことをするな。お前の学力では師範の二部が適当だ」と忠告するが、康成は教師らの反対を押し切り、すぐ3月21日に上京して、最初に上村龍之助（祖母の妹・トミの長男）を訪ね、その後浅草区浅草森田町11番地（現・台東区浅草蔵前）にいる従兄・田中岩太郎と伯母・ソノ（母の異母姉）の暮らす家に居候しながら、日土講習会や駿河台の明大に併設されたの予備校に通い始めた。この田中ソノ親子に川端は恩義を感じ、〈息子は苦学をしたほどだから、余裕のない暮しで、私のために質屋通ひもしてくれた。伯母は息子にさへかくして、私に小遣銭をくれた。それが伯母にとつてどんな金か私にはよく分つてゐた〉と語っている。康成は、浅草公園などにもよく出かけ、上京一番に麻布区新龍土町12番地（現・港区六本木7丁目）にいる文通相手の南部修太郎宅も訪ねた。南部宅へはその後一高入学後も何度か通った。
9月に第一高等学校の文科第一部乙類（英文科）に入学した（茨木中学出身の同級では康成だけ）。同級には石濱金作、酒井真人、鈴木彦次郎、三明永無、守随憲治、池田虎雄、片岡義雄、辻直四郎らがいた。一高時代は3年間寮生活となる。初め寮で隣室となった石濱は、予備校でも康成を一度見かけていて、その時の強い印象を忘れられていなかったという。川端は石濱の影響で、菊池寛、芥川龍之介、志賀直哉、ロシア文学をよく読んだ。浅草オペラなどによく一緒に行き、オペラ小屋で谷崎潤一郎を見かけたこともあった。
授業中、教科書の影に隠れてドストエフスキーをこっそりと読んでいる小柄で痩せっぽちの康成の存在に、2学期頃から気づいた鈴木彦次郎は、康成が教室であてられると、いかにも読書を中断させられ迷惑そうな顔で嫌々ながら立ち上がる「ニヒルなところ」が印象的で興味を持った。ある日鈴木は思いきって、取っつきの悪い神経質そうな康成に話しかけてみると、同じく文学志望だと知って親しみを感じ、その後だんだんと交際が深まっていった。
石濱金作、鈴木彦次郎と寮の同室となった翌1918年（大正7年）秋、康成は寮の仲間の誰にも告げずに初めての伊豆への旅に向かった。中学時代の寮生活と〈勝手がちがつた〉高校の寮生活が1、2年の間〈ひどく嫌だつた〉ことと、〈私の幼年時代が残した精神の病患ばかりが気になつて、自分を憐れむ念と自分を厭ふ念とに堪へられなかつた〉康成は、10月30日から11月7日までの約8日間、修善寺から下田街道を湯ヶ島へ旅した。この時に岡田文太夫（松沢要）こと、時田かほる（踊子の兄の本名）率いる旅芸人一行と道連れになり、幼い踊子・加藤たみと出会った。下田港からの帰京の賀茂丸では、受験生・後藤孟と乗り合わせた。
彼らの善意や、踊子の〈野の匂ひがある正直な好意〉は、康成の不幸な生い立ちが残した〈精神の疾患〉を癒し解放した。彼らとのやりとりは、その後の草稿『湯ヶ島での思ひ出』、小説『伊豆の踊子』で描かれることになる。この旅以来、湯ヶ島は川端にとって〈第二の故郷〉となり、宿泊した湯ヶ島湯本館（田方郡上狩野村湯ヶ島1656番地）へ毎年10年間通うようになる。幼い時の眼底結核により右目が見えにくく、右半身も時々しびれる持病があった康成には、湯治をも兼ねていた。

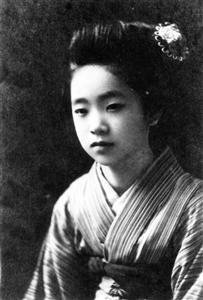
伊藤初代（1919年、13歳）

伊豆旅行から帰った後から、康成は寮の級友たちともなじむようになり、一緒に白木屋食堂などに行った。三明永無と白木屋の女給・山本ちよを張ったりすることもあった。1919年（大正8年）、池田虎雄を通じて、池田の神戸一中時代の友人・今文武の兄・今東光と知り合い、本郷区西片町（現・文京区西片1丁目12-13）に住んでいた今宅へ寄宿舎からよく遊びに行き、今東光の父・武平（元郵船会社欧州航路の船長）から霊智学（心霊学）、神智学の話に耳を傾けた。康成は、今東光、今日出海兄弟の母親から「康さん」と呼ばれ、家族同然に可愛がられていた。6月には、友人で文芸部の氷室吉平から何か書いてみないかと勧められて、一高文芸部の機関誌『校友会雑誌』に、伊豆での旅芸人との体験と絡めて、〈ちよ〉という名の3人の少女（白木屋の女給、親戚の娘、伊豆の踊子）にまつわる奇妙な話を描いた「ちよ」を発表した。この作品も川端は処女作としている。
康成は酒が飲めない性質であったが、石濱、鈴木、三無らとカフェや飲食店によく出かけ、この年の秋頃、本郷区本郷元町2丁目の壱岐坂（現・文京区本郷3丁目）にあるカフェ・エランで、またしても「ちよ」（通称）と呼ばれる可憐な少女女給・伊藤初代と出会った。伊藤初代は、岩手県江刺郡岩谷堂（現・奥州市江刺区岩谷堂）の農家出身の父・忠吉の長女として1906年（明治39年）に福島県で生れ、幼くして母と死別し父とも離れ、叔母や他人の家を転々として育ち、上京しカフェ・エランのマダム（平出修の義理の甥の元妻）の養女（正式ではない）となっていた13歳の少女であった。しかしマダムの台湾行に伴い店を閉め、初代は翌年9月にマダムの親戚の岐阜県稲葉郡加納町6番地（現・岐阜市加納）の浄土宗西方寺に預けられて行った。
なお、この当時東京帝国大学法学部の学生であった平岡梓は、ある冬の日、帝大正門前の道で同級生の三輪寿壮が見知らぬ一高生（康成）と一緒にいるのに出くわしたという。平岡梓は肉でも食べようと湯島の牛肉屋「江知勝」に三輪を誘うが、今日は連れがいるから駄目だと、少し離れたところに立っている「弊衣破帽で色褪せたぼろぼろのマント」を羽織って、「目玉ばっかりバカでかい貧弱な一高生」を三輪は指さした。そしてその数日後、三輪が平岡の家に遊びに来た時、その一高生・川端康成のことが話題となり、紹介すると言われたが断わったという。

### 出発――『新思潮』と伊藤初代

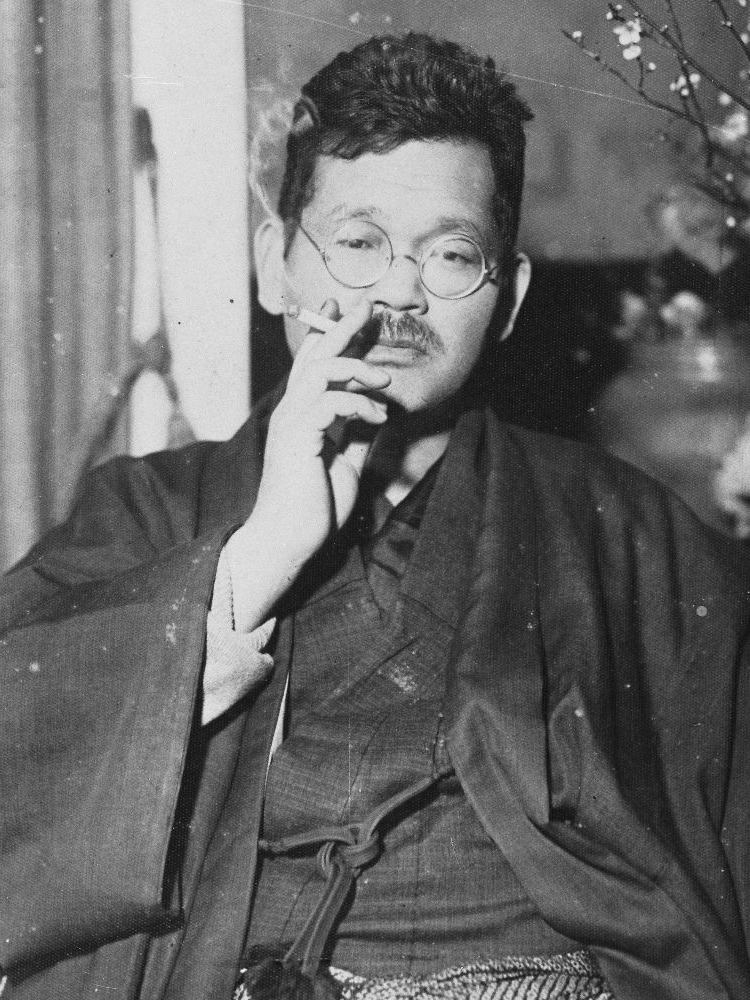
菊池寛（1948年）

1920年（大正9年）7月に第一高等学校を卒業し、9月に東京帝国大学文学部英文学科に入学。同級に北村喜八、本多顕彰、鈴木彦次郎、石濱金作がいた。しばらくは、東京府豊多摩郡大久保町東大久保181（現・新宿区新宿7丁目13）の中西方に下宿している鈴木彦次郎の部屋に同居した。同年、石濱金作、鈴木彦次郎、酒井真人、今東光と共に同人誌『新思潮』（第6次）の発刊を企画し、先輩の菊池寛に同名の誌名を継承することの諒解を得た。当時、小石川区小石川中富坂17番地（現・文京区小石川2-4）に住んでいた菊池寛を訪問し、これ以降、川端は菊池を通じ芥川龍之介、久米正雄らとも面識を持ち、長く菊池の恩顧を受けることとなる。なお当初、菊池は今東光を同人に入れることに反対したが、川端は今東光を入れないのなら、自分も同人にならないと言ったとされる。11月から川端は、東京市浅草区浅草小島町13の高橋竹次郎方（帽子洗濯修繕屋）の二階に下宿した。
翌1921年（大正10年）2月に第6次『新思潮』を創刊し、「ある婚約」を掲載。4月の第2号には、靖国神社の招魂祭での17歳の曲馬娘〈お光〉を軸に寸景を描いた小説「招魂祭一景」を発表し、菊池寛から〈ヴイジユアリゼイシヨンの力〉を褒められた。久米正雄、水守亀之助、加藤武雄、南部修太郎、中村星湖、小島政二郎、佐佐木茂索、加島正之助、『萬朝報』からも高く評価され、この「招魂祭一景」が、商業雑誌からも原稿依頼を受けるきっかけとなる。5月に浅草小島町72の坂光子方に下宿先を転居した。下宿先はその後、本郷区の根津西須賀町13（現・文京区向丘2丁目）の戸沢常松方、駒込林町227（現・千駄木5-32）の佐々木方、同町11（現・千駄木5-2-3）の永宮志計里方、千駄木町38（現・千駄木1-22）の牧瀬方などに数か月ごとに転々とする。この頃の川端は、菊池寛からプロットの一点書きにしたものを貰い、菊池の『慈悲心鳥』などの作品を手伝っていたとされる。7月の『新思潮』第2号には、父母の死後について描いた自伝的作品「油」を発表した。

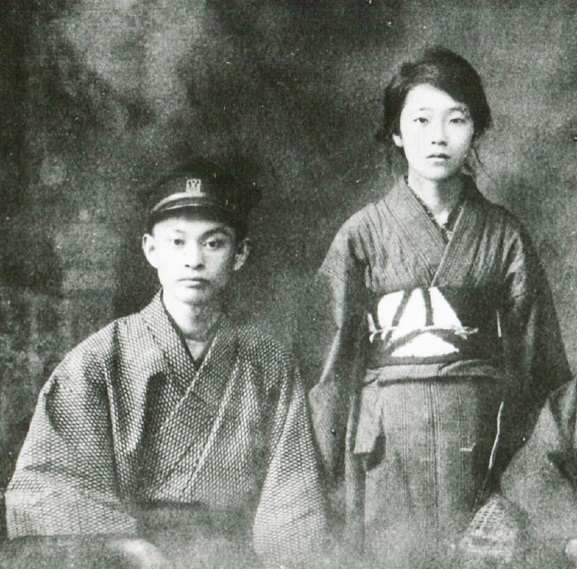
初代（15歳）と岐阜市の瀬古写真館にて（1921年10月）

この年の夏休みが終わり、康成は9月16日に上京の途上、三明永無と京都駅で落ち合い、岐阜駅で途中下車して2人で伊藤初代（当時15歳）のいる岐阜県を訪ねた。初代と親しくなれた康成は秋に結婚を決意し、10月8日に再び三明永無と共に岐阜に赴き、初代のいる西方寺を訪問して長良川湖畔の宿で初代と結婚の約束を果たし、翌日、岐阜県今沢町9番地の瀬古写真館で婚約記念の写真を撮った。帰京後、川端は初代との婚約を石濱金作ら同人に報告し、「独身送別会」を開いてもらい、友人たちの友情に感涙していたという。その後10月末に、石濱、鈴木、三明と共に岩手県岩谷堂字上堰で小学校の小使いをしている父親・忠吉と学校の宿直室と宿で面会し、初代の婚約記念写真を見て泣いている忠吉から承諾をとった。
川端は、〈十六の少女と一緒になれる〉という〈奇跡のやうに美しい夢〉を持ち、帰京すると、〈若い恋愛の勢ひ〉で菊池寛を訪ね、結婚するため翻訳の仕事を紹介してほしいと願い出た。その際菊池は、「今頃から結婚して君がcrushedされなければいいがね」とぽつりと心配したが、何の批判や事情の詳細追及もせず、近々一年近く自分は洋行するから、留守の家に川端と初代が住んでいいと言った。その間の家賃も菊池が払い、生活費も毎月50円くれるという〈思ひがけない好意〉をくれた。川端は、菊池寛の親切に〈足が地につかぬ喜びで走つて〉帰ったという。その当時、周囲の人々の好意や恩をよく受けていたことを川端は以下のように語っている。

### 横光との出会い・婚約破談

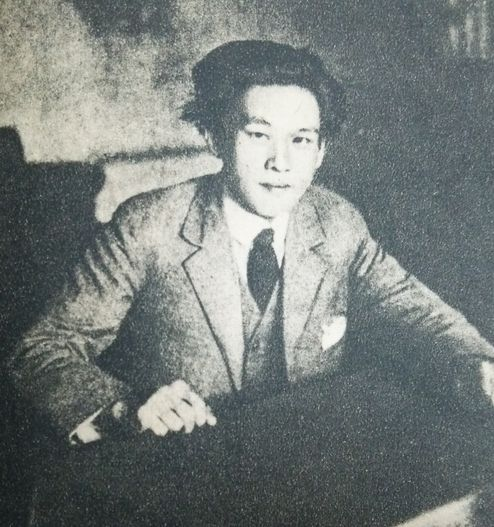
横光利一（1928年）

同年の1921年（大正10年）11月8日、川端は、〈才能のある若い者同士〉を引き合わせようとする菊池寛の家で横光利一と初めて出会い、夕方、3人で本郷区湯島切通坂町2丁目6（現・文京区湯島）の牛肉屋「江知勝」に行き、菊池に牛鍋を奢ってもらった。小説の構想を話しながら〈声高に熟して〉くる横光の話し振りに、〈激しく強い、純潔な凄気〉を川端は感じた。横光が先に帰ると、菊池は〈あれはえらい男だから友達になれ〉と川端に言った。横光とはそれ以後、川端にとり〈恩人〉、〈僕の心の無二の友人〉となり、何かと行動を共にする付き合いが始まった。
その夜、川端が浅草小島町72の下宿の戻ると、岐阜にいる伊藤初代から、「私はあなた様とかたくお約束を致しましたが、私には或る非常があるのです」という婚約破棄の手紙を受け取り読んだ。川端はすぐ電報を打ち、翌日西方寺で初代と会い、その後手紙をやり取りするが、11月24日に永久の「さやうなら」を告げる最後の別れの手紙を受け取り、初代はその後再び東京に戻り、カフェ・パリや浅草のカフェ・アメリカの女給をする。カフェ・アメリカで女給をしていた頃の伊藤初代は、「クイーン」と呼ばれ、「浅草一の大美人」がいると噂されるほどになり、「赤いコール天の足袋をはいたチー坊」の少女の頃とは変っていたと今日出海は述懐している。
〈不可解な裏切り〉にあった川端は、カフェ・パリ、カフェ・アメリカにも行き、様々な努力をするが、初代は川端の前から姿を消してしまった。初代はカフェ・アメリカの支配人の中林忠蔵（初代より13歳上）と結ばれ、結婚することになったのであった。川端と初代の間には肉体関係はなく、恋愛は〈遠い稲妻相手のやうな一人相撲〉に終わり、川端の〈心の波〉は強く揺れ、その後何年も尾を曳くようになる。この初代との体験を元にした作品が、のちの様々な短編や掌の小説などに描かれることになる。菊池寛は、川端の婚約破談の話を石濱らから聞いて薄々知っていたらしいが、川端を気遣いそのことについて何も触れなかった。12月には、『新潮』に「南部氏の作風」を発表し、川端は初めての原稿料10円を得た。

### 時評家として――傷心と関東大震災
1922年（大正11年）、加藤武雄の好意で『文章倶楽部』1月号・2月号にチェーホフなどの小品翻訳を発表し、同月の『時事新報』には佐佐木茂索の好意により「今月の創作界」を寄稿できた川端は、先ず文芸批評家として文壇に登場した。これがきっかけで以後長年、各誌に文芸批評を書き続けることになる。
6月に英文学科から国文学科へ移籍した。これは、英文科は出席率がやかましかったためと、講義にほとんど出ない川端は試験も受けなかったため、英文科で単位を取れずに転科を決めた。大学に〈一年よけい〉に行くことになった川端は、もっぱら文学活動に専念した。
また、この年の夏には、失恋の痛手を癒すために再び伊豆に赴き、湯ヶ島湯本館で、草稿『湯ヶ島での思ひ出』を原稿用紙107枚執筆し、自分を拒み通した伊藤初代とは違い、無垢に好意を寄せてくれた伊豆の踊子や小笠原義人の思い出を綴った。
1923年（大正12年）1月に菊池寛が創刊した『文藝春秋』に「林金花の憂鬱」を発表した川端は同誌の編集同人となり、第2号から編集に携わった。横光利一や佐々木味津三と共に、『新思潮』同人も『文藝春秋』同人に加わった。5月には、〈葬式の名人〉と従兄にからかわれた時に感じた〈身に負うてゐる寂しさ〉を綴った自伝作品「会葬の名人」（のちに「葬式の名人」と改題）を同誌に発表。7月には、伊藤初代との一件を描いた「南方の火」を『新思潮』（8月号）に発表した。また、この年に犬養健の作品を創作評で取り上げ、それ以降、「篝火」の感想や「来訪を待つ」などの書簡をもらう仲となり、犬養は横光利一とも交流する。
9月1日に、本郷区駒込千駄木町38（現・文京区千駄木1-22）の下宿で関東大震災に遭った川端は、とっさに伊藤初代のことを思い、幾万の避難民の中に彼女を捜し、水とビスケットを携帯して何日も歩いた。今東光と共に芥川龍之介も見舞い、3人で被災した町を廻った。川端らは吉原界隈では、火に焼かれ池に飛び込んだ大勢の娼婦たちの凄惨な〈その最も醜い死〉の姿に衝撃を受けた。
川端は他にも浅草の死体収容所などでも〈幾百幾千或は幾万〉もの死体を見たが、その中でも〈最も心を刺されたのは、出産と同時に死んだ母子の死体であつた〉とし、〈母が死んで子供だけが生きて生れる。人に救はれる。美しく健かに生長す。そして、私は死体の臭気のなかを歩きながらその子が恋をすることを考へた〉と綴った。
震災後は、川端は以前にも増して〈新しい文藝〉への意欲が高まり、〈新進作家の作品は、科学者の詩ではなく、若い娘の踊でなければならぬ。またこの魔は生娘が好きだ〉と論じている。

### 『文藝時代』――新感覚派と抒情
1924年（大正13年）3月に東京帝国大学国文学科を卒業。川端は大学に1年長く在籍した。最後の大学4年の時から、国許の親類の送金を断わり自活を試みはじめていた。単位が足りなく卒業が危うかったが、主任教授・藤村作の配慮（単位の前借、レポート提出）により卒業できた。大宅壮一が川端と石濱金作を住家に招いて、卒業祝いに鶏を一羽つぶして振る舞ってくれた。卒論『日本小説史小論』の序章を「日本小説史の研究に就て」と題して、同月『芸術解放』に発表。伊藤初代との婚約を題材とした「篝火」も『新小説』に発表した。5月には、郷里の三島郡役所で徴兵検査を受けたが、体重が十貫八百三十匁（約41キログラム）で不合格となった。検査前1か月間、伊豆の温泉で保養し、三島郡の宿屋では毎回の食事に生卵を3個飲んでいたにもかかわらず、〈郡役所の広間で恥をかいた〉思いを川端は抱いた。川端と同じくもう一人不合格となった笹川泰広という人物によると、検査の後2人は残されて、「不合格になったがよい学校を出ているのだから、その方面でお国に尽くせ」と言われたという。

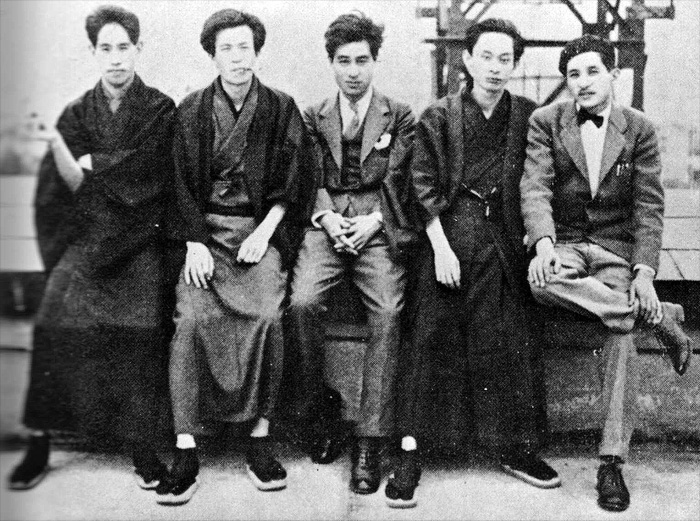
『文藝時代』同人。右から菅忠雄、川端、石浜金作、中河与一、池谷信三郎

10月には、横光利一、片岡鉄兵、中河与一、佐佐木茂索、今東光ら14人で同人雑誌『文藝時代』を創刊し、さらに岸田国士ら5人も同人に加わった。横光は、劇団を組織することも考えていたが、川端が反対して実現に至らなかったという。主導者の川端は、これからは宗教に代り文芸が人間救済の役割を果たすだろうという気持ちから、この誌名を名付け、「創刊の辞」を書いた。創刊号に掲載された横光の「頭ならびに腹」により、同人は「新感覚派」と評論家・千葉亀雄により命名されるようになった。
ヨーロッパに興ったダダイスムの下に「芸術の革命」が目指されたアバンギャルド運動などに触発された『文藝時代』は、同年6月にプロレタリア文学派により創刊された『文藝戦線』と共に、昭和文学の二大潮流を形成した。川端は『文藝時代』に、「短篇集」「第二短篇集」と題して、掌編小説を掲載することが多かった。これらの小品群（掌の小説）は、未来派やダダイスムの影響により、既成の道徳によらない自在な精神を表現したものが多く、失恋や孤児根性を克服し新しい世界へ飛躍する願望が秘められている。こういった極く短い形式の小説を創ることの喜びが一般化して〈遂に掌篇小説が日本特殊の発達をし、且和歌や俳句や川柳のやうに一般市井人の手によつて無数に創作される日〉が来ることを川端は夢みて、日本人が掌篇小説においても〈小説の最も短い形式〉を完成し得ると確信していた。
1925年（大正14年）、中学3年の時に寝たきりの祖父を描いた看病日記を西成郡豊里村の黒田家の倉から発見し、8月と9月に「十七歳の日記」（のち「十六歳の日記」と改題）として『文藝春秋』に発表した。川端はこの無名時代の日記を、〈文字通りの私の処女作である〉としている。5月に、『文藝時代』同人の菅忠雄（菅虎雄の息子。雑誌『オール讀物』の編集長）の家（新宿区市ヶ谷左内町26）に行った際に、住み込みのお手伝い・松林秀子と初めて会い、その夏に逗子の海に誘った。秀子は川端の第一印象について、「ちょっと陰気で寂しそうな感じの人だなと思いましたが、眼だけはとても生き生きした温かそうな感じがするという印象でした」と語っている。川端は当時、本郷区林町190の豊秀館に下宿していたが、この年の大半は湯ヶ島本館に滞在した。12月には、心霊的な作品「白い満月」を『新小説』に発表し、この頃から作品に神秘性が加味されてきた。この年に、従兄・黒田秀孝が株の失敗で豊里村の家屋敷を手放した。
1926年（大正15年・昭和元年）1月と2月に「伊豆の踊子」「続伊豆の踊子」を『文藝時代』に分載し、一高時代の伊豆の一人旅の思い出を作品化し発表した。当時、川端は麻布区宮村町の大橋鎮方に下宿しつつも、湯ヶ島にいることが多かったが、喘息で胸を悪くした菅忠雄が静養のために鎌倉郡鎌倉町（現・鎌倉市）由比ヶ浜へ帰郷することとなり、川端に留守宅となる市ヶ谷左内町26への居住を誘った。4月から菅忠雄宅へ移住した川端は、住み込みの松林秀子と同じ屋根の下に住み実質的な結婚生活に入った（正式入籍はのち1931年（昭和6年）12月2日）。秀子は、一緒に住むことになった時のことについて以下のように語っている。
6月には、掌編小説（掌の小説）を収録した初の処女作品集『感情装飾』が金星堂より刊行され、友人や先輩ら50人ほどが出席して出版祝賀会が行われた。出席者の顔ぶれには、同人たちをはじめ、大宅壮一、江戸川乱歩、豊島与志雄、尾崎士郎、岡本一平・かの子夫妻などもいた。また、この年の春には、衣笠貞之助、岸田国士、横光利一、片岡鉄兵らと「新感覚派映画聯盟」を結成し、川端は『狂つた一頁』のシナリオを書いた（7月に『映画時代』に発表）。大正モダニズムの成果であるこの作品は9月に公開され、ドイツ表現主義の流れを汲む日本初のアバンギャルド映画として、世界映画百年史の中に位置づけられている。
『狂つた一頁』は、全関西映画連盟から大正15年度の優秀映画に推薦されたが興行的には振るわず、この一作のみで「新感覚派映画聯盟」は立ち消えとなった。なお、この年の夏に横光利一、石濱金作、池谷信三郎、片岡鉄兵らと逗子町324の菊池精米所の裏に家を借りて合宿していたが、9月頃からは再び、湯ヶ島湯本館で生活した。川端は、湯本館を〈理想郷のやうに言つて〉、友人知人に宣伝していたため、その後多くの文士たちが集まって来るようになった。

### 湯ヶ島から杉並町馬橋へ
1927年（昭和2年）正月、前年の大晦日に梶井基次郎が温泉療養に湯ヶ島温泉にやって来たが、旅館の落合楼で嫌な顔をされたため、川端は梶井に湯川屋を紹介した。川端は、度々湯本館に遊びに来る梶井に、『伊豆の踊子』の単行本の校正を手伝ってもらった。川端文学に傾倒していた梶井はその頃まだ同人雑誌作家で、友人たちに誇らしげに川端と一緒にいることを手紙で伝えている。
湯ヶ島には、梶井の同人『青空』の面々（淀野隆三、外村繁、三好達治）、十一谷義三郎、藤沢桓夫、小野勇、保田与重郎、大塚金之助、日夏耿之介、岸田国士、林房雄、中河与一、若山牧水、鈴木信太郎、尾崎士郎、宇野千代、萩原朔太郎らも訪れた。梶井、尾崎、宇野の伊豆湯ヶ島文学は〈私の手柄でもある。あんなに文士が陸続と不便な山の湯を訪れたのは、伊豆としても空前であらう〉と川端は思い出し、幼くして孤児となり家も16歳で無くなった自分だが、〈温かい同情者や友人は身近に絶えた日〉がないと語っている。3月に横光利一ら同人に、永井龍男、久野豊彦、藤沢桓夫らを加えて『一人一頁づつ書く同人雑誌――手帖』を創刊し（11月に「9号」で終刊）、「秋から冬へ」を発表した。
4月5日、上野精養軒で行われる横光利一の結婚式（日向千代との再婚）のため、川端は湯ヶ島から上京し、その後湯ヶ島へは戻らずに、「東京に帰るべし」と忠告した横光らが探した東京府豊多摩郡杉並町馬橋226（現・杉並区高円寺南3丁目17）の借家（家主は吉田守一）に4月9日から移住することに決め、急遽湯ヶ島にいる秀子を呼んだ。その家では、原稿料の代りに読売新聞社から貰った桂の碁盤を机代りにしていたが、横光が作家生活で最初に買った花梨の机を譲った。その机は池谷信三郎も横光から貰いうけ使っていたものだが、池谷はその時はもう新しい机があったので、川端のところへ廻ってきた。
同月4月には、短編「美しい！」を『福岡日日新聞』に連載し、5月に「結婚なぞ」を『読売新聞』に連載発表した。まもなく隣家に大宅壮一が越して来て、半年ほどそこに居た。大宅の2度目の妻・近藤愛子（近藤元太郎の娘）と秀子は、偶然同じ青森県三戸郡八戸町（現・八戸市）出身であった。横光との同人誌『文藝時代』は5月に「32号」をもって廃刊した。妊娠していた妻・秀子が、6月頃（7月の芥川龍之介自殺より少し前）、慶応病院で出産するが、子供（女児）はすぐに亡くなった。8月から『中外商業新報』に初の長編新聞小説「海の火祭」を連載開始する。

### 不振時代――熱海から馬込文士村
同年1927年（昭和2年）12月から、家賃は月120円と高かったが、海も見え内湯もある熱海小沢の鳥尾子爵（鳥尾小弥太）の別荘を借りて移り住んだ。林房雄によると川端は、「家賃が高くとも安くとも、どうせ金は残らないのだから、同じですよ」と笑っていたという。川端は当時の自分を、〈私の例の無謀もはなはだしいものであつた〉と振り返っている。この頃は川端や元新感覚派の作家にとって不作不振の時期であった。
当時は、プロレタリア文学が隆盛で、『文藝時代』の同人であった片岡鉄兵が左傾化した。武田麟太郎や藤沢桓夫も、プロレタリア文学運動に加わり、石濱金作が転換、今東光と鈴木彦次郎が旧労農党に加入し、横光利一は極度に迷い動揺した。そんな中、川端はマルクス主義に対して従来とほぼ同じ姿勢で、〈僕は「芸術派」の自由主義者なれども、「戦旗」同人の政治意見を正しとし、いまだ嘗て一度もプロレタリア文学を否定したることなし。とは云へ、笑ふべきかな僕の世界観はマルキシズム所か唯物論にすら至らず、心霊科学の霧にさまよふ〉と語っていた。

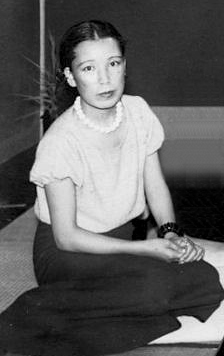
宇野千代

翌1928年（昭和3年）、熱海の家に昨年暮から梶井基次郎が遊びに来て毎日のように囲碁などに興じていたが、正月3日に、真夜中に泥棒に入られた。川端は当初、襖を開けて夫婦の寝部屋を覗いていた男を、忘れ物を探しに来た梶井だと思っていたという。枕元に来た泥棒は、布団の中の川端の凝視と眼が合うとギョッとして、「駄目ですか」と言って逃げて行った。その言葉は、〈泥棒には実に意味深長の名句なのだらうと、梶井君と二人で笑つた〉と川端は語り、梶井も友人らに「あの名せりふ」を笑い話として話した。3月には、政府の左翼弾圧・共産党の検挙を逃れた林房雄、村山知義が一時身を寄せに来たこともあった。その後、横光利一が来て、彼らの汽車賃を出して3人で帰っていった。
3月までの予定だった熱海滞在が長引き、家賃滞納し立退きを要求されたため、5月から尾崎士郎に誘われて、荏原郡入新井町大字新井宿字子母澤（のち大森区。現・大田区西馬込3丁目）に移ったが、隣りのラジオ屋の騒音がうるさく執筆できないため、その後すぐ同郡馬込町小宿389の臼田坂近辺（現・南馬込3丁目33）に居住した。子母澤にいる時、犬を一匹飼い始め、「黒牡丹」と名付けた（耳のところが黒い牡丹のような模様だったため）。馬込文士村には尾崎士郎をはじめ、広津和郎、宇野千代、子母沢寛、萩原朔太郎、室生犀星、岡田三郎のほか、川端龍子、小林古径、伊東深水などの画家もいて、彼らと賑やかに交流した。川端は宇野千代と一緒に方々歩いたが、2人を恋人同士と誤解した人もあったという。この年の夏に、妊娠5、6か月だった妻・秀子が風呂の帰りに臼田坂で転倒して流産した。

### 浅草時代――流行作家へ

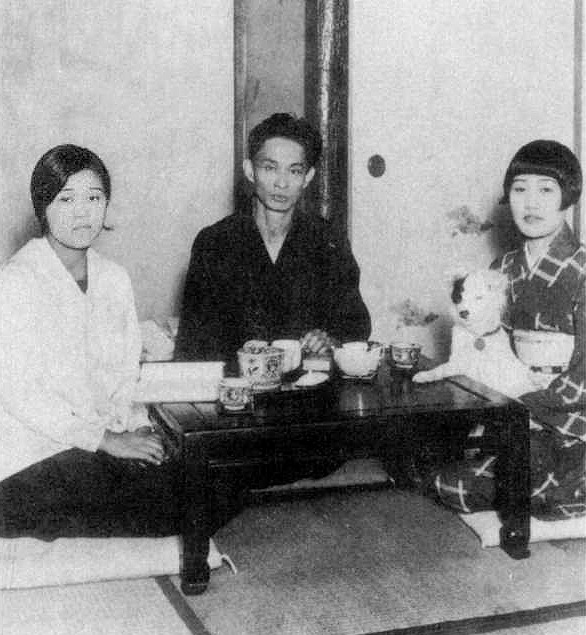
左から君子（妻の妹）、川端、妻・秀子（自宅にて、1930年）

1929年（昭和4年）4月に岡田三郎らの『近代生活』が創刊され、同人に迎えられた。9月17日には浅草公園近くの下谷区上野桜木町44番地（現・台東区上野桜木2丁目20）に転居し、再び学生時代のように浅草界隈を散策した。この頃から何種類もの多くの小鳥や犬を飼い始めた。こうした動物との生活からのちに『禽獣』が生れる。この頃、秀子の家族（妹・君子、母親、弟・喜八郎）とも同居していた。浅草では7月にレビュー劇場・カジノ・フォーリーが旗揚げされていた。川端は、第2次カジノ・フォーリー（10月に再出発）の文芸部員となり、踊子たちと知り合った。踊子たちは「川端さんのお兄さん」と呼んでいたという。10月に「温泉宿」を『改造』に発表。12月からは、「浅草紅団」を『東京朝日新聞』に連載開始し、これにより浅草ブームが起きた。
また、この頃川端は、〈文壇を跳梁する〉左翼文学の嵐の圧力に純文学が凌駕されている風潮に苦言を呈し始め、「政治上の左翼」と「文学上の左翼」とが混同され過ぎているという堀辰雄の言葉（『文學』発刊の趣意。読売新聞紙上）に触発され、〈今日の左翼作家は、文学上では甚だしい右翼〉だと断じ、その〈退歩を久しい間甘んじて堪へ忍んで来た〉が、〈この頃やうやく厭気が〉がさしてきたと述べ、〈われわれはわれわれの仕事、「文学上の左翼」にのみ、目を転じるべき時であらう〉と10月に表明した。

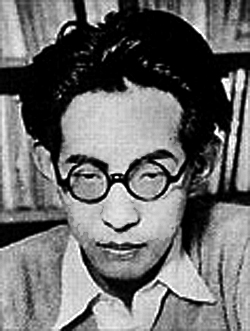
堀辰雄

同じ10月には、堀辰雄、深田久弥、永井龍男、吉村鉄太郎らが創刊した同人誌『文學』に、横光利一、犬養健と共に同人となった。『文學』は、季刊誌『詩と詩論』などと共に、ヴァレリー、ジイド、ジョイス、プルーストなど新心理主義の西欧20世紀文学を積極的に紹介した雑誌で、芸術派の作家たちに強い刺激を与え、堀辰雄の『聖家族』、横光利一の『機械』などが生れるのも翌年である。
1930年（昭和5年）、前年12月に結成された中村武羅夫、尾崎士郎、龍膽寺雄らの「十三人倶楽部」の会合に川端は月一度参加し始めた。「十三人倶楽部」は自ら「芸術派の十字軍」と名のり、文芸を政治的強権の下に置こうとするマルキシズム文芸に飽き足らない作家たちの団体であった。新興芸術派の新人との交遊もあり、川端は〈なんとなく楽しい会合だつた〉と語っている。また同年には、菊池寛の文化学院文学部長就任となり、川端も講師として週一回出講し、日大の講師もした。2月頃には、前年暮に泥棒に入られた家から、上野桜木町49番地へ転居した。この頃は次第に昭和恐慌が広がり、社会不安が高まりつつある時代であった。11月には、ジョイスの影響を反映させ、新心理主義「意識の流れ」の手法を取り入れた「針と硝子と霧」を『文學時代』に発表した。
続いて翌1931年（昭和6年）1月と7月に、同手法の「水晶幻想」を『改造』に発表した。時間や空間を限定しない多元的な表現が駆使されている「水晶幻想」は、これまで様々な実験を試みてきた川端の一つの到達点ともいえる作品となっている。4月から、書生の緑川貢を置くために、同じ上野桜木町36番地の少し広い家に転居した。10月には、カジノ・フォーリーのスターであった踊子・梅園龍子を引き抜いて、洋舞（バレエ）、英会話、音楽を習わせた。梅園を育てるため、この頃から西欧風の舞踊などを多く見て、〈そのつまらなさのゆゑに〉意地になってますます見歩くようになるが、そのバレエ鑑賞が、その後の『雪国』の島村の人物設定や、『舞姫』などに投影されることになる。この年の6月には、画家・古賀春江と知り合った。12月2日には妻・秀子との婚姻届を出した。

### 『禽獣』――虚無の眼差し

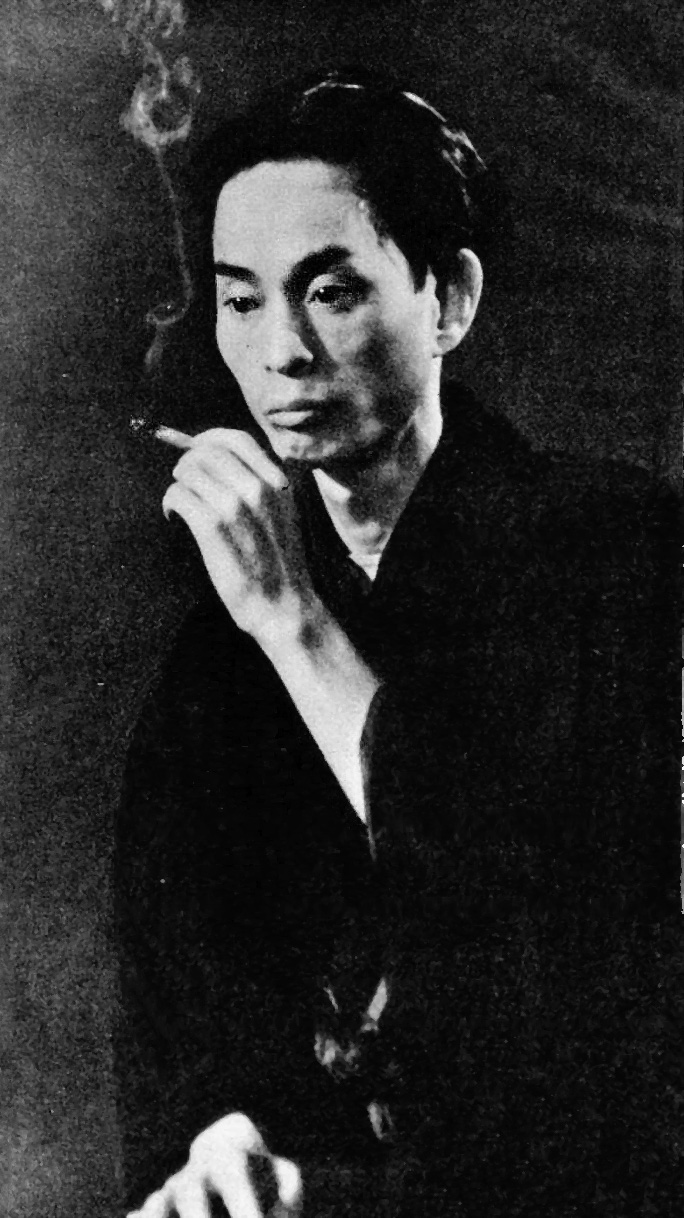
上野桜木町の自宅にて

1932年（昭和7年）2月に、過去の失恋の痛手を題材とした心霊的な作品「抒情歌」を『中央公論』に発表した。3月初旬、伊藤初代（再婚名・桜井初代）が川端宅を訪れた。約10年ぶりの再会であった。初代は浅草のカフェ・アメリカの支配人・中林忠蔵と1922年（大正11年）に結婚して関東大震災後に仙台市に移住し、中林は高級レストラン「カルトン」の支配人をしていたが、中林と5年前に死別し、再婚相手・桜井との間に儲けた次男（1歳に満たない赤ん坊）がいた（長男は夭折）。家庭生活が思わしくなく、有名になった川端を頼ってきた初代は、中林との間の長女・珠江（9歳）を養女に貰ってほしいと言った。その申し出を断わられた初代はその後二度と訪れることはなかった。この時の体験もその後に種々の作品（『姉の和解』、『母の初恋』）の題材となる。同月24日には親しかった梶井基次郎が死去した（31歳没）。9月から「化粧と口笛」を『朝日新聞』に連載開始する。同年には、梅園龍子の本格的な舞踊活動（パイオニア・クインテット）が行われた。
1933年（昭和8年）2月に『伊豆の踊子』が初めて映画化された（監督・五所平之助）。同月には小林多喜二が殺されて、プロレタリア文学は実質上壊滅する。そして川端は7月に、愛玩動物を多く飼育する虚無的な独身男を主人公にした「禽獣」を『改造』に発表した。この時の編集者は徳廣巌城（上林暁）であった。この作品は、「昭和前期文学の珠玉」と賞讃され、川端が「もつとも知的なものに接近した極限の作品」と位置づけられ、川端の一つの分岐点にある作品だとされている。川端の抒情と非情の眼が描かれた「禽獣」をはじめ、この頃から翌年にかけての作品が最も虚無的傾向が深かった。
それと同時に少女小説を書くことも増え、同月には「夏の宿」を『少女倶楽部』に発表した。この夏は房州の上総興津（現・千葉県勝浦市）で過ごした。9月10日に親しかった画家・古賀春江が死去した（38歳没）。10月には、小林秀雄、林房雄、武田麟太郎、深田久彌、宇野浩二、広津和郎、豊島与志雄らと文芸復興を目指した雑誌『文學界』創刊の同人となった。『文學界』にはその後、横光利一、藤沢桓夫、里見弴らも加わった。世の暗い風潮と大衆文学の氾濫の中で、川端は純文学の自由と権威を擁護する立場をとり、それを発展させることに参加した。
11月は、結びでの悪魔との問答に、〈おれは小説家といふ無期懲役人だ〉という一句が出てくる「散りぬるを」を『改造』に発表、12月には、古賀春江の死に際し執筆した随筆「末期の眼」を『文藝』に発表した。芥川龍之介の遺書に書かれていた〈末期の眼〉という、たえず死を念頭に置くことにより純化・透明化する感覚意識で自然の諸相を捉えて、美を見出そうとする認識方法が、川端の作品の主題の要となっていった時期であった。また、川端は「奇術師」と呼ばれたことについて、〈私は人を化かさうがために、「奇術」を弄んでゐるわけではない。胸の嘆きとか弱く戦つてゐる現れに過ぎぬ。人がなんと名づけようと知つたことではない〉と「末期の眼」で書いた。12月21日には、親しかった池谷信三郎が死去した（33歳没）。この年から川端は、岡本かの子から小説指導を依頼され、どこの雑誌でも歓迎されなかった彼女の原稿に丁寧に目を通して励まし続けた。

### 『雪国』の世界と新人発掘

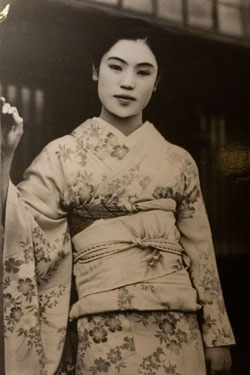
『雪国』駒子のモデル・松栄（1934年）

1934年（昭和9年）1月に、「文藝懇話会」が結成されて、島崎藤村、徳田秋声、正宗白鳥、横光利一が名を連ね、川端も会員となった。しかし会に出席してみると、元警保局長・松本学主宰で作られたもので、〈謙虚に辞退すべきであつた〉とも川端は思うが、〈私は風の来るにつれ、水の流すに従ひながら、自分も風であり、水であつた〉としている。そういった思いや、菊池寛や横光利一との出会いのエピソードなどを綴った随筆「文学的自叙伝」を5月に『新潮』に発表した。6月には初めて新潟県の越後湯沢（南魚沼郡湯沢町）に旅した。その後も再訪して高半旅館の19歳の芸者・松栄（本名・小高キク）に会った。これをきっかけに、のちに『雪国』となる連作の執筆に取りかかった。最初の越後行きから帰京後、下谷区谷中坂町79番地（現・台東区谷中）に転居した。
8月に癩病（ハンセン病）の文学青年・北條民雄（本名：七條晃司）から手紙や原稿を受け取り、以後文通が始まった。この当時、川端の文芸時評で認められることは、「勲章」を貰うようなものであったという。川端は新人の文章に触れることについて以下のように語っている。
1935年（昭和10年）1月、「夕景色の鏡」を『文藝春秋』に発表、「白い朝の鏡」を『改造』に発表し、のちに『雪国』となる連作の各誌への断続的掲載が開始された。同月には、芥川賞・直木賞が創設され、横光利一と共に芥川賞の銓衡委員となった。第1回芥川賞の川端の選評をめぐり、賞をほしがっていたが外れた太宰治との間で一騒動があった。6月から8月には発熱などで体調を崩し慶応病院に入院した。入院中の7月5日に、内務省地階の共済会歯科技工室でアルコール缶爆破事故の火傷を負った歯科医と女助手が担ぎ込まれ、翌日に亡くなった。このことを題材にして、のちに『イタリアの歌』を執筆する。11月、〈秩父號一〉という筆名を付けて、北條民雄の「間木老人」を『文學界』に紹介した。また、この年に横光利一が『純粋小説論』で、純文学について論じ話題となり、その反響を文芸時評で取り上げ、川端も文学者本来の精神に立ち返ることを主張し、12月に「純文藝雑誌帰還説」を『読売新聞』に発表した。同月5日には、林房雄の誘いで、神奈川県鎌倉郡鎌倉町浄明寺宅間ヶ谷（現・鎌倉市浄明寺2丁目8-15、17、18のいずれか）に転居し、林と隣り同士となった。
1936年（昭和11年）1月、『文藝懇話会』が創刊されて同人となった。2月5日に北條民雄が鎌倉を訪れ、初めて面会した。同月には川端の推薦により、「いのちの初夜」と名付けられた北条の作品が『文學界』に掲載され、文壇に衝撃を与えた。川端は、〈文壇や世間の批評を聞くな、読むな、月々の文壇文学など断じて見るな、（中略）常に最高の書に親しめ、それらの書が自ら君を批評してくれる〉と北条を励ました。川端は、佐左木俊郎のように真価を知られること無く死んでゆく無名の作家たちの作品を世に知らせることを、文芸批評家としての一つの使命とし、〈常に批評家によつて軽んじられ通して来た作家の味方〉であった。そのような川端を、「発掘の名人」と呼んだ横光は、2月20日に、新聞の特派員として船で渡欧し、川端はそれを神戸港で見送った。5月には越後湯沢に5度目の旅をし、『雪国』の執筆を続けた。

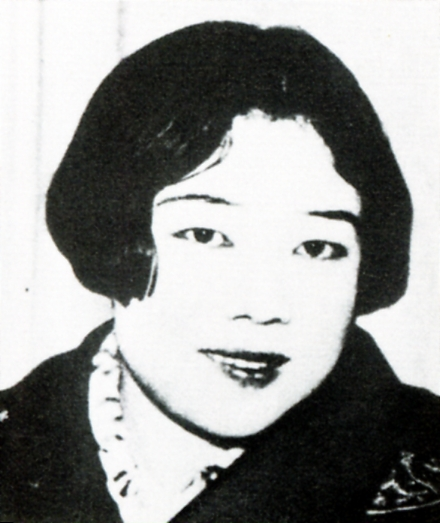
岡本かの子（1920年頃）

6月には、岡本かの子の「鶴は病みき」を同誌に紹介した。芥川龍之介をモデルにしたこの作品が岡本の文壇デビュー作となった。同月には、川端が学生時代に初めて知り合った作家・南部修太郎が死去した（43歳没）。8月は、『文學界』の広告スポンサーの明治製菓の内田水中亨の斡旋で、神津牧場見物記を明治製菓の雑誌『スヰート』に書くこととなり、初めて長野県北佐久郡軽井沢町を訪れ、藤屋旅館に滞在した。信州への関心が高まり、その後その地を背景とした作品が書かれる。12月からは、盲目の少女を描いた「女性開眼」を『報知新聞』に連載開始し、「夕映少女」を『333』に発表した。
1937年（昭和12年）5月に鎌倉市二階堂325に転居した（家主は詩人・蒲原有明）。6月に書き下ろし部を加えて連作をまとめ『雪国』を創元社より刊行し、第3回文芸懇話会賞を受賞した（執筆はこの後も断続的継続される）。この賞金で川端は旧軽井沢1307番地の別荘を購入した（翌年、隣地1305番地の土地も購入）。同月には、信州を舞台に戦争の時代を描いた「牧歌」を『婦人公論』に連載開始し、「乙女の港」を『少女の友』に連載開始した。「乙女の港」は、川端に師事していた新人主婦作家の佐藤恒子（中里恒子）を執筆指導しながら合作した作品である。この年の7月に支那事変が起き日中戦争が始まった。11月からは別荘に滞在し、戸隠などに行き、出征する兵士を見送る婦人の描写も含む「高原」を『文藝春秋』に断続的に発表を開始する。

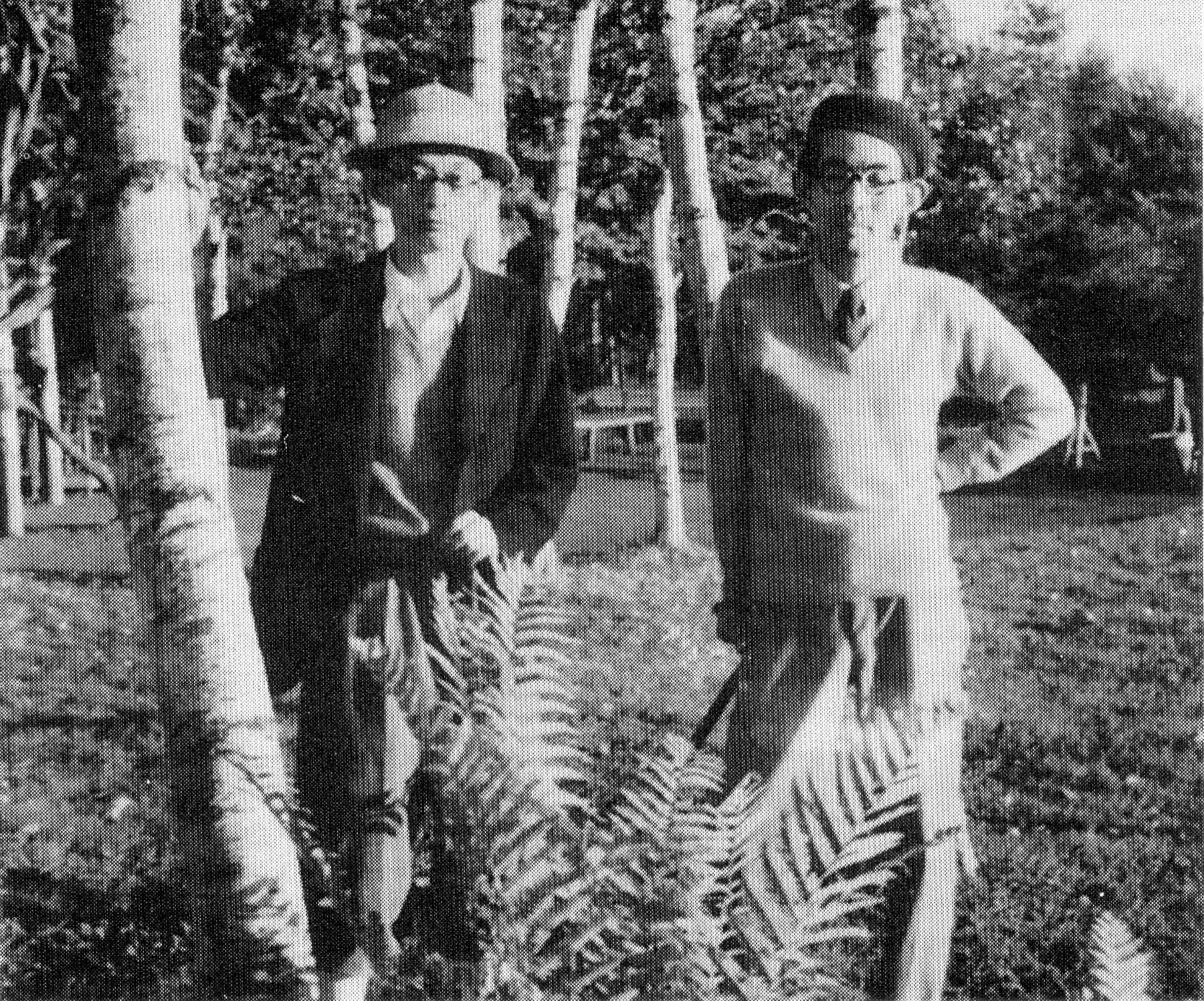
堀辰雄（右）と軽井沢にて（1943年）

同月18日、この軽井沢の別荘を堀辰雄が郵便局に行った帰りに遊びに寄っている間に、堀の滞在宿の油屋旅館が火事になったため、堀は川端が帰った12月以後そこを借りて、『風立ちぬ』の最終章「死のかげの谷」が書き上げられた。12月5日に北條民雄が死去し（23歳没）、東京府北多摩郡東村山村にあるハンセン病療養施設「全生園」に赴き、北条の遺骸と面会した。のちにこの北条の死を題材にした作品『寒風』が書かれる。また、この年の10月28日には、耕治人から是非読んでもらいたいと原稿が送られてきて、翌年から度々訪問してくるようになる。野々宮写真館の主人からコンタックスを譲られたのも、この年頃で、その後写真をよく撮ることが多くなり、ゴルフも時々やるようになる。

### 少年少女の文章への親しみ
1938年（昭和13年）4月から『川端康成選集』全9巻が改造社より刊行開始された。これは横光利一の好意で改造社に口添えして実現したものであったという。7月からは、21世本因坊秀哉名人の引退碁の観戦記を『東京日日新聞』『大阪毎日新聞』に連載した。のちにこの観戦記を元にした小説『名人』の各章が断続的に書かれることになる。この年には、翌年刊行される中央公論社の『模範綴方全集』の選者に、藤田圭雄と共に委託され、多くの小学生、少年少女の文章を翌年にかけて多く読んだ。この時期、豊田正子の『綴方教室』も時評で賞讃した。10月には、「日本文学振興会」（理事長・菊池寛）の理事に就任した。また、この年に『北條民雄全集』を編集した。
1939年（昭和14年）1月からは、若い女性向け雑誌『新女苑』の投稿欄「コント選評」を始める。2月18日に岡本かの子が死去した（49歳没）。昨年からの少年少女の作品選考をきっかけに、5月、坪田譲治らと「少年文学懇話会」を結成し、小学生の綴方運動に深く関わった。川端は子供の文章について、〈子供の作文を私は殊の外愛読する。一口に言へば、幼児の片言に似た不細工さのうちに、子供の生命を感じるのである〉と述べ、西村アヤの『青い魚』や『山川彌千枝遺稿集』を〈私が常に机辺から離したくない本〉として、〈その幼稚な単純さが、私に与へるものは、実に広大で複雑である。まことに天地の生命に通ずる近道である〉と語り、また、〈すぐれた作家の心には、常に少年が住んでをるべきである〉としている。7月からは、前々年に訪日したヘレン・ケラーに触発されて、三重苦の少女を描いた「美しい旅」を『少女の友』に連載開始した。
1940年（昭和15年）1月に「母の初恋」、「正月三ヶ日」を発表した。同月、「紅葉祭」（尾崎紅葉忌）のために熱海聚楽ホテル滞在。1月16日に熱海のうろこ屋旅館に滞在していた本因坊秀哉名人を訪ね将棋を打って別れた後、本因坊秀哉が体調を崩して急逝。
この死をきっかけに、『名人』が執筆開始されることになる。2月に眼が見えにくくなり、慶応病院に4日間入院した。この時、眼底に過去の結核が治った病痕があり、右眼は網膜の真中なので、視力が損なわれていたことを知る。
5月には、「美しい旅」の取材のため盲学校や聾唖学校を参観した。この時に、橘川ちゑ（秋山ちえ子）という若い女性教師に会い、以後文通をする。10月に「日本文学者会」が設立され、阿部知二、伊藤整らと共に発起人となった。またこの1940年（昭和15年）は、1月から『新女苑』に連載開始した「旅への誘ひ」のために、三島、興津、静岡市と東海道へも旅した。翌年1941年（昭和16年）1月に北條民雄の死を偲んだ「寒風」を『日本評論』に発表した。3月、山口さとのの『わが愛の記』（下半身付随の夫を持つ妻の記録）を「文芸時評」で賞讃した。

### 太平洋戦争の勃発
1941年（昭和16年）4月には、『満州日日新聞』の招きで囲碁の催しのため、呉清源、村松梢風と共に満州国に赴いた。吉林、奉天など満州各地を廻り、在満州の檀一雄、田中総一郎、緑川貢、北村謙二郎らと座談会をし、新京（現・長春）北郊の寛城寺に住む日本人作家の山田清三郎らに会い、異郷の中国大陸で暮らし苦闘する彼らに川端は〈なにか親しみ〉を感じる。
ハルピンで一行と別れて承徳を経て北京、天津、大連に行った。本土（日本）に帰国後、9月にも関東軍の招きで山本実彦（改造社社長）、高田保、大宅壮一、火野葦平と共に満州に再び渡航し、前回の地のほか、撫順、黒河、ハイラルも巡った。10月からは一人そのまま残り、妻・秀子を呼びよせ自費で滞在し、奉天、北京、大連などを旅行し、開戦間近の極秘情報を須知善一から受け、急遽11月末に日本に帰国した。
川端が帰国後、12月8日にマレー作戦と真珠湾攻撃により、太平洋戦争（大東亜戦争）の開戦となった。開戦の報を聞いた川端は、妻秀子によれば「主人は、軍部をおさえ切れないで勝つ見込みもない戦争にまきこまれてしまった、と慨嘆していました」と戦争の行く末を嘆いていたとされているが、この後、川端は否が応でも戦争に関わっていくこととなる。
1942年（昭和17年）6月に、満州在住の作家たちとの触れ合いから、『満州国各民族創作選集』を編集し、創元社より刊行した。8月には島崎藤村、志賀直哉、武田麟太郎、瀧井孝作らと共に季刊雑誌『八雲』の同人となり、同誌に「名人」を発表し、本因坊秀哉の観戦記を元にしたのちの『名人』の各章の断続的掲載が開始された。10月に「日本文学報国会」の派遣作家として、長野県下伊那郡松尾村（現・飯田市）の農家を訪問した。その取材中に浅草の伯母・田中ソノが死去した。12月8日開戦記念日（太平洋戦争開戦）に際しては、『東京新聞』記者尾崎宏次の依頼により、東京新聞の紙面上で川端が戦没兵士の遺文を読んで感想を書く「英霊の遺文」という連載を引き受けている。この年、ドイツで『伊豆の踊子』がオスカー・ベンル訳で独訳出版された。
1943年（昭和18年）2月、亡き伯母・田中ソノのことを綴った「父の名」を『文藝』に発表した。戦争により日本存亡の危機、家を含めての日本そのものの危機を意識した川端は、「川端家の存続」を強く願い、死んでいった祖父の言葉を振り返る。以前から養女の約束をしていた、母方の従兄・黒田秀孝の三女・麻紗子（戸籍名は政子）を引き取りに、夫婦で3月12日に故郷に赴いた。政子の母親・権野富江と黒田秀孝は離婚し、政子は幼児から母子家庭であった。5月3日に正式に11歳の政子を養女として入籍した川端は、これを題材とした「故園」を5月から『文藝』に連載開始した。この作品には、自身の生い立ちや祖父などのことも書かれた。政子のことはのちにも、『天授の子』『水晶の玉』の題材となる。4月は、梅園龍子と磯沼秀夫の結婚の媒酌をした。8月から『日本評論』に「夕日」（『名人』の断章）を断続的に発表する。
1943年（昭和19年）4月に、「故園」「夕日」などで第6回（戦後最後の）菊池寛賞を受賞した。この年は、戦争が激しくなる中で、時勢に多少反抗する気持ちもありつつ『源氏物語』や中世文人の文学などの文章に親しむことが多かった。7月から「東海道」が『満州日日新聞』に連載開始された。この作品の中で川端は、〈大和魂といふ言葉や、大和心といふ言葉は、平安時代にできたんだよ。しかも女が書いてゐるんだ〉と書いている。12月25日に片岡鉄兵が旅先で死去した（50歳没）。東京駅に片岡の遺骨を迎えて、車中から家屋や橋が爆弾でやられた跡を見ながら川端は荻窪へ向かった。
戦時下の時代には、文芸も完全な統制下に置かれ、谷崎潤一郎の『細雪』や、『源氏物語』などが発禁となっていた。多くの文学者が陸軍・海軍の報道班員として徴用され、なかには進んで自由主義的な作家の摘発に努めた作家もいる中、川端は極端な影響はされずに、暗い時代の流れを見据えながらも、少しずつマイペースで『名人』などの自分の作品を書き継いでいった。まともに執筆活動ができなくなった川端は、収入が途絶し生活費に困窮するようになったので、やむなく軽井沢に所有していた別荘を売却して生活費に充てている。1944年（昭和19年）暮れにはアメリカ軍爆撃機ボーイングB-29による日本本土空襲も開始され、川端はひとり、裏山で防空壕をノミと金づちで拡幅する作業に没頭し、地区の防空班長や隣組長も引き受けている。
時節柄川端も戦争協力を避けることはできず、1942年（昭和17年）12月の開戦記念日に連載が開始された連載「英霊の遺文」は「戦死者の遺文集を読みながら、私は12月8日を迎へる。新聞社から頼まれてのことだが、自分としても、この記念日にふさはしいことだと思ふ。しかし、これらの遺文について、あわただしい感想を書かねばならぬのは、英霊に対する黙祷のつつしみも失ふやうで心静かではない」といった「戦争」や「英霊」を賛美するような川端の言葉で始まり（東京新聞 1942年12月8日）、全20回に渡って同新聞の紙面を飾っている。この記事のなかで川端が熱意をもって論じたのが、1944年10月に開始された神風特別攻撃隊であり、「英霊の遺文」に以下のような感想を述べている。
同年には「日本文学振興会」の制定した「戦記文学賞」の選者にもなっている。この「戦記文学賞」は「大東亜戦争下、我国文人の使命も亦極めて重大にして、一管の筆能く崇高壮大なる聖戦の姿と精神とを把握し、百世に恥ぢざる赫奕たる文勲を樹てざるべからず」といった制定目的にも述べられている通り戦争協力のために作られた賞で、選者となった川端も下記のようにこの賞の目的に沿う決意を書いている。

### 敗戦

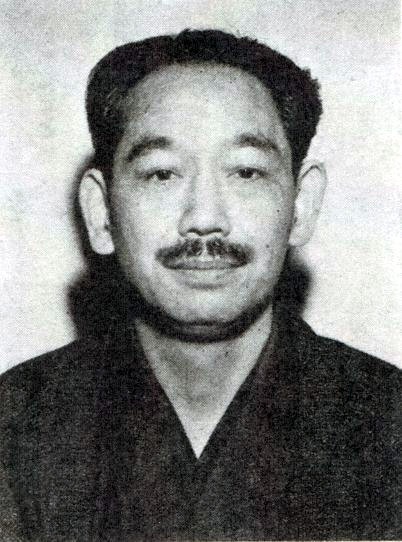
従軍記者として鹿児島の鹿屋基地で一緒に取材活動をした山岡荘八

1945年（昭和20年）4月に志賀直哉の推薦で海軍報道班員（少佐待遇）となり、新田潤、山岡荘八（新田と山岡は大尉待遇）と共に鹿児島県鹿屋航空基地に赴き、1か月滞在して特別攻撃隊神雷部隊を取材した。川端はそのときの心境を〈沖縄戦も見こみがなく、日本の敗戦も見えるやうで、私は憂鬱で帰つた。特攻隊について一行も報道は書かなかつた〉と戦後に振り返っているが、秘密兵器として報道管制されていた特攻兵器桜花が報道解禁された直後の称賛プロパガンダ記事「霹靂の如き一瞬、敵艦ただ死のみ・川端康成氏“神雷兵器”語る」という記事に桜花や特攻への称賛の談話を寄せている（朝日新聞 1945年6月1日）。
山岡はこの取材の体験で作家観が変わるほどの衝撃を受け、死に赴く若い特攻隊員たちの姿を見た川端は、その感慨をのちに『生命の樹』に取り入れている。しかし、短期間で鹿児島を去った川端の印象は、新田、山岡や前から海軍報道班員として従軍していた丹羽文雄と比較すると薄かったようで、同じく鹿児島の特攻隊取材のために、日本映画社カメラマンとして従軍していた山根重視の回想には、丹羽、新田、山岡は登場するが川端だけは登場しない。
川端が鹿児島で特攻の取材をしていた5月1日に、久米正雄、小林秀雄、中山義秀、高見順、大佛次郎ら、鎌倉在住の文士と共に、自分たちの蔵書を元に、貸本屋「鎌倉文庫」を八幡通りに開店した。これは「道楽」ではなく、「食へない文士」が生活のために商っていたのであった。5月末には新田や山岡を置いて一足先に鹿児島から鎌倉へ帰り、8月15日には日本が敗戦した当日はラジオの前で、一家揃って正装して昭和天皇の玉音放送を聞いた。その報は、『源氏物語』の世界に〈恍惚と陶酔して〉いた川端の胸を厳しく打った。川端は終戦のときの状況を下記のように記している。
その2日後の17日、川端は鎌倉養老院で島木健作の死（42歳没）を看取った。11月、川端はそれらについて『新潮』で以下のように語った。
また、川端は夫人に、「これからは、日本の教育が大変なことになるよ。占領軍はまず教育の形を変えさせて、日本をまったく変えてしまおうとするだろう」と話したという。貸本屋・鎌倉文庫は、大同製紙の申し入れで9月に出版社となり、東京丸ビル、のちに日本橋白木屋二階を事務所とした。大同製紙の橋本社長が会長、里見弴が社長、常務が久米正雄、川端も大佛次郎、高見順と共に重役の一員となった。川端は、〈事務の多忙に、敗戦のかなしみをまぎらはすことが出来た〉と述懐している。

### 相次ぐ友の死――日本の哀しみへ
1946年（昭和21年）1月に、木村徳三を編集長として鎌倉文庫から、雑誌『人間』を創刊した。同月27日に大学生の三島由紀夫の訪問を受けた。川端は前年2月から『文藝世紀』に掲載されていた三島の『中世』を読み、賞讃を周囲に漏らしていたが、それ以前の学習院時代の三島（平岡公威）の同人誌の詩や、『花ざかりの森』にも注目し才能を見出していた。三島は川端について、「戦争がをはつたとき、氏は次のやうな意味の言葉を言はれた。〈私はこれからもう、日本の哀しみ、日本の美しさしか歌ふまい〉――これは一管の笛のなげきのやうに聴かれて、私の胸を搏つた」と語っている。川端は6月、三島の「煙草」を『人間』に掲載し、三島が戦後の文壇に登場するきっかけを作り、三島の初の長編『盗賊』の執筆原稿を丁寧に推敲指導した。〈同年の無二の師友〉である横光利一に並ぶ、〈年少の無二の師友〉となる三島との出会いであった。三島は、川端の養女・政子の学校の勉強を見てやることもあったという。
同年の3月31日には武田麟太郎が死去し（42歳没）、初めて弔辞を読んだ。これ以降、川端は多くの友人知人の弔辞を読むこととなる。4月には、大佛次郎、岸田国士らと「赤とんぼ会」を結成し、藤田圭雄編集の児童雑誌『赤とんぼ』に協力し、川端は綴方選を担当した。7月に「生命の樹」を『婦人文庫』に発表。一部がGHQにより削除された。10月に鎌倉市長谷264番地（現・長谷1丁目12-5）に転居し、ここが終生の住いとなる。隣家には、山口正雄（息子は山口瞳）の一家がいた。山口瞳は当時、弟や妹と共に、川端家の養女・政子と日劇や宝塚歌劇を観に行ったり仲が良かった。山口瞳の息子・正介は、父親は川端家の養子になりたかったようだと語っている。
1947年（昭和22年）2月に日本ペンクラブの再建総会が行われ、川端も出席した。10月に、「続雪国」を『小説新潮』に発表。約13年間を経て、ようやく『雪国』が完結された。同月には随筆「哀愁」を『社会』に発表し、以下のように語っている。

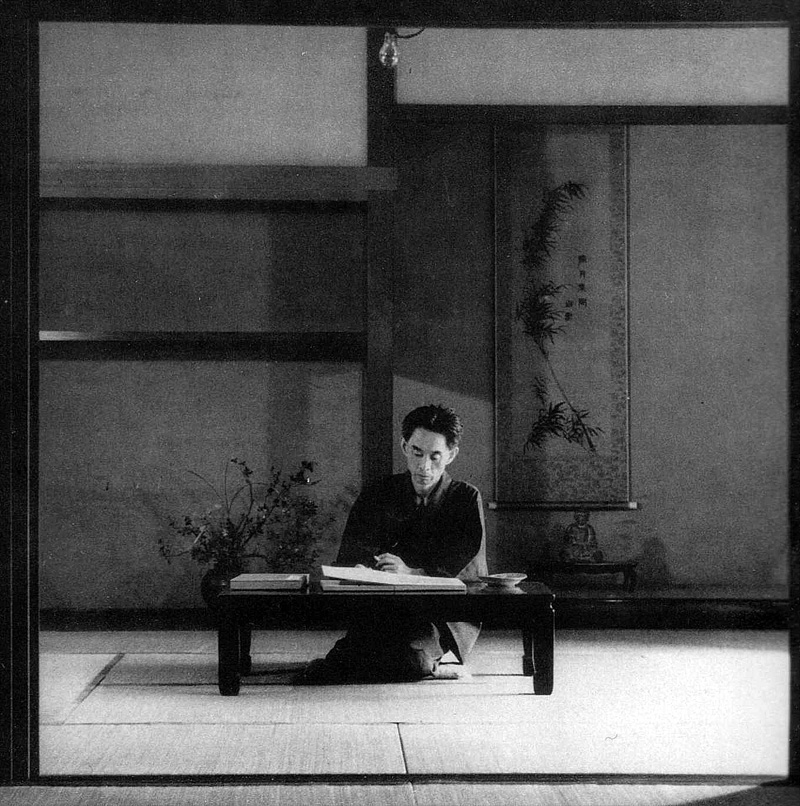
鎌倉市長谷の自宅にて（1946年）。

12月30日には、〈無二の友人〉で〈恩人〉でもあった横光利一が死去した（49歳没）。〈友人との別魂も私の生涯では横光君の死に極つたであらう〉と川端は嘆いた。この年から川端は、古美術への関心を深め、その後、池大雅・与謝蕪村の『十便十宜』、浦上玉堂の『凍雲篩雪図』などの名品の数々をコレクションすることになる。
1948年（昭和23年）1月に横光利一の弔辞を読み、〈君の骨もまた国破れてくだけたものである。（中略）横光君 僕は日本の山河を魂として君の後を生きてゆく〉と、その死を悼んだ。3月には、もう一人の恩人であった菊池寛も死去した（60歳没）。5月から『川端康成全集』全16巻の刊行が開始され、各巻の「あとがき」で川端は50年の人生を振り返る（後年1970年にも、まとめて『独影自命』として刊行される）。また同月には、中学時代の同性愛の日記記録を元に、過去を振り返った「少年」を連載開始した。
川端は、相次ぐ友人たちの死と自身の半生を振り返りつつ、〈私は戦後の自分の命を余生とし、余生は自分のものではなく、日本の美の伝統のあらはれであるといふ風に思つて不自然を感じない〉と語った。6月には、志賀直哉のあとを引き継ぎ、第4代日本ペンクラブ会長に就任した。10月に、東方へのあこがれを詠った短編三部作（「反橋」「しぐれ」「住吉」）の一編「反橋」を『風雪別冊』に発表した。11月には、東京裁判の判決を傍聴し〈私は東京裁判の最後の日を傍聴して憂鬱であつた〉とし、やはりBC級戦犯として絞首刑となった木村久夫（学徒兵）の遺書を纏めた塩尻公明の著書『或る遺書について』の言葉を引きながら、死刑宣告された7人について〈「奇しき運命の手に依って処刑される廻り合わせになった」のは、学生木村君と大して距たりがないやうに思へた〉と記した。

### 鎌倉にて――『山の音』『千羽鶴』

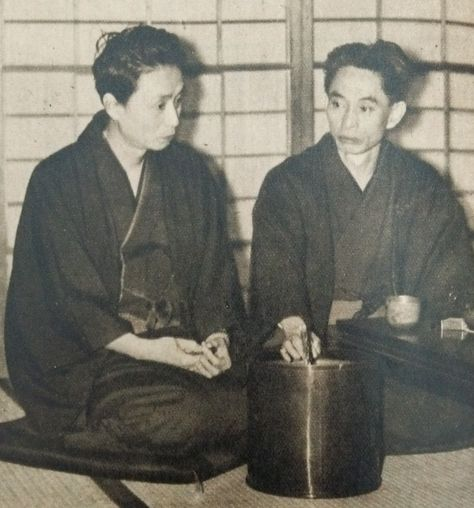
高見順（左）と川端（1949年4月）

1949年（昭和24年）1月に「しぐれ」を『文藝往来』に、4月に「住吉物語」（のち「住吉」と改題）を『個性』に発表。5月から、戦後の川端の代表作の一つとなる『千羽鶴』の各章の断続的発表が各誌で開始された。9月からも同様に、『山の音』の各章の断続的発表が開始された。『山の音』は、戦争の時代の傷が色濃く残る時代の家族を描いた名作として、戦後文学の頂点に位置する作品となる。川端はこの時期から充実した創作活動を行い、作家として2度目の多作期に入っていた。同月、イタリアのベニスでの国際ペンクラブ第21回大会に寄せて、日本会長として、〈平和は国境線にはない〉とメッセージを送り、〈戦後四年も経つのに日本の詩人、批評家、作家が（為替事情などのために）一人も外国に行けないのを奇異に感じないか〉と疑問を投げて、朝鮮動乱直前のアジア危機に触れつつ、〈政治の対立は平和をも対立させるかと憂えられる。われわれ（日本ペンクラブ）が西と東との相互の理解と批評との未来の橋となり得るならば、幸いこれに過ぎるものはない〉と伝えた。10月に、祖父の火葬を題材とした少年時代の執筆作「骨拾ひ」を『文藝往来』に発表した。11月には広島市に招かれ、豊島与志雄、青野季吉と3人で原爆被災地を視察した。この月、衰弱していた秀子は3、4か月の子を流産した。
1950年（昭和25年）2月、養女・政子を題材とした「天授の子」を『文學界』に発表した。4月には、ペンクラブ会員らと共に、再び原爆被災地の広島・長崎を慰問して廻り、広島では「日本ペンクラブ広島の会」を持ち、平和宣言を行なった。川端は、〈原子爆弾による広島の悲劇は、私に平和を希ふ心をかためた〉、〈私は広島で平和のために生きようと新に思つたのであつた〉としている。長崎では、『この子を残して』の著者・永井隆を見舞った。旅の後、川端は京都に立ち寄り、相反する二つの都（広島、京都）に思いを馳せた。そして、焼失したと聞かされていた『凍雲篩雪図』（浦上玉堂の代表作）と奇遇し、すぐさま購入した。川端はお金を用意するよう妻へ懇願する手紙の中で、〈気味が悪いやうなめぐりあはせだ〉、〈何としても買ひたい。焼けたといふ事で埋もれ、行方不明になるのは勿体ない。玉堂の霊が僕にこの奇遇をさせたやうなものだ〉と書いている。8月、国際ペンクラブ大会に初の日本代表を送るため、スコットランドのエジンバラでの大会に募金のアピールを書き送った。『千羽鶴』『山の音』連作のかたわら、12月から「舞姫」を『朝日新聞』に連載開始する。この年、鎌倉文庫が倒産した。

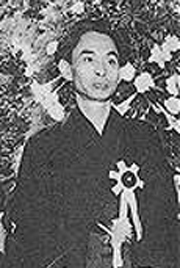
林芙美子の葬儀委員長を務める川端（1951年）

1951年（昭和26年）2月27日、伊藤初代が44歳で死去した。初代の妹・マキの次女の紀子から川端へ手紙が来て、それを知った。初代の死については、のちに随筆『水郷』で書かれる。5月に「たまゆら」を『別冊文藝春秋』に発表した。6月に林芙美子が死去し、葬儀の委員長を務めた。この年、親善来日したユーディ・メニューイン訪日公演を三島由紀夫らと観に行った。1952年（昭和27年）1月に「岩に菊」を『文藝』に発表し、同月には「日も月も」を『婦人公論』に連載開始した。2月に単行本『千羽鶴』（『山の音』の既発表分と併せ収録）が筑摩書房より刊行され、これにより昭和26年度芸術院賞を受賞した。授賞式で昭和天皇と対面し、川端が言葉につまっていると、「（『千羽鶴』が）劇にやつてゐるね」と、ラジオで連続ドラマをやっていることについて天皇が声をかけたという。6月に林房雄の夫人・後藤繁子が自殺し、その通夜の席で三島由紀夫が川端夫人に、政子と結婚したいと申し出をしたが、秀子は川端に相談することなく、その場で断った。10月に大分県の招きで、竹田町（現・竹田市）九重高原を知人の画家・高田力蔵の案内で旅した（翌年6月にも再訪）。この旅が、『千羽鶴』の続編『波千鳥』の背景として生かされることとなる。法華院温泉に同宿していた作家志望の熊本の学生から、小説の勉強はどうしたらいいかを訊ねられた川端は、「自分の両親を写生しなさい」と答えたという。
1953年（昭和28年）1月から「川のある下町の話」を『婦人画報』に連載開始。4月からは、『千羽鶴』の続編となる『波千鳥』の各章の断続的発表が『小説新潮』で開始された。5月に堀辰雄が死去し（48歳没）、葬儀委員長を務めた。9月に、名古屋西川流「名古屋をどり」舞台台本「船遊女」を書き、二世西川鯉三郎の振付で上演された。11月には、永井荷風、小川未明らと共に芸術院会員に選出された。

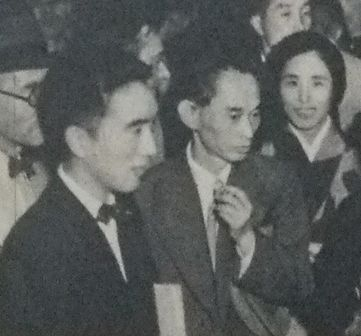
左から三島由紀夫、川端、真杉静枝（ユーディ・メニューイン訪日公演時）1951年

1954年（昭和29年）3月、新設された新潮社文学賞の審査委員に就任する。4月には、『山の音』の単行本が筑摩書房より刊行され、これにより第7回野間文芸賞を受賞した。しかし川端は、一般的に成功作とされている『千羽鶴』『山の音』、また『雪国』について、〈一回の短編で終るはず〉のものを〈余情が残つたのを汲み続けたといふだけ〉とし、〈このやうなひきのばしではなく、初めから長編の骨格と主題とを備へた小説を、私はやがて書けるとなぐさめてゐる〉と語り、〈ほんたうに書きたい作品が一つも出来ないで、間に合はせの作品ばかり書き散らして、世を去つてゆくこと〉になりはしないかという危惧を痛感しながら、〈敗戦から七年を経、全集十六巻を出し終つて、今は変りたいと切に願つてゐる〉と語った。
そして川端は、『山の音』が刊行された同年の1月から、醜い足を持つ偏執狂の男を主人公にした「みづうみ」を『新潮』に連載開始する。この作品の心理描写の超現実的な新しい手法と「魔界」が注目された。この実験的作品は、以前の『水晶幻想』や、のちの『眠れる美女』に繋がっていくことになる。5月からは、「東京の人」を『中部日本新聞』などに連載開始した。

### ペンクラブへの貢献――国際的作家へ
1955年（昭和30年）1月から「ある人の生のなかに」を『文藝』に断続的に連載開始。同月には、西川流舞踊劇台本の第二弾「古里の音」を書き下ろし、新橋演舞場で上演された。同月、エドワード・G・サイデンステッカーの英訳で「伊豆の踊子」が『アトランティック・マンスリィ』1月・日本特集号に掲載された。同年6月、ウィーンで行われた国際ペンクラブの大会に北村喜八と芳賀檀が日本代表として参加したが、芳賀の独断で1957年度の大会主催に日本が立候補することになり、開催するかで非常にもめたが、翌1956年（昭和31年）3月の日本ペンクラブ評議員会で、当時日本ペンクラブ会長だった川端が決断し、実際に開催することになった。
1956年（昭和31年）1月から『川端康成選集』全10巻が新潮社より刊行開始された。3月から「女であること」を『朝日新聞』に連載開始した。この年、エドワード・G・サイデンステッカーの英訳で『雪国』がアメリカで出版された（発売は翌年1月）。この『雪国』の英訳は、翻訳の困難な川端の感覚的な描写表現を苦心しながら巧く訳した名訳とされている。
1957年（昭和32年）3月22日に松岡洋子と共に、国際ペンクラブ執行委員会（ロンドンで開催）の出席のため羽田から渡欧した。会の終了後は、東京大会出席要請願いにフランスをはじめ、ヨーロッパ各国を廻り、モーリアック、エリオット、シローネらと会った。5月に帰国したが、その疲労で川端はやつれて、作品執筆がなくなってしまった。4月には『雪国』が映画化された（監督・豊田四郎）。9月2日、日本において第29回国際ペンクラブ東京大会（京都と東京）が開催された。資金集めから人集めの労苦を担った川端は、8日の京都での閉会式まで、主催国の会長として大役を果たした。川端は、東京開催までにこぎつける2年間を、〈この期間は私の生涯で、きはだつて不思議な時間であつた〉と振り返り、〈ロンドンの執行委員会から帰へてのち、私の中には私が消えてゐたらしい。いや、私の中に、別の私が生きてゐたと言つてもいい〉と語った。
1958年（昭和33年）2月、国際ペン執行委員会の満場一致の推薦で、国際ペンクラブ副会長に選出され、3月には、「国際ペン大会日本開催への努力と功績」により、戦後復活第6回（1958年）菊池寛賞を受賞した。6月には視察のため沖縄に赴いた。体調を崩し、8月に胆嚢が腫れていると診断されたが、そのまま放置したため、心配した藤田圭雄らが10月21日に冲中重雄医師に鎌倉まで来てもらい、11月から胆石（胆嚢炎）のため東大病院に入院し、12月には秀子夫人も病気で同入院した。翌1959年（昭和34年）4月に東大病院を退院した後、5月に、西ドイツのフランクフルト市から文化功労者としてゲーテ・メダルを贈られることが決まり、7月に、同市で開催の第30回国際ペンクラブ大会に出席し、メダルを受賞した。11月から第2弾の『川端康成全集』全12巻が新潮社より刊行開始された。この年は永い作家生活の中で、初めて小説の発表が一編もなかった。

### 『眠れる美女』『古都』――魔界と伝統美
1960年（昭和35年）1月から「眠れる美女」を『新潮』に連載開始した。この作品は川端の「魔界」をより明確に展開させたものとして、以前の『みづうみ』や、その後の『片腕』の世界観に繋がり、老年となっても芸術家として新たな創造に向かう精進の姿勢がうかがわれるものとなった。5月にアメリカ国務省の招待で渡米し、7月にはブラジルのサンパウロでの第31回国際ペンクラブ大会にゲスト・オブ・オーナーとして出席した。8月に帰国し、随筆「日本文学の紹介――未来の国ブラジルへ――ニューヨークで」を『朝日新聞』に発表した。この年、フランス政府からは、オルドル・デザール・エ・デ・レトル勲章の芸術文化勲章（オフィシエ勲章）を贈られた。
1961年（昭和36年）執筆取材のため数度、京都に旅行し、左京区下鴨泉川町25番地に家（武市龍雄方）を借りて滞在し、1月から「美しさと哀しみと」を『婦人公論』に連載開始する。5月には、ノーベル文学賞への推薦文を三島由紀夫に依頼した。10月からは、伝統を継ぎながら新しく生きる京都の人々を背景に双子の姉妹の数奇な運命を描いた「古都」を『朝日新聞』に連載開始した。この作品で描かれたことにより、京都で育まれている伝統林業の北山杉が注目された。「古都」執筆の頃、以前よりも多量に睡眠薬を常用することが多かった。11月には第21回文化勲章を受章した。
1962年（昭和37年）、睡眠薬の禁断症状により、2月に東大冲中内科に入院した。10日間ほど意識不明状態が続いたという。入院中に、東山魁夷から文化勲章のお祝いに、京洛四季シリーズの北山杉の絵『冬の花』が贈られた。10月には、世界平和アピール七人委員会に参加し、湯川秀樹、茅誠司らとベトナム戦争でのアメリカの北爆に対する反対声明を出した。11月に単行本『眠れる美女』が新潮社より刊行され、これにより第16回毎日出版文化賞を受賞した。同月には、掌の小説「秋の雨」「手紙」を『朝日新聞』PR版に発表。随筆「秋風高原――落花流水」を『風景』に連載開始した。
1963年（昭和38年）4月に財団法人日本近代文学館が発足し、監事に就任した。さらに、近代文学博物館委員長となった。5月1日には、大ファンであった吉永小百合主演の『伊豆の踊子』の映画ロケ見学のため伊豆に出かけた。クランクイン前日に川端宅を訪ねていた吉永小百合は、原作の大事な部分（踊子が「いい人ね」と何度も言うところ）が、映画の台本に無いことにショックを受け、それを川端に話そうかと迷ったが言えなかったという。川端はその後、吉永に手紙を書いたり20歳の誕生日パーティーなどに出席している。7月に「かささぎ」「不死」を『朝日新聞』PR版に発表。8月から「片腕」を『新潮』に連載開始した。1964年（昭和39年）1月には、「ある人の生のなかに」を『文藝』に発表した。2月に尾崎士郎、5月に佐藤春夫が死去し、訃報が相次いだ。6月から「たんぽぽ」を『新潮』に断続的連載を開始する（未完）。同月には、ノルウェーのオスロでの第32回国際ペンクラブ大会にゲスト・オブ・オーナーとして出席し、ヨーロッパを廻って8月に帰国した。
1965年（昭和40年）4月から1年間、NHKの連続テレビ小説で書き下ろしの『たまゆら』が放映開始された。7月に伊藤初代の死を明かした随筆「水郷」を『週刊朝日』に発表した。8月に高見順が死去し、葬儀委員長を務めた。10月に日本ペンクラブ会長を辞任し、芹沢光治良に後をゆずった。11月12日、伊豆湯ヶ島温泉に『伊豆の踊子』の文学碑が建立された。この除幕式では、作中の最後に登場する受験生の〈少年〉のモデルである後藤孟と47年ぶりに再会した。後藤は、蔵前高工（現・東京工大）受験のために下田港から「賀茂丸」に乗船し、一高生であった川端と乗り合わせ、作中で描かれた受験生であった。1966年（昭和41年）1月から3月まで肝臓炎のため、東大病院中尾内科に入院した。4月18日には、日本ペンクラブ総会の席上において、多年の功績に対し胸像（製作・高田博厚）が贈られた。

### ノーベル文学賞受賞――美しい日本の私
1967年（昭和42年）2月28日、三島由紀夫、安部公房、石川淳らと共に帝国ホテルで記者会見し、中国文化大革命は学問芸術の自由を圧殺しているとする抗議声明を出した（声明文の日付は3月1日）。4月には、日本近代文学館が開館され、同館の名誉顧問に就任した。5月から随筆「一草一花」を『風景』に連載開始した。7月に養女・政子が山本香男里と結婚し、山本を入り婿に迎えて川端家を継がせた。川端は政子の縁談話や見合いがあっても脇で黙って何も言わなかったが、いざ結婚が具体化すると、「娘を川端家から出すわけにはいかない」として強い語気で相手方に告げたという。8月に、日本万国博覧会政府出展懇談会委員となった。12月には、政子夫婦の新居を見に北海道札幌に旅行するが帰宅後の11日に政子が初期流産したと聞き、再び札幌へ飛び、政子の無事を確認して帰京した。

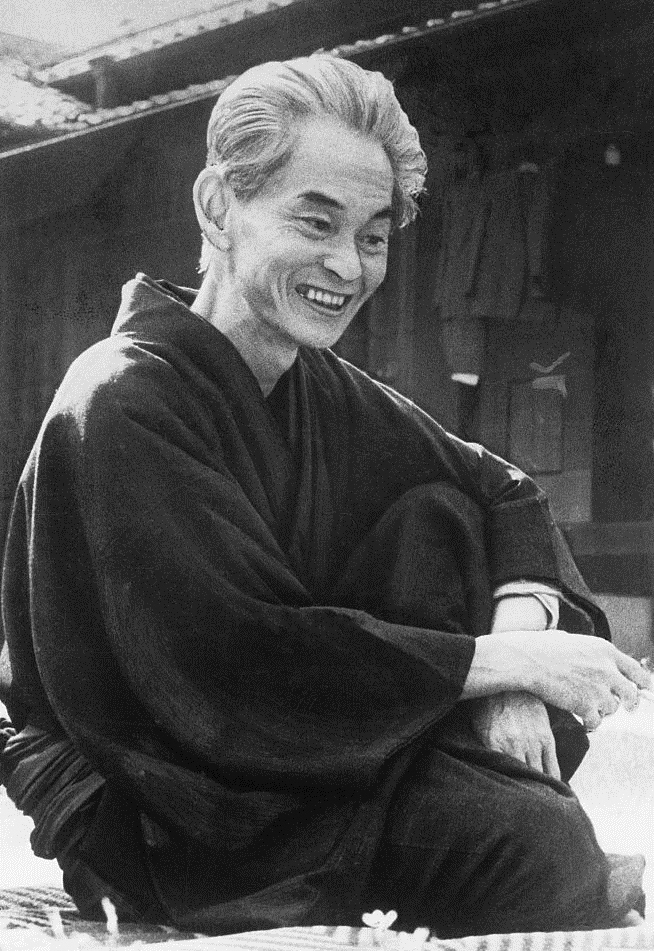
ノーベル文学賞受賞の頃

1968年（昭和43年）2月に、「非核武装に関する国会議員達への懇願」に署名した。6月には、日本文化会議に参加した。6月から7月にかけては、参議院選挙に立候補した今東光の選挙事務長を務め、街頭演説も行なった。10月17日、日本人として初のノーベル文学賞受賞が決定した。その後19日に、アルムクイスト・スウェーデン大使が川端宅を訪れ、受賞通知と授賞式招待状を手渡した。受賞理由は、「日本人の心の精髄を、すぐれた感受性をもって表現、世界の人々に深い感銘を与えたため："for his narrative mastery, which with great sensibility expresses the essence of the Japanese mind."」で、対象作品は『雪国』『千羽鶴』『古都』と、短編『水月』『ほくろの手紙』などであった。1961年（昭和36年）に最初に候補者となってから7年かかっての受賞であり（2012年の情報開示）、1966年（昭和41年）まで毎年候補者となっていたことが、2017年（平成29年）時点の情報開示で明らかになっている。川端は報道陣のインタビューに、〈運がよかった〉とし、〈翻訳者のおかげ〉の他に、〈三島由紀夫君が若すぎるということのおかげです〉と謙遜して答えた。
翌10月18日には、三島由紀夫・伊藤整との座談会「川端康成氏を囲んで」が川端家の庭先で行われ、NHKテレビ、NHKラジオで放送された。寡黙な中にも川端の喜びの表情がほのかに出ていたという。11月8日に、秋の園遊会に招かれて昭和天皇と面談。同月29日には、日本ペンクラブ主催のノーベル賞受賞祝賀会が開かれた。受賞後の随筆では、〈秋の野に鈴鳴らし行く人見えず〉と記し、「野に鈴」の「野」と「鈴」で〈ノオベル〉とかけた〈言葉遊び〉の戯句を作っている。また川端はその後の随筆では、次のようにも記している。
12月3日に羽田を発ち、スウェーデンに向ったが、その日の朝、川端は家を出る間際に急に、「みんな、勝手に行ってらっしゃい。わたしは行きませんよ」と不機嫌になった。周囲の報道陣や祝賀客の騒ぎへの節度の無さに我慢の限界がきた一瞬であったと見られるという。10日、川端康成はストックホルム・コンサートホールで行われたノーベル賞授賞式に紋付き袴の正装で文化勲章を掛けて出席した。翌々日の12日昼2時10分にはスウェーデン・アカデミーにおいて、スーツ姿で受賞記念講演『美しい日本の私―その序説』を日本語で行なった。この講演は、道元、明恵、西行、良寛、一休などの和歌や詩句が引用され、エドワード・G・サイデンステッカーにより同時通訳された。川端は、ルチア祭の翌日13日に疲労で倒れて食事もせず15日の夜まで眠っていたという。帰途に寄ったパリでは、キスリングの『少女』を購入した。同12月には、郷里の茨木市名誉市民となった。なお、川端はこの頃、『源氏物語』の現代語訳の準備を着々と進めていた。
1969年（昭和44年）1月27日に、国会両院でノーベル文学賞受賞感謝決議に出席し、祝意を受け、同月29日には初孫・あかり（女児）が誕生した。3月から6月にかけて、日本文学の講演を行なうためにハワイ大学に赴き、5月1日に『美の存在と発見』と題する特別講演を行なった。4月3日には、アメリカ芸術文化アカデミーの名誉会員に選ばれ、6月8日には、ハワイ大学の名誉文学博士号を贈られた。日本では、4月27日から5月11日にかけて、毎日新聞社主催の「川端康成展」が開催された（その後、大阪、福岡、名古屋でも開催）。
6月には鎌倉市の名誉市民に推された。また同月28日には、従兄・黒田秀孝が死去した。9月は、移民百年記念サンフランシスコ日本週間に文化使節として招かれ出席し、特別講演『日本文学の美』を行なった。10月26日には、母校・大阪府立茨木中学校（現・大阪府立茨木高等学校）の文学碑「以文会友」の除幕式が行われた。11月に伊藤整が死去し、葬儀委員長を務めた。川端は伊藤の死の数日前から自身の体にも違和を感じていたという。同月から、第3弾の『川端康成全集』全19巻が新潮社より刊行開始された。この年は小説の発表がなかった。
川端は先に物理学賞を受賞した湯川秀樹や朝永振一郎より年上であり、死去するまで最年長の日本人ノーベル賞受賞者となっていた。また、日本人ノーベル賞受賞者で唯一19世紀生まれである。

### エピローグ――突然の死
1970年（昭和45年）5月9日に、久松潜一を会長とする「川端文学研究会」が設立され、豊島公会堂で設立総会・発会記念講演会が開催された。13日に長野県南安曇郡穂高町（現・安曇野市）の招聘で、井上靖、東山魁夷と共に同地を訪れ、国道糸魚川線（旧糸魚川街道）の脇にある植木屋の養父を持つ鹿沢縫子（仮名）と出会った。植木屋は川端家に盆栽を贈り、それを縫子が車で配達していた。
6月15日から5日間の日程で中華民国を訪問。台北での台湾ペンクラブ主催の「第三回アジア作家会議」に出席して講演を行なった。続いて、京城（韓国のソウル。この時は「京城」大会と呼称）での第38回国際ペンクラブ大会にゲスト・オブ・オーナーとして出席し、7月2日に漢陽大学校から名誉文学博士号を贈られ、『以文会友』の記念講演を行なった。この時、大江健三郎、小田切秀雄らは、朴正煕の軍事独裁政権下での開催に反対し、ペンクラブを退会した。11月5日から鹿沢縫子が6か月間の約束でお手伝いとして川端家に来た。その話が穂高町に広まった時、縫子に関して「生みの親も知らぬ孤児」「養家は部落の家系」などといった110通もの中傷の投書が川端の元へ舞い込んだ。
同月25日昼、三島由紀夫が自衛隊市ヶ谷駐屯地において割腹自決した（詳細は三島事件参照）。そのとき細川護立の青山葬儀所での告別式に参列中だった川端は、一報を聞きすぐに現地へ駆けつけたが、すでに現場検証中で遺体とは対面できなかった。
1971年（昭和46年）1月24日、築地本願寺で行われた三島の葬儀・告別式では葬儀委員長を務めた。3月から4月にかけては、東京都知事選挙に立候補した秦野章の応援に立った。この時は一銭の報酬も受け取らず、ホテル宿泊代も自腹であった。5月に、「川端康成書の個展」を日本橋「壺中居」で開催した。9月4日に世界平和アピール七人委員会から、日中国交正常化の要望書を提出した。10月9日には2番目の孫・明成（男児）が誕生した。同月21日に志賀直哉が死去し、25日には立野信之の臨終に立ち会った。立野からは、翌年の11月に京都で開催される「ジャパノロジー国際会議」（日本文化研究国際会議）の運動準備を託された。川端は年末にかけて、京都国際会館の確保の準備や政界財界への協力依頼、募金活動に奔走し、健康を害した。11月に最後の小説「隅田川」を『新潮』に発表し、12月から同誌に随筆「志賀直哉」を連載開始した（未完）。謡曲『隅田川』に拠った「隅田川」は、戦後直後に発表された三部作（「反橋」「しぐれ」「住吉」）に連なる作品で、〈あなたはどこにおいでなのでせうか〉という共通の書き出しとなり、「母」なるものへの渇望、旅心が通底している。
同11月には、世界平和アピール七人委員会が四次防反対の声明を出した。同じく11月には伊達宗克から『裁判記録「三島由紀夫事件」』の序文依頼を受けて12月20日に直接伊達と会った際に「書きますよ」と返答していた。孫の明成を可愛がっていた川端は、この年の暮にふと政子に、「ぼくが死んでもこの子は50までお小遣いぐらいあるね」と、自分の死後の著作権期間を暗示するような不吉なことを口にしたという。
1972年（昭和47年）1月2日にフジテレビのビジョン討論会「日本の美を考える」に出席し、草柳大蔵、飛鳥田一雄、山崎正和と語り合った。同月21日には、前年に依頼されていた歌碑（万葉の碑）への揮毫のために奈良県桜井市を保田與重郎と共に訪問し三輪山の麓の檜原神社の井寺池に赴き、倭建命の絶唱である「大和は国のまほろば たたなづく 青かき山ごもれる 大和し美し」を選んだ。2月25日に親しかった従兄・秋岡義愛が急死し、葬儀に参列した。同月に『文藝春秋』創刊50年記念号に発表した随筆「夢 幻の如くなり」では、〈友みなのいのちはすでにほろびたり、われの生くるは火中の蓮華〉という句を記し、〈織田信長が歌ひ舞つたやうに、私も出陣の覚悟を新にしなければならぬ〉と結んだ。また最後の講演では、〈私もまだ、新人でありたい〉という言葉で終了した。3月7日に急性盲腸炎のために入院手術し、15日に退院した。同3月、1月に決めた揮毫の約束を急に断わった。川端は、自分のような者は古代の英雄・倭建命の格調高い歌を書くのは相応しくはないと、暗く沈んだ声で言ったという。4月12日に、吉野秀雄の長男・陽一がガス自殺し、その弔問に出かけた。
4月16日の午前11時頃、しゃがみこんで郵便物や寄贈本などに目を通していた川端に、婿の香男里が「おはようございます」と声をかけると、川端は会釈して書斎に引き上げていった。2時頃、川端と秀子夫人はお手伝いの鹿沢縫子を呼び、働く期間を11月まで延長してほしいと頼んだが、縫子は「予定通り4月までで穂高に帰ります」と答え、川端は「駄目ですか。…そうですか」と小さく言った。2時45分過ぎ頃、川端は「散歩に行く」と家人に告げ、鎌倉の自宅を出てハイヤーを拾い（運転手は枝並二男）、同年1月7日に仕事場用に購入していた神奈川県逗子市の逗子マリーナ本館の部屋（417号室）に午後3時過ぎに到着した。夜になっても自宅に戻らないので、手伝いの嶋守敏恵と鹿沢縫子が午後9時45分過ぎに逗子マリーナを訪れ、異変に気づいた。
マンションの自室で、長さ1.5メートルのガス管を咥えた川端が絶命しているのが発見され、ガス自殺と報じられた（秀子夫人は、ガス管は咥えていないとしている）。72歳で永眠。死亡推定時刻は午後6時頃でガス中毒死であった。洗面所の中に敷布団と掛布団が持ち込まれ、入り口のガスストーブの栓からガス管を引いて、薄い掛布団を胸までかけて眠っているかのように死んでいた。常用していた睡眠薬（ハイミナール）中毒の症状があり、書斎から睡眠薬の空瓶が見つかった。部屋には〈異常な才能〉と高評価して前年に購入した村上肥出夫の絵『キャナル・グランデ』が飾られ、枕元には、封を切ったばかりの飲みかけのウイスキー（ジョニーウォーカー）の瓶とコップがあり、遺書らしきものはなかったという。その突然の死は国内外に衝撃を与えた。
鎌倉の自宅書斎には、『岡本かの子全集』（冬樹社版）の「序文」の1枚目と2枚目の11行まで書いた原稿用紙と、1枚目の書き直しが8枚あった。これは以前に川端が書いたものを冬樹社がアレンジして作った下書きが気に入らなくて、書き直そうとしたものだという。またその後に、書斎の手文庫（小箱）の中からは、B6判ぐらいの大きさの千代紙の表紙のついた和綴じの、和紙でできたノート2冊が発見された。そのノートには『雪国抄』一、二と題されていた。前年11月に伊達宗克から依頼されていた『裁判記録「三島由紀夫事件」』の序文は、3月の盲腸手術もあってゲラ刷りも遅れたこともあり、この4月16日か17日に弟子の北條誠が出来上がった文章を川端から受け取って伊達に渡す予定日になっていたが叶うことはなかった。

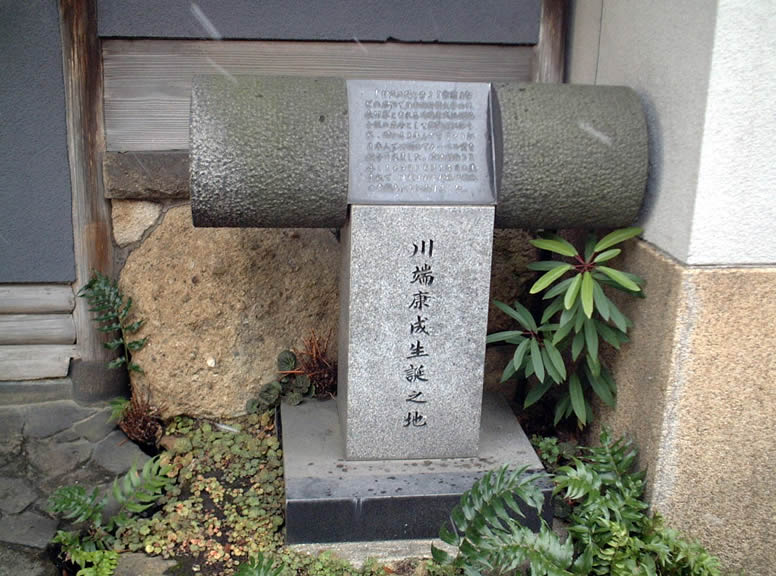
川端康成生誕地の碑

翌17日に通夜をし、高田博厚が来てデスマスクをとった。18日に密葬が自宅で行われた。政府から正三位に叙位され、勲一等旭日大綬章を叙勲された。5月27日には、日本ペンクラブ、日本文芸家協会、日本近代文学館の三団体葬により、「川端康成・葬」が芹沢光治良葬儀委員長のもと青山葬儀所で執り行われた。戒名は「文鏡院殿孤山康成大居士」（今東光が名付けた）。6月3日、鎌倉霊園に埋葬された。この日は偶然にも伊藤初代の遺骨が、仮埋葬されていた文京区向丘2丁目29-1の十方寺から鎌倉霊園に移されていた日であった。霊園の事務所で初めてその事実を知った川端香男里は、「（川端と初代は）最後まで不思議な御縁があった」と語っている。
8月に遺稿の「雪国抄」が『サンデー毎日』に掲載された。9月から日本近代文学館主催の「川端康成展」が全国各地で巡回開催された。10月に財団法人「川端康成記念会」が創設され、井上靖が理事長となった。11月、日本近代文学館に「川端康成記念室」が設置された。同月には、3月に川端が断った揮毫を完成させるために、『美しい日本の私―その序説』の川端の字から集字して、奈良県桜井市にある日本最古の古道「山の辺の道」に川端揮毫の倭建命の歌碑「万葉の碑」が完成された。

### 死後

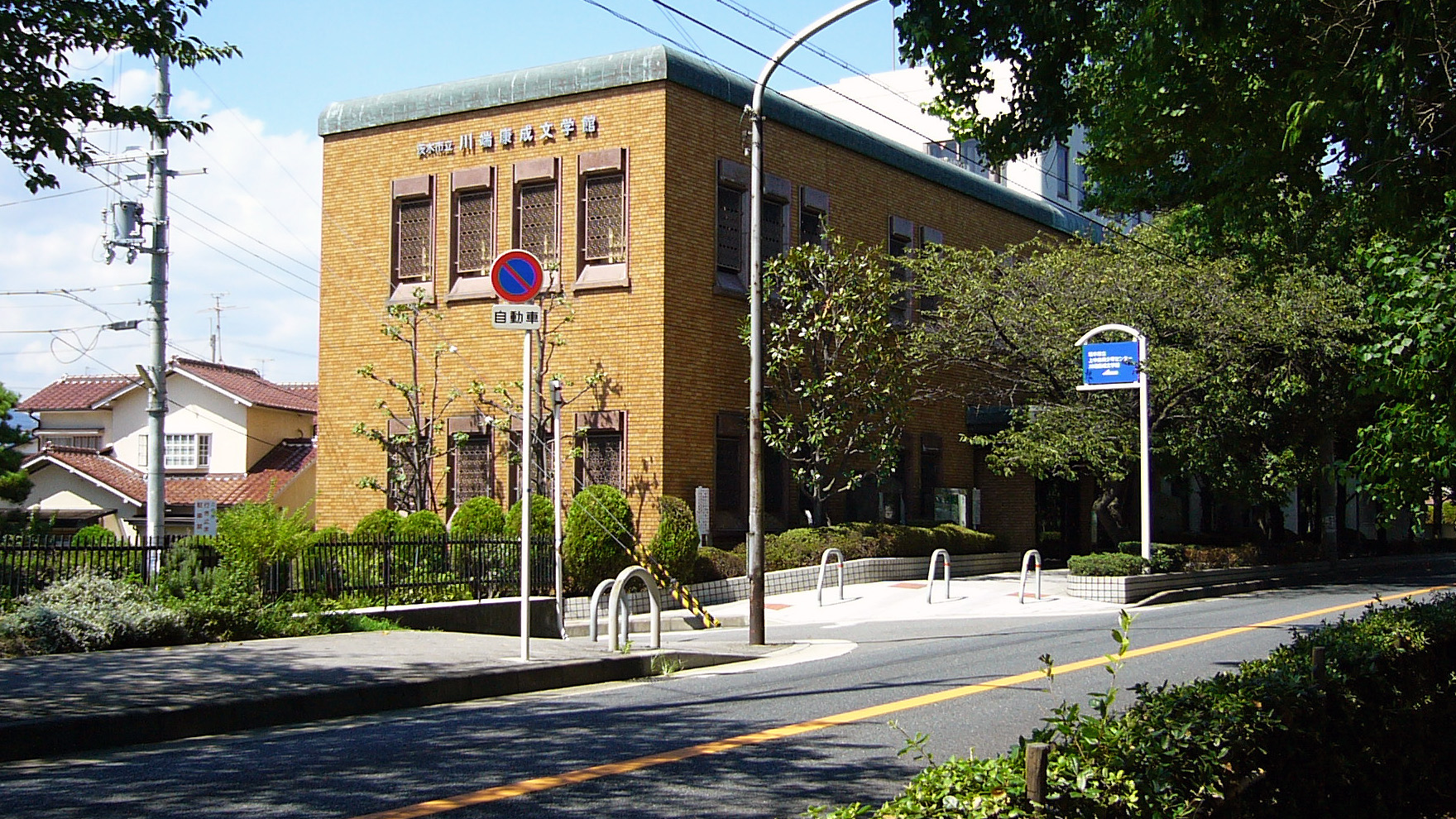
茨木市立川端康成文学館

1973年（昭和48年）3月、財団法人「川端康成記念会」によって川端康成文学賞が創設された。
1974年（昭和49年）4月16日の三回忌に、伊藤初代の父親・忠吉の郷里の岩手県江刺郡岩谷堂（現・奥州市江刺区）の増沢盆地を見下ろす向山公園の高台に、「川端康成ゆかりの地」の記念碑が建立された（題字は長谷川泉で、裏側の銘文は鈴木彦次郎）。また、『波千鳥』の舞台のモデルとなった大分県玖珠郡九重町の飯田高原には、川端自筆の書「雪月花時最思友」を刻んだ文学記念碑が建立された。
1976年（昭和51年）5月に、川端が最後に住んでいた鎌倉市長谷1丁目12-5の川端家の敷地内に「川端康成記念館」が落成して披露された。
1981年（昭和56年）5月20日、大阪の住吉神社境内に、『反橋』の文学碑が建立された。6月には、長野県上水内郡鬼無里村（現・長野市鬼無里）松巌寺境内に、『牧歌』の一節と、川端自筆の道元禅師の「本来の面目」――春は花 夏ほととぎす 秋は月 冬雪さえて 冷しかりけり――が刻まれた文学碑が建立された。この文学碑を建てることを発案した川俣従道は、1936年（昭和11年）11月23日の新嘗祭の学校の式の帰り、この地の鬼女紅葉伝説の跡を歩いていた川端に道を聞かれた小学生であった。川俣は中学校では、酒井真人（川端の旧友）の教え子となり、それがきっかけでその後、川端と再会したという。

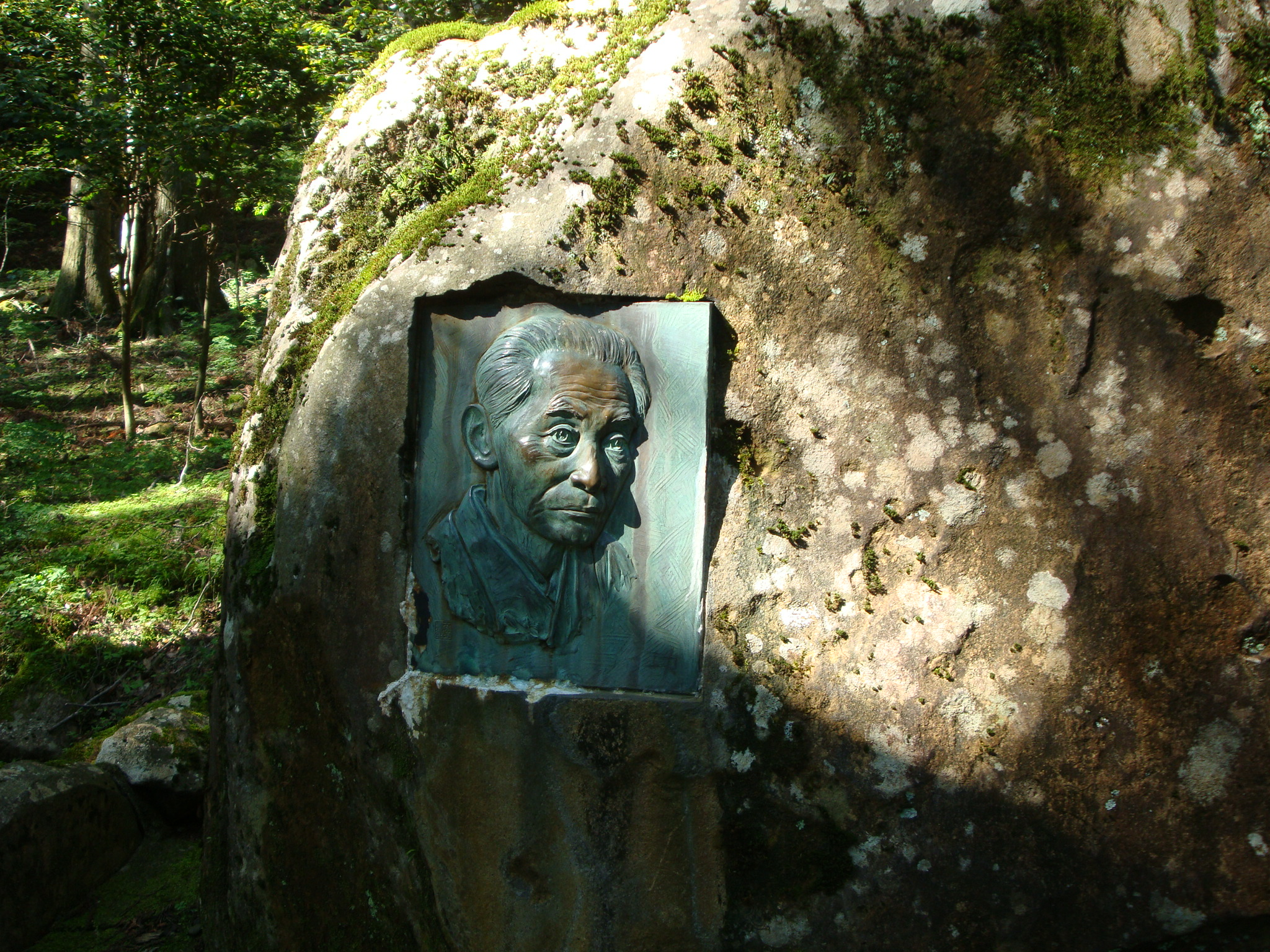
天城峠にある川端のレリーフ

同年1981年（昭和56年）5月1日には、伊豆の湯ヶ島の水生地に、川端の毛筆書きによる『伊豆の踊子』の冒頭文を刻んだ新しい文学碑が建てられ除幕式が行われた。左半分の碑面には川端の顔のブロンズのレリーフがはめこまれている。
1985年（昭和60年）5月に、茨木市立川端康成文学館が開館した。
1995年、川端康成が滞在していた九重町筌の口温泉の旅館の一室が、県のコミュニティ冊子に紹介された。
生誕110年の年に当たる2009年（平成21年）11月14日に、岐阜県岐阜市湊町397-2のホテルパークから鵜飼観覧船乗り場に行く途中のポケットパーク名水に、小説『篝火』にちなんだ「篝火の像」（長良川に向い、鵜飼船の篝火を眺める川端と伊藤初代が並んだ像）が建立され除幕式が行われた。
2014年（平成26年）に、川端が伊藤初代に宛てた未投函書簡1通と、初代から川端に宛てた書簡10通が川端の旧宅から発見された。
2018年（平成30年）茨木市によって川端康成青春文学賞が創設された。
生誕120年となる2019年には、姫路市立美術館と姫路文学館で「生誕120年　文豪川端康成と美のコレクション展」が開催され、川端が収集した美術品や直筆原稿、書簡など約280点が公開された。
没後50年となる2022年、日本近代文学館では4月2日から6月11日に「没後50年・日本近代文学館開館55周年　川端康成展 ―人を愛し、人に愛された人―」が開催された。編集委員は坂上弘と中島国彦がつとめた。川端康成文学館では5月に特別展が開催された。神奈川近代文学館では10月1日から11月27日に特別展「没後50年　川端康成展　虹をつむぐ人」が開催され、約400点の資料が展示された。編集委員は荻野アンナがつとめた。ゲーム「文豪とアルケミスト」とのタイアップ企画もあった。

## 創作の主題・源流
川端は、自身の文学創作に関して、〈恋心が何よりの命の綱である〉とし、作品テーマや理想に関するものを語ったものとして、以下のような言葉がある。

## 評価

### 特質性・芸術観
『新思潮』発刊、『文藝春秋』同人参加、横光利一らと共にヨーロッパの前衛文学を取り入れた新しい文学を志した『文藝時代』創刊で新感覚派の代表的作家として頭角を現し、その後は芥川賞銓衡委員となり、戦中は海外報道班員、戦後は日本ペンクラブ会長、1968年（昭和43年）には、日本人で初のノーベル文学賞受賞という川端康成の軌跡は、戦前戦後と紛れもなくその時代を反映する時の人としての文学的経歴だが、モノローグ的、和歌に繋がる川端の作品自体は、時代の思想や世相に左右されることのない自身の芸術観に基づいた澄んだ詩的なものとなっている。
そのため、政治的な思想の背景で敵視されるということもほとんどなく、プロレタリア文学の作家であった中野重治なども、川端の掌の小説を集めた処女作品集『感情装飾』を愛読し、林房雄が1926年（大正15年）に左翼運動で逮捕された時に京都の未決監へその本を差し入れ、出所後に林がその礼を述べると、「あれはいい本だな、少くとも美しい」とつぶやいたとされる。
伊藤整は、醜いものを美しいものに転化させてしまう川端の作品の特性を、「残忍な直視の眼が、醜の最後まで見落とさずにゐて、その最後に行きつくまでに必ず一片の清い美しいものを掴み、その醜に復讐せずにはやまない」川端の「逞しい力」と捉えている。そして、『伊豆の踊子』に関する随筆『「伊豆の踊子」の映画化に際し』の中で川端が、実は踊子の兄夫婦が〈悪い病の腫物〉を持ち、見るに忍びなかったことは書かずじまいだったと告白する「真実を言おうとする直視癖」と、「美しいものを現わそうと願う人並はずれた強い執着」が交錯することに触れ、そういった川端の二つの特質が、時には「一つの表現のなかに二重になって」いて、それがさらに成功し「批評眼に映る場合には、この両立しない二つのものが、不思議な融合のしかたで有機的な一体になっている」と論じている。
伊藤は、川端のその「表現の分裂」は、『十六歳の日記』で顕著なように、「作者の生来のものの現われ」だとし、それは一般的な「文章道」からは「大きな弱点になり得たかもしれない」が、川端はそれを「自然な構え」により棄てずに成長し、その一点から「氏にのみ特有なあの無類の真と美との交錯した地点にいたっている」と分析して、川端自身が、〈どんな弱点でも持ち続ければ、結局はその人の安心立命に役立つやうになつてゆくものだ〉と述べていることを鑑みながら、「この作家が東方の経典を最も愛していると書く心にも、ここから道がついている」と考察している。そして伊藤は、川端の文学史的な意義について、川端は、「マルクシズムとモダニズムとの対立と交流の中」に批評家として立ちながら、「当時の政治文学と娯楽文学の両方から身をかわし、大正文壇の創った人間性に即した文学を受け継ぎ、それを救った」ことだと評している。
三島由紀夫は、川端が「温かい義侠的な」人でありながらも、過剰な親切や善意の押売りもなく、他人に対してどんな忠告もしない「達人」「孤独」的な「無手勝流の生き方」に触れつつ、その人生は全部「旅」であり、川端を「永遠の旅人」だと呼び、川端の文学にもその態度が反映しているとして、以下のように解説している。
そして三島は、あえて「世界解釈の意志を完全に放棄した」川端の芸術作品の「おそれげのなさ」は、川端の生活面において言われる「度胸」「大胆不敵」と暗示される「虚無的にさへ見える放胆な無計画」と、作品の「構成の放棄」は似通って符合しているとし、それは、ギリシャの彫刻家が不安と混沌をおそれて大理石に造型意志を託す態度とは対蹠的であり、大理石の彫刻が「虚無」に対峙して「全身で抗してゐる恐怖」とは全く反対の性質の「虚無の海の上にただよふ一羽の蝶」のような、あるいは「一条の絹糸のおそれげのなさ」だと川端文学の特性を論じている。また三島は、近代作家において、「中世文学の秘められた味はひ、その絶望、その終末感、その神秘、そのほのぐらいエロティシズムを、本当にわがものにした」のは、川端一人だけだと高く評価している。
中村光夫は、川端文学の特色を、「日本人の心の動きを純粋な形で見つめたもの」とし、それは作品の語り手（作者の分身）と対象（踊子など）の関係性が、能の「ワキ」と「シテ」に似ていて、「シテの多くがワキの夢の所産であり、同時に舞台の支配者である」関係となり、対象が幻でありながらも「自然に似た存在の重味」を得ているとして、そこに川端の文学が、単なる写実の私小説と異なる「現代性」「古典性」を獲得している理由だと解説している。そして中村は、現実に対する川端の態度を、「誠実な自己批評あるいは自己否定の熱情」だとし、その批評や否定の対極に、川端自身（知識階級であり男）に無いものを持つ「女性」（踊子など）、「民衆あるいは日本」があるとしている。
また中村は、三島が川端の人生を「旅」に喩えたことに関連し、川端にとって、旅が人生の象徴であるように、「すべての人間関係」（親子夫婦も含めた）が〈ゆきずり〉であるという思想が老年まで根を張り、それをすべての事象に川端が実感していることが『みづうみ』や『眠れる美女』に顕現化しているとし、『みづうみ』では主人公が、〈ゆきずり〉の人を〈ゆきずり〉のままで別れてしまうことを哀惜し、〈この世の果てまで後をつけてゆきたい〉という願望の実現の不可能性を語る場面に触れながら、そこで広い意味での〈ゆきずり〉の関係を示唆する川端が、社会生活での人間の存在形式を見つめていると解説している。
勝又浩は、三島が川端を「永遠の旅人」と称したことを敷衍し、川端が処女作『ちよ』の中で自身を〈自分が幽霊に見えて、自身さへ怖れます〉、〈霊どもに力で生き、動かされてゐる幻です〉と語っていることに触れながら、「こういう人が、たまたまトンネルを越えて、まれびととなって人界を訪れる。そして踊子の純情を輝かし、雪国の芸者の生命を輝かすのだ」と考察している。そして勝又は、川端が旅行記の中で、〈旅の私の胸にふれるのは、働く貧しい人の姿と、打ちひしがれたやうにさびしい人の姿と、美人と少年少女と古今東西の第一級の美術（建築もふくめて）と、そして自然です〉と述べていることや、エッセイでの「終始峻厳な作家の顔つき」を鑑みて、そこには、「現実には、ほとんど一人の踊子もいず、一人の駒子もいないこの世で、なお堪えなければならない」川端の「旅人」の素顔があるとし、川端が『美しい日本の私―その序説』で、歌人や文人たちよりも仏教者たちを並べていることに注目しながら、以下のように論じている。

### 女性の描き方について
川端文学の一つの主題である「生命（いのち）への讃仰」、「処女」について三島由紀夫は、川端にとり「生命」＝「官能」であるとし、以下のように論考している。
川嶋至は、川端の作品の主人公の眼を通して描かれる女性について、「彼に女を感じさせる瞬間にだけ光彩を放つ存在」であり、「人間としての実体を持たない」とし、作中に出てくる「愛」という言葉が、読者に戸惑いを感じさせるのは、名陶がどんなに美しくても、「厳然として対話のないもの」として人間に対するのと同様に、女も、「精神的な交流のない」あるいは、「交流を拒絶された存在」として描かれているからだと考察し、「川端氏ほど作品の上で、女性を冷徹なものとしてつき放して描く作家はいないと言っても、過言ではないであろう。まさしく作家としての氏は、女性讃美者ではなく、女体嗜好者なのである」と評している。
川端にとっては、犬も女も同列の生態であることを指摘している三島は、川端のその非情の「地獄」を『禽獣』で見せたことについて以下のように解説している。
羽鳥徹哉は、『夏の靴』の少女、『日本人アンナ』のアンナ、『浅草紅団』の弓子、『雪国』の駒子、『古都』の千重子など、川端文学の中で見られる「不孝で孤独な少女」、「常識的には無意味な反社会的な行動」により、崩れ落ちそうな自分を支えているような少女たちは、川端文学の具象化であり、「苛酷で、無情な運命に決して負けず、それと対決し、それに挑戦して生きようとする、川端の精神を託された美しい女の姿」であるとしている。

### 横光利一との比較において
中村光夫は、横光利一が「陽」で、その文学に内在する劇は『機械』に顕著なように「男同志の決闘」である「男性文学」であるのに対して、川端康成は「陰」であり、「女性文学」だとし、横光がある意味、積極的に「進取性」を持つために終生苦しい不毛な努力をし、「自分の文学を見失った観がある」のに比して、川端は、「軟体動物から生きる智慧」を学び、常に流れに従っているように見えつつも、逆にそのことで「流れからくる力」を最小限に止めて成功したとしている。そして中村は、生田長江が指摘したように、横光が「播種の役割に終始」し、川端は同じように彷徨に身を任せながら大きな収穫を得たその対立は、川端に「ある冷酷な狡さ」を感じるとして、以下のように論評している。
三島由紀夫は、横光利一と川端康成は元々、同じ「人工的」な文章傾向の「天性」を持った作家であったが、横光は苦闘し、その天性の感受性をいつからか「知的」「西欧的」なものに接近し過ぎて、「地獄」「知的迷妄」へと沈み込み、自己の本来の才能や気質を見誤ってしまったのに対して、川端は、「もつとも知的なものに接近した極限の作品」である『禽獣』で、その「地獄」をのぞき、寸前でそこから身を背けたことで、「知的」「西欧的」「批評的」なものから離れることができ、「感受性」を情念、感性、官能それ自体の法則のままを保持してゆくことになったと論考している。よって『禽獣』は川端にとり、分かれ目になった作品であり、「それまで感覚だけにたよつて縦横に裁断して来た日本的現実、いや現実そのものの、どう変へやうもない怖ろしい形」を、川端がそこで初めて直視しているという意味で、それが重要な作品であり、ある意味で川端は「実に抜け目」がなく、「俊敏な批評家であつて、一見知的大問題を扱つた横光氏よりも、批評家として上であつた」と評している。

## 人物像・エピソード

### 黙って凝視する癖

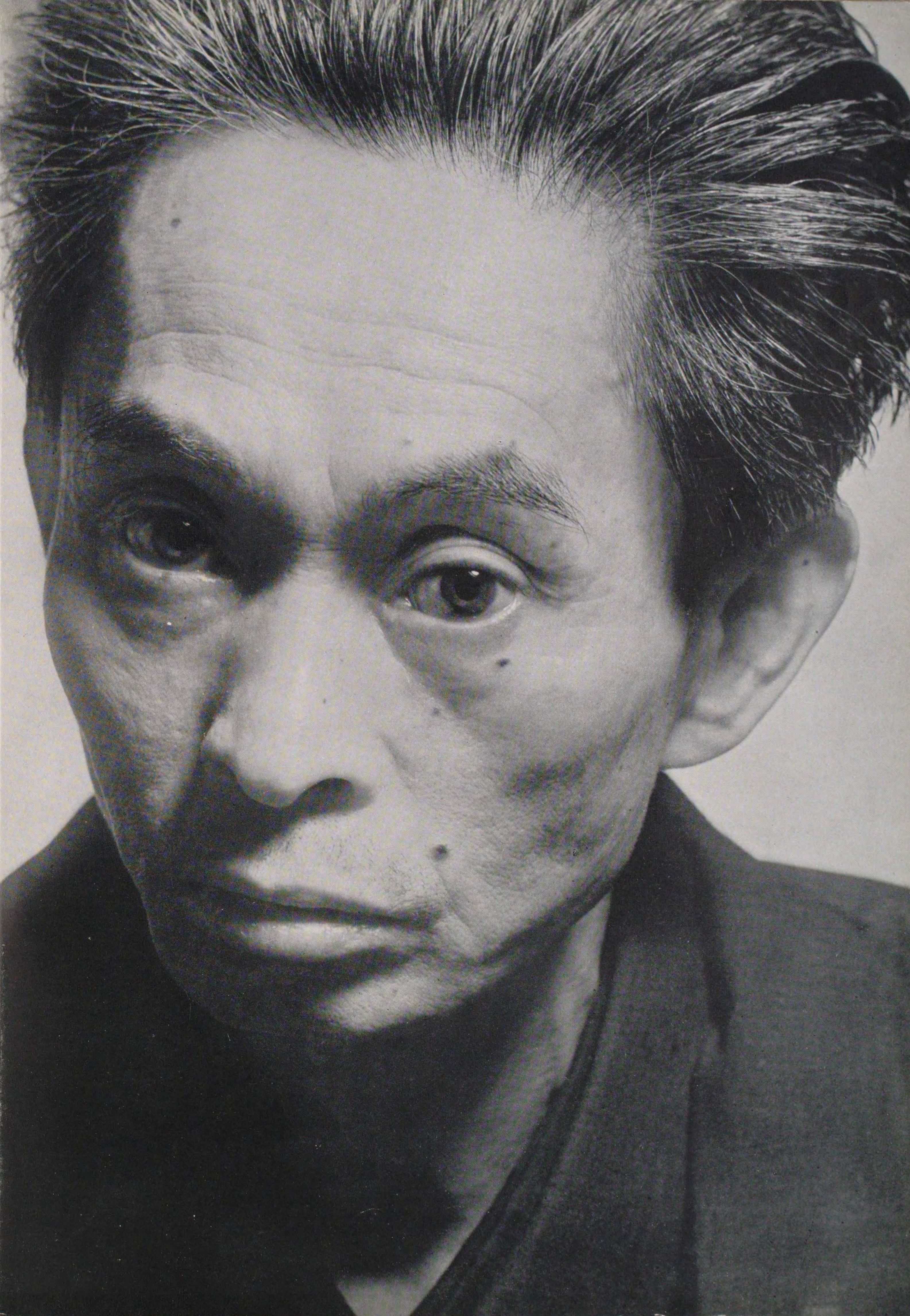
川端の肖像写真。土門拳撮影。

川端康成の鋭い眼は特徴的で、人をじっと長くじろじろと見つめる癖があることは、多くの人々から語り継がれている。泥棒が布団の中の川端の凝視にぎょっと驚き、「だめですか」と言って逃げ出したという実話や、大学時代に下宿していた家主のおばあさんが家賃の催促に来た時、川端はじっと黙っていつまでも座っているだけで、おばあさんを退散させたなどという、様々なエピソードがある。
気の弱い人は初対面で川端から黙ってじろじろと見つめられると冷汗を拭くばかりだとされ、或る若い初心な女性編集者は初めて川端を訪問した時、他に誰も来客がなく2人で面と面を突き合わせていたが、30分間ずっと何も話してもらえず、ただじっとじろじろと見つめられ、ついに堪えかねてワッと泣き出したという伝聞もある。川端自身はマイペースで長い間黙り合っていても苦にならない性質らしく、彼女が泣き出した時に「どうしたんですか」と言ったとされる。また、来客が多数訪れていて、客の中の古美術商が川端の気に入る名品を持って来ていた場合などは、川端がそれをじっと観ることに没頭し自分の世界の中に入り込んでしまうため、骨董のコの字も知らない連中までもが、「ひたすら氏の後ろ姿と古ぼけた名画とを鑑賞しなければならない羽目」になるという。
川端のじっと見る眼の強さについては、川端夫人の秀子も「彼の性格を最もよく表現してゐるものは、彼の、あの鋭い眼です」と言い、以下のように語っている。
堀辰雄の夫人・多恵子は「あの大きな目を一様に見開いて、ぎょろりと御覧になる」と言い、吉行淳之介は「物自体の本質が映っている眼」「虚無を映す眼」としている。吉行は、川端家を訪れた或る女性が「外に出たとき自分の躰が一まわり縮んだ気持がした」と言ったことに触れ、それを「おそらく、川端さんの眼でしゃぶりつくされたためであろう」としている。
画家の草間彌生は『雑草』を1953年（昭和28年）に発表し、その絵を川端が購入しているが、その当時のことについて、1メートルくらいの距離から川端にじっと見つめられたとして、「私は田舎から出てきたばかりで、先生はこの伊豆の踊子みたいな子が描いたのかと思われたのかもしれません。でも、男性からじっと見つめられたことなどなかったので、少し怖かったです」と述懐している。
梶井基次郎は湯ヶ島温泉で川端と親交を深めたことを友人たちに伝える手紙の中で、川端から顔をじっと見つめられることについて、「日南にあつたやうによく顔を見る――僕はあれだなと思つたが失礼かもしれぬと思つてだまつてゐたが少し気味が悪い。でも非常に親切で僕は湯ヶ島へ来たことを幸福に思つてゐる」と綴っている。
三島由紀夫も21歳の時に川端の家を初訪問した時の印象を、「氏の目は碁をさす人の目のやうであつた。対局の、一見落着かぬやうでゐて、カンドコロを指す目であつた。それは又剣道の達人の目であつた。うごく刃と共にうごく目であつた。人をみつめる死んだ鋭さではなかつた」とし、「川端氏のあのギョッとしたやうな表情は何なのか、殺人犯人の目を氏はもつてゐるのではないか」と記している。
しかし三島は川端と親しくなった以降では、川端が外国人との交遊の場で、西洋人を見つめている様子を「氏ほど西洋人を面白がつて眺めてゐる人はめづらしい。西洋人の席にゐる氏を見てゐると、いつも私はさう思ふが、それはほとんど、子供が西洋人を面白がつてしげしげと眺めてゐるあの無垢な好奇心に近づいてゐる」とし、川端に見つめられた或るアメリカ人の大女のおばあさんが、全く文学も知らないのに、すっかり川端を気に入ってしまい、ただ2人で目と目を見交わし楽しそうだったと語っている。また三島は、ある日の川端のお茶目な様子を以下のように記している。
北條誠は川端の眼光について以下のように語っている。
孫の明成が誕生し喜んだ川端は、明成を可愛がり、例によってじっと黙って赤ん坊の顔をひたすら見つめていたが、たちまち明成は怖がって泣いたという。
なお、川端本人も早くから自分の癖を自覚し、中学時代の日記には自身の容姿へのコンプレックスを吐露すると共に、〈俺ほど人の美貌をまんじりとせず見つめる者はあるまい。そしてのろひうらやみ抱擁せんと常に思ふのである〉とし、自伝小説では〈人の顔をじろじろと見る私の癖は盲と二人きりで何年も暮してゐたところから生れたのかもしれません〉とも語っているが、この癖について進藤純孝は川端が幼い時の眼底結核の病痕で、右の眼がよく見えないことからくるのではないと推測している。

### 温かさと孤独

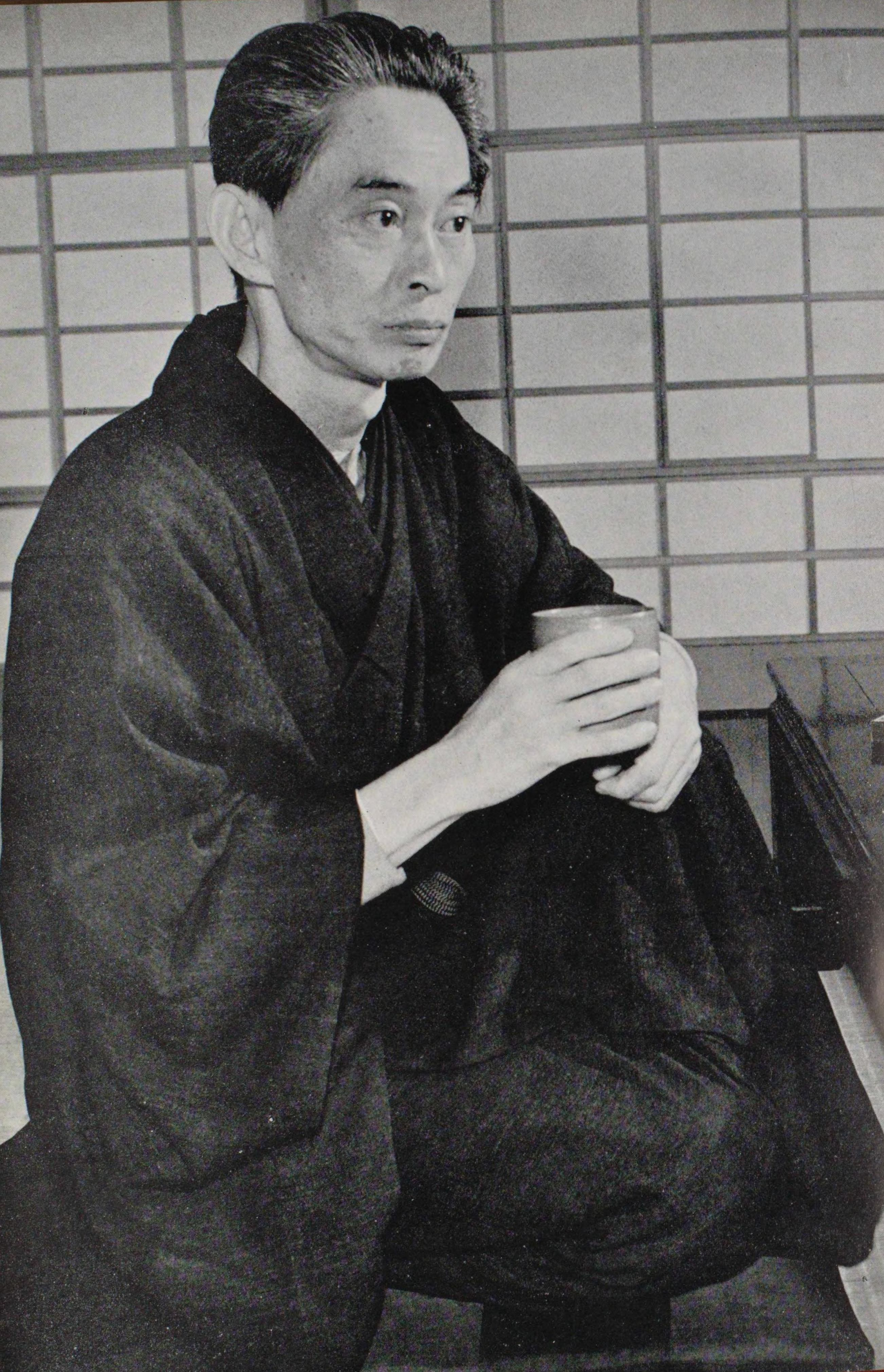
湯呑みを持つ川端。田村茂撮影。

上記のように川端康成は、無口と凝視癖で初対面の人に取っ付きにくい印象を与えるが、とても親切で窮地にある人の援助や就職の世話をしたり、恩人の遺族の面倒を見たりといった話は多い。また、訪問客が絶えず、新年会も川端の家で行われることが恒例であったが、集まった客同士で賑やかな時でも、川端はいつも静かであったため、賑やかな久米正雄が「君は全く孤独だね」と大声で言ったことがあるという。ちなみに、三島由紀夫はその時に、久米正雄の方がよほど孤独に見えたとし、「豊かな製作をしてゐる作家の孤独などは知れてゐる」と語っている。
三島由紀夫は、川端を「温かい義侠的な立派な人」であり、清水次郎長のような人であるが、その行為はちっとも偽善的でなく、そういう人にありがちな過剰な善意で、私生活に押し入って忠告してくるようなことや、「附合」を強要することもないとし、そういった「達人」のような境地には普通の人間では、なかなかなれないとしている。人との和を重んじて争わず、社交的であったため、川端は「文壇の総理大臣」と呼ばれたこともあるという。
室生犀星は、川端の人徳について、「海の幸、山の幸といふ言葉があるが、川端康成の作家運は何時もあふれるほどその周囲から多くの幸を受けてゐる。この人に冷酷な批判を加へた批評家を私は知らない。冷徹温情の二面相搏ち、軽々しく人を愛しないが、人から愛せられることでは此の人ほどの作家はまた私の知らないところである」と述べている。
川端は、前衛画家・古賀春江と親しかったが、古賀が1933年（昭和8年）に病に倒れた時には、古賀に兄事していた高田力蔵を助けて、その面倒を見ていた。また、藤田圭雄によると、野上彰が脳腫瘍で倒れた際には、共訳した『ラング世界童話全集』の印税は、野上に全額あげると言い、皆が感涙したという。
舟橋聖一は、青野季吉が死去した際のことに触れながら、川端の人柄について以下のように語っている。

### 従軍記者体験について
川端は1945年（昭和20年）4月に志賀直哉の推薦で海軍報道班員として、大日本帝国海軍の特攻基地であった鹿屋基地の取材を行っている。志賀は、大本営海軍報道部高戸顕隆海軍主計大尉からの依頼を受けた雑誌『台湾公論』の元編集長吉川誠一軍属から、横光利一と川端のいずれが、特攻作戦の取材で「日本の心を正確に誤りなく時代に語りつぐこと」ができるか？と問われ、「横光さんは大きくか小さく書くでしょう、川端さんなら正しく書くでしょう」と川端を推薦したという。吉川は1945年4月10日に川端宅を訪れて、防空壕掘削作業中の川端に海軍報道班員の引き受けを打診したところ、川端は「場合によっては、原稿は書かなくてもいいんですね」と念を押したうえで応諾した。
報道班員にはほかに新田潤、山岡荘八が選ばれ、4月23日に3人は海軍省に呼び出されたが、新田と山岡が大きな陸軍靴を履いていたのに対して、川端は痛々しく痩せた身体に子供靴のような真っ赤な靴を履いていた。その靴は川端によれば徳田秋声の遺品ということであったが、戦時中の物資不足の折に山岡には羨ましく感じたという。川端ら3人は鹿屋に出発前に大本営報道部の高戸大尉から、「海軍報道班員は、戦地に赴き、その勇壮なる戦いぶりを書いて国民の志気を高揚させるにある」「ただし、みなさんはこの戦いをよく見て下さい。そして今、ただちに書きたくなければ書かないでよろしい。いつの日か三十年たってでも、あるいは五十年たってでも、この戦さの実体を、日本の戦いを、若い人々の戦いを書いて頂きたい」と伝えられた。
鹿屋で川端らは水交社に滞在し、特攻機が出撃するたびに見送りをしたが、3人が鹿屋に着いてまもなく飛行機墜落事故があった。昼夜問わず空襲もあり、そのたび山の中の防空壕に駆け込んだ。山岡は、「こんなとこでは死んでも死にきれないだろう」と驚き、川端はただじっと黙ってその方角を見つめ、その大きな目の中は真っ赤だった。
川端らが取材していた時期に、鹿屋で特攻出撃のために待機していた中央大学法学部出身の谷田部海軍航空隊杉山幸照予備少尉によれば、川端は杉山ら学徒出陣で予備士官となった大学出身の特攻隊員と食堂などでよく文学談義に花を咲かせたり、隊員からお菓子をもらったりと懇意にしていた。このときの川端は予備士官には特攻の非人道的暴挙を非難し同情を寄せており、書物を渇望する学徒の予備士官のために、鎌倉文庫から本を30-40冊鹿屋に送るよう妻秀子に頼むなどの気配りを見せる一方で、沖縄戦で特攻作戦を指揮していた第五航空艦隊の上層部と話すときには、笑いながら特攻を賛美するような話をしていたので、杉山はその上下で態度を変える川端に対して「彼（川端）ほど小心で卑屈な人間を見たことがない」「偉大な作家であっただけに、その狡猾な言動を快くは感じていなかった」と痛烈に批判し、他の特攻隊員も不信を抱いていたという。また、川端は神国日本を信じて、やがて神風が連合軍艦隊を全滅させる、という過去の歴史の繰り返しを期待する“幼稚”な思想を特攻隊員らと共有していたと杉山は回想している。
川端は当時の心境を「沖縄戦も見こみがなく、日本の敗戦も見えるやうで、私は憂鬱で帰つた。特攻隊について一行も報道は書かなかつた。」と回想し、川端に特攻の記事は書かなくてもいいと伝えた大本営参謀の高戸は戦後に「繊細な神経ゆえに（特攻に関して）筆をとれなかったのではないか」と考えていたが、川端はこの取材により、朝日新聞の特攻兵器桜花についての『霹靂の如き一瞬、敵艦ただ死のみ・川端康成氏“神雷兵器”語る』という記事に、下記のような称賛の談話を寄せている。
しかし、川端はこの記事が紙面に掲載される前の1945年5月末には鹿屋を発って鎌倉に戻っていた。杉山予備少尉が、特攻出撃のために待機していた鹿屋から茨城県筑波郡谷田部町の本隊への帰還を命じられたときに、食堂で食事中の川端を見かけ別れの挨拶をしたところ、川端はいつもの癖で杉山の顔を凝視しながら顔を真っ赤にして「自分も急用があり，身体の具合も悪いので、ちょっと帰りたいのだが飛行機の都合がつかないので困っている。」と鹿屋からの脱出の手助けをして欲しいと懇願した。杉山は川端を快くは思っていなかったが、一緒の飛行機で帰ることを提案し、川端はその提案に基づき自ら司令部と交渉して杉山が乗る零式輸送機に同乗することができた。途中、燃料補給で降りた鈴鹿で飛行機酔いして顔面蒼白になっていた川端に士官食堂でライスカレーを奢ったところ、しょぼしょぼとしながらも綺麗にたいらげ、「特攻の非人間性」について語ったという。杉山は、川端が軍の上層部に対しては特攻を礼賛するような発言をしていたことを知っており、その二面性に辟易している。
杉山は戦後に出版した著作内の川端に関する回想で、一緒に取材していた「2,3の報道班員の人たち」（新田と山岡）は戦後に特攻隊員を紹介し、隊員の霊を慰めほめたたえてくれたのに、最後まで川端が特攻について語ることがなかったのが残念であったと記している。ただし、川端は鹿屋での体験を基にした作品『生命の樹』を書いており、杉山がこの作品を知らなかったのか、「川端さんの文章をもってすれば，どんなに人に感動をあたえることだろう」と多大な期待をしていた杉山にとって『生命の樹』では期待外れであったのかは不明である。
川端が早々に退散したあとも山岡は鹿屋に残り、6月13日にはNHKが全国放送した神雷部隊の隊員らの様子を伝えるラジオ放送の司会や解説もしている。結局、山岡は神雷部隊が松山基地や宮崎県日向市にある富高基地に後退が決定するまで鹿屋に留まった。神雷部隊の後退が決まった日に山岡は司令の岡村基春大佐を訪ねたが、岡村は山岡に東京に早く帰りなさいと即して、第一回目の出撃で戦死した野中五郎大佐ら戦死した隊員の位牌に供えられていた、ウィスキーの角瓶や果物の缶詰といった、当時では貴重品ばかりの大量のお供え物を「東京も焼け野原と聞いている。家族は困っているでしょう。せめて、これをリュックに入れていってあげなさい」と渡している。山岡は川端と異なり自らの手配で陸路で東京に帰ったが、途中で空襲や機銃掃射にもあいながら5日もかけてどうにか帰り着いている。
敗戦後、川端は、「生と死の狭間でゆれた特攻隊員の心のきらめきを、いつか必ず書きます」と島居達也候補生に約束したとされる。そして鹿屋での体験を基にして作品『生命の樹』を書き上げたが、一部分がGHQにより削除されたという。

### その他
洛中に現存する唯一の蔵元佐々木酒造の日本酒に「この酒の風味こそ京都の味」と作品名『古都』を揮毫した。晩年川端は、宿泊先で桑原武夫（京大名誉教授）と面会した際に「古都という酒を知っているか」と尋ね、知らないと答えた相手に飲ませようと、寒い夜にもかかわらず自身徒歩で30分かけて買いに行ったと桑原は回想している。
川端は食がほそかったが、その分味への拘りは強く、かなりの美食家であった。川端が馴染みとしていた飲食店は数多いが、なかでも鎌倉の自宅の近くにあったうなぎ料理の名店「つるや」にはかなりの頻度で訪れており、晩年には出前を頼んでいたほどであった。東京にも馴染みの店があり、銀座のみゆき通りにあった洋食屋「銀座キャンドル」にもよく通っていたという。この店のメニュー「チキンバスケット」を特に好み、三島由紀夫と来店することもあった。
日本国有鉄道（国鉄）が1970年（昭和45年）から始めたディスカバー・ジャパンのキャンペーンにおいて、川端のノーベル賞受賞記念講演のタイトルと類似した「美しい日本と私」という副題の使用を快諾し、その言葉を自らポスター用に揮毫したという。
1971年（昭和46年）6月に、日立のセントラルヒーティングのテレビコマーシャルに出演して、世間を驚かせたという。そのCM用の撮影フィルムらしきカラー映像が、2014年（平成26年）10月に映像関連会社の倉庫から発見された。その5分ほどの映像には、詩人のサトウハチローによる川端についての詩の朗読がつけられている。サトウの次男の佐藤四郎は発見時の取材に「ハチローが出演する予定だったCMに病気で出演できなかった際、川端先生が代わりに出演してくれ、ハチローは涙を流して喜んだと弟子から聞いたことがある」と述べている。
1971年（昭和46年）の都知事選挙に立候補した秦野章の応援のため宣伝車に乗るなどの選挙戦に参加した川端は、瑚ホテルで按摩を取っている時に突然と起き上がって扉を開け、「やあ、日蓮様ようこそ」と挨拶したり、風呂場で音がすると言いながら再び飛び出していって、「おう、三島君。君も応援に来てくれたか」と言い出したために、按摩は鳥肌が立ち早々と逃げ帰ったという。その話を聞いた今東光も、都知事選最後の日に一緒に宣伝車に乗った際に川端が、「日蓮上人が僕の身体を心配してくれているんだよ」とにこにこ笑いながら言ったと語っている。

## 美術コレクション・愛用品など
川端は、古美術蒐集家として知られているが、小学校の時には画家になろうと考えたこともあり、絵に対する造詣も深い。また、自らも書を嗜み、日本棋院内にある対局部屋「幽玄の間」にある川端の筆による書『深奥幽玄』の掛軸をはじめ、いくつもの書を遺している。蒐集は古美術だけでなく、古賀春江、キスリング、石本正、梅原龍三郎、熊谷守一、無名の新人画家だった草間彌生の『雑草』『不知火』なども買い、近代絵画もコレクションしている。また、夏目漱石の五言絶句、北原白秋の自作歌、田山花袋の七絶詩、武者小路実篤の自作絵画、芥川龍之介の書簡（室生犀星宛て）、友人だった横光利一の書など、作家の直筆物も収集していた。書や絵には人格や魂がこもると考えていた川端は美術品について以下のように語っている。
川端の書斎の机上には、手慰みにするための小型の美術品が置かれていた。なかでも、ロダンの小品彫刻『女の手』と、平安時代後期の密教法具『金銅三鈷杵』（こんどうさんこしょ）は常に身近に置き、生涯手放すことがなかった。川端はロダンの『女の手』について、〈女の手であるのに、このロダンの手から私はやはり横光君の手を思ひ出した〉と語り、横光が亡くなる何日か前の手を想起しながら、〈ひどく衰へて寝てゐた横光氏は手で思考と表現とを助けようとするかのやうであつた〉と説明している。
1958年（昭和33年）11月から翌年4月まで胆石で入院していた際には、病院から初めて外出したクリスマス・イブの日に古美術店へ行き、〈聖徳太子は日本のキリストではないか、使徒ではないか〉と言い、『聖徳太子立像（南無仏太子像、太子2歳像）』を買って病院に戻り、退院まで枕元に置いて眺めていたという。
中国磁器の汝州の『汝官窯青磁盤』を川端が手に入れた時の次のような挿話がある。この青磁盤は古美術商・繭山龍泉堂の人が月例入札で掘り出し、出品者も業者もそれとは知らずに、色が似ているところから高麗青磁だと思って普通の皿と3枚重ねていたのを安く落札したもので、繭山龍泉堂の人も汝官窯青磁の実物はむろん見たことがなく一応落札しておいたものを、川端がすぐ店で見染て安く買ったという。その後、この皿が本物の『汝官窯青磁盤』で日本には3点しかないものだと確認された。ところが川端はその後、『埴輪 乙女頭部』が欲しくなった際に金がなく、悩んだあげくに『汝官窯青磁盤』と交換してしまった。
浦上玉堂の代表作『東雲篩雪図』は、川端が1950年（昭和25年）に広島・長崎を慰問視察した帰り、京都に立ち寄り手に入れた。それ以前に入手した与謝蕪村・池大雅の合作『十便十宜』と共に、川端入手後に国宝に指定された逸品である。浦上玉堂について川端は、〈私にはすこぶる近代的なさびしさの底に古代の静かさのかよふのが感じられて身にしみる〉として、『凍雲篩雪図』には〈凍りつくやうなさびしさがありさうですけれども、それが日本でいろいろ救はれてゐるところもありさうです〉と語っている。
愛用品の時計には、ウォルサムがあり、「リバーサイド」という懐中時計に自分の姓「川端」との縁を感じていたと言われている。カメラは戦前に購入したコンタックスを愛用し、旅先などで多くのスナップ写真を撮影している。
鎌倉に来てから買い求めた鎌倉彫の赤い机を書斎に置いていた。鎌倉彫の老舗寸松堂の初代佐藤宗岳が大正末期から昭和初期ごろに作ったものとされ、脚部に菊文様が彫られている。この机は鎌倉文学館に所蔵されている。
川端の旧蔵品

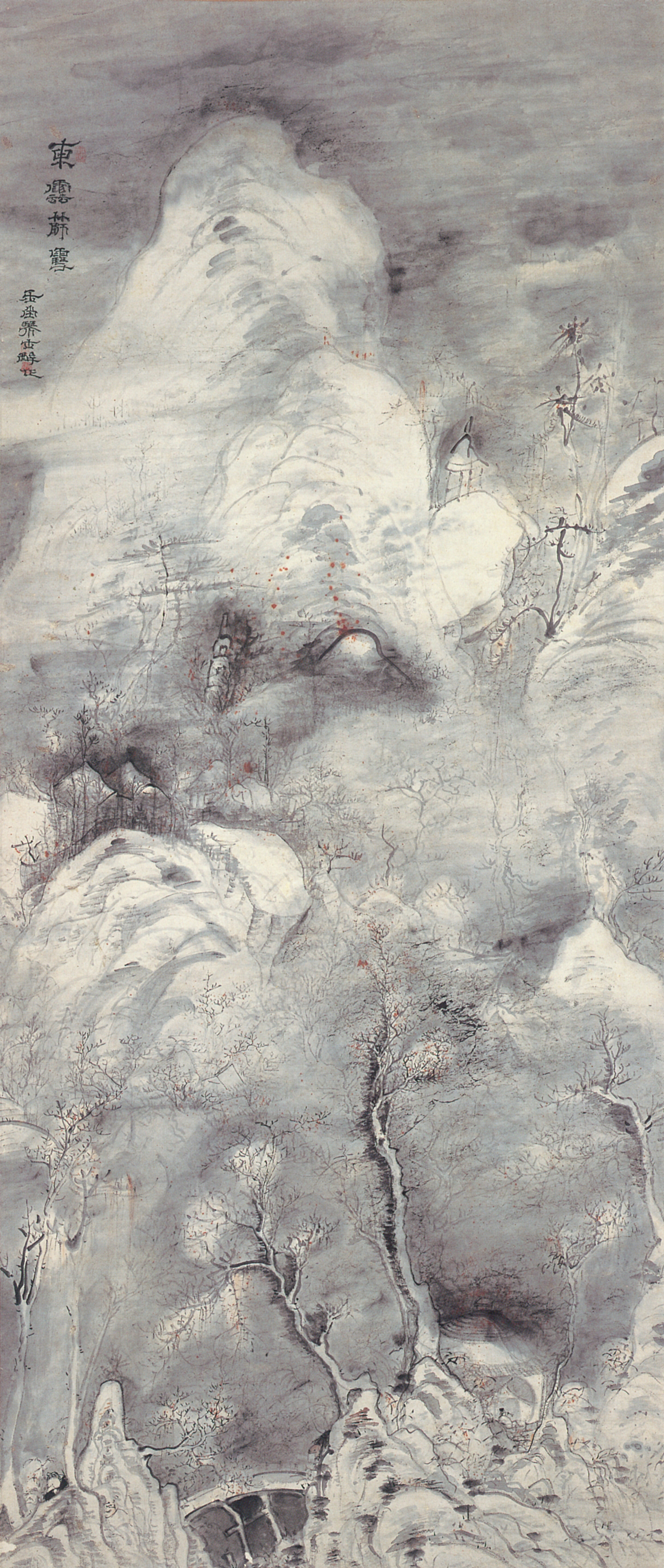
浦上玉堂『凍雲篩雪図』（川端康成記念会蔵、国宝）
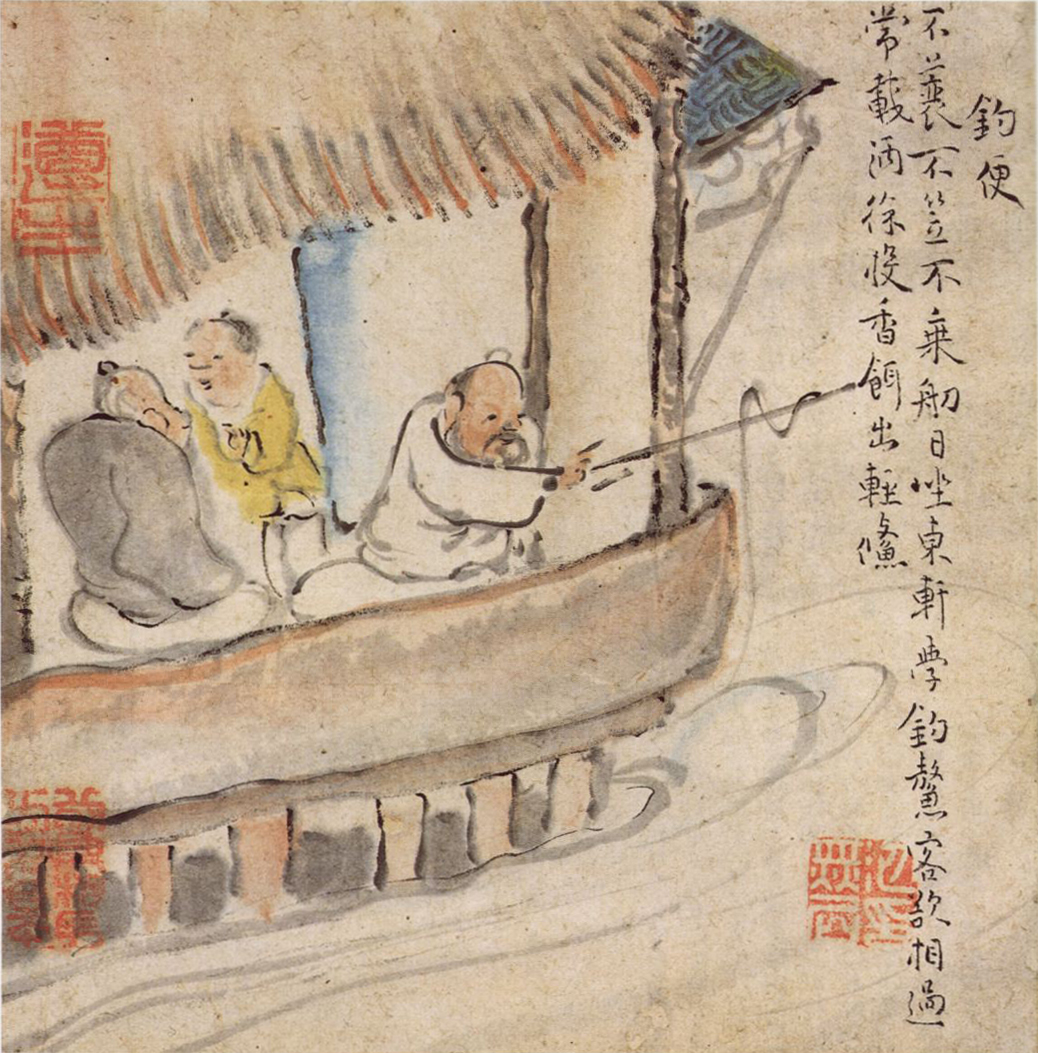
『十便十宜』のうち「釣便」（池大雅筆）（川端康成記念会蔵、国宝）
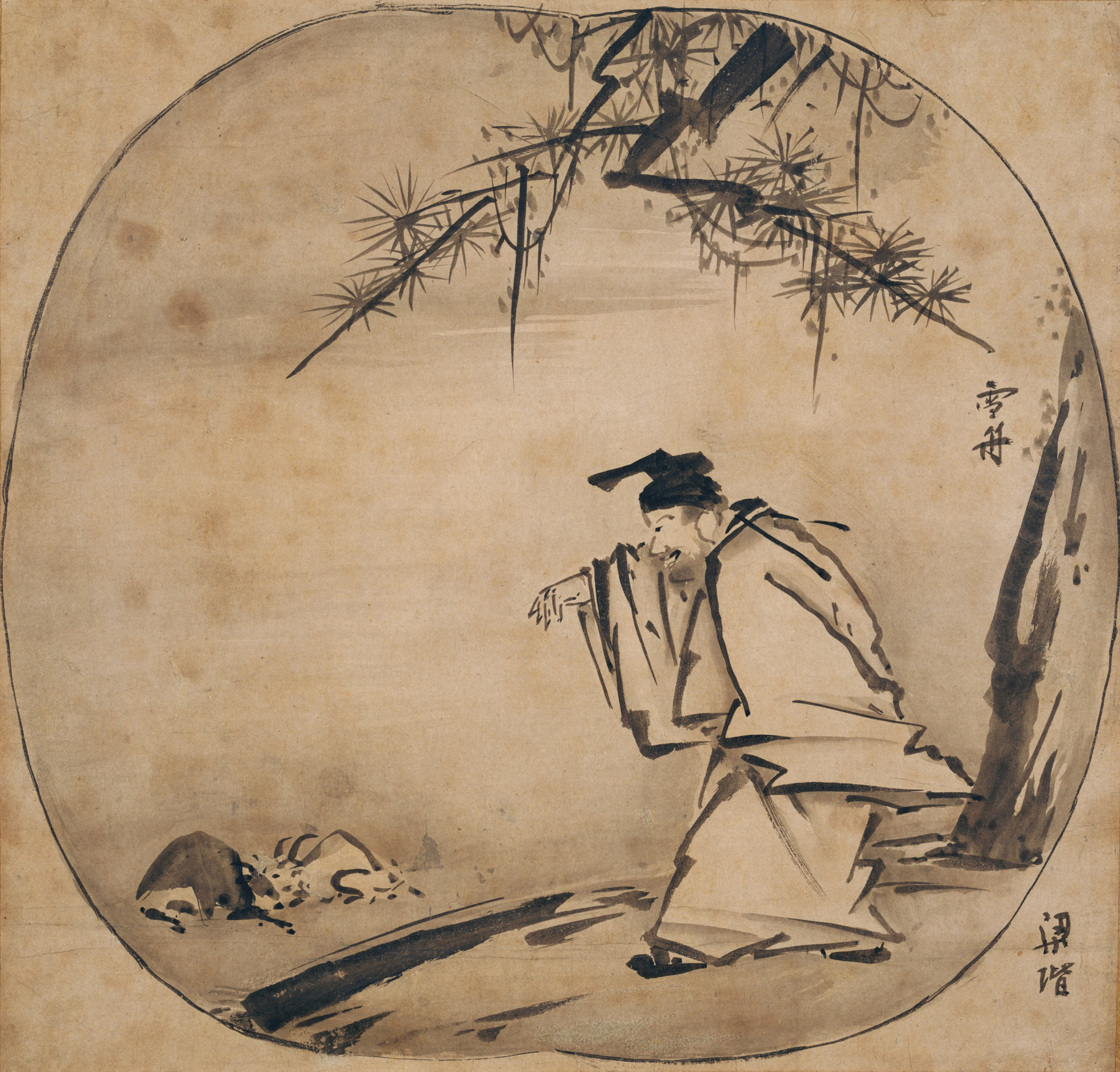
雪舟『黄初平図』京都国立博物館蔵、重要文化財[注釈 45]
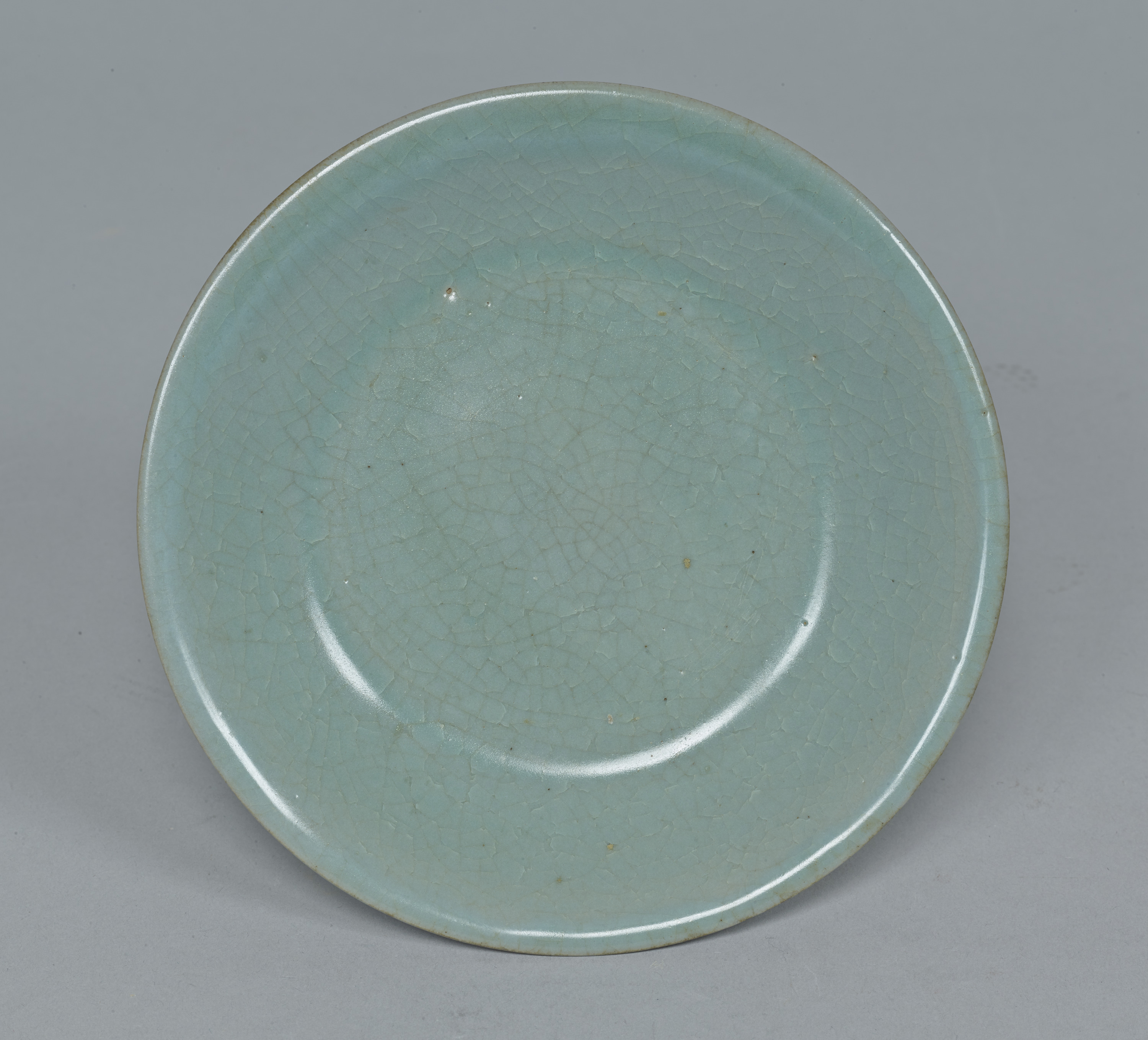
汝官窯青磁盤（東京国立博物館所蔵）
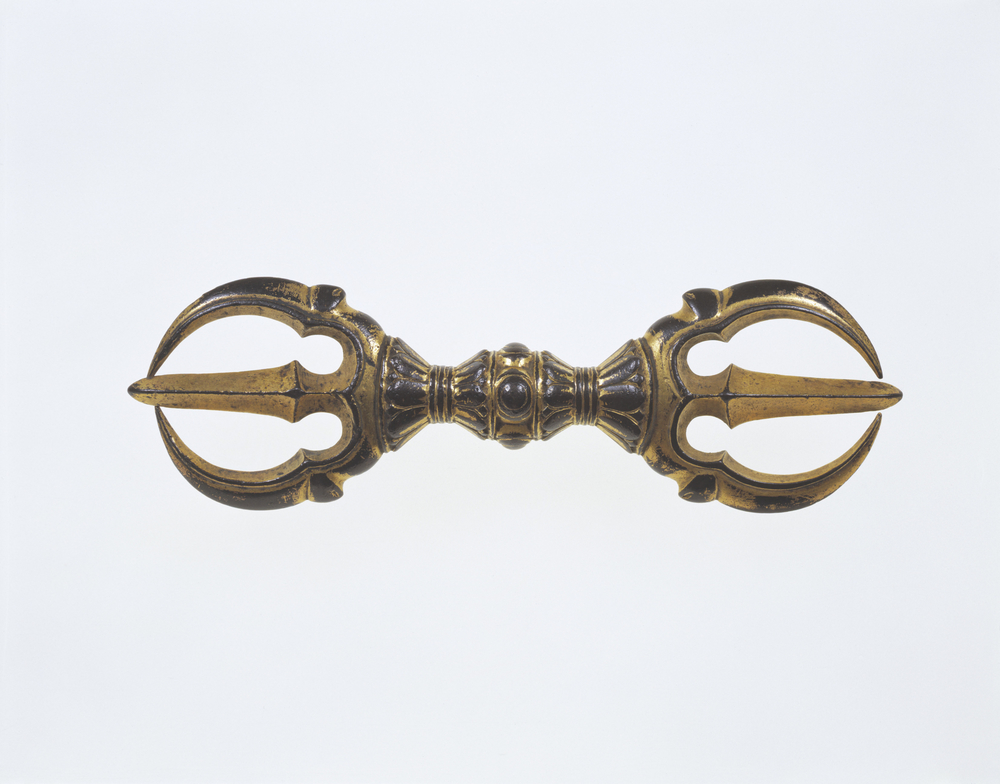
金銅三鈷杵（奈良国立博物館所蔵）

## 死因について
死亡当時、死因は自殺と報じられ、それがほぼ既定となっている。その一方で、遺書がなかったことや、死亡前後の状況から事故死とする見解もある。それぞれの見解の動機や根拠を以下に挙げる。
自殺説
1. 社会の近代化に伴い、日本から滅びてゆく「もののあはれ」の世界に殉じたという文学的見解[8]。
川端は敗戦後に、〈日本古来の悲しみの中に帰つてゆくばかりである〉[218]という決意のもとに作家活動を続け、『美しい日本の私―その序説』では、自身にも脈々と受け継がれている古の日本人の心性を語っており、そういった日本人の心性であった「もののあはれ」の世界が、歴史の必然によって近代的世界にとって代わるのならば、自身もその滅びてゆく世界に殉じるしかないと考えていた[8]。
自殺をする年に発表された随筆『夢 幻の如くなり』には、〈友みなのいのちはすでにほろびたり、われの生くるは火中の蓮華〉の歌もあり、最後には、〈織田信長が歌ひ舞つたやうに、私も出陣の覚悟を新にしなければならぬ〉と結ばれていた[316]。また、この年の1月5日に行われた文藝春秋社の新年会における最後の講演も、「私もまだ、新人でいたい」という言葉で締めくくられていた[4][403]。
遺書はないが、生前に、〈マリリン・モンローの遺書がないというのは、無言の死は無言の言葉だと考えますね〉と語っていた[404]。
2. 交遊の深かった三島由紀夫の割腹自殺（三島事件）に大きな衝撃を受けたという見解[405][406][407]。
川端は葬儀委員長でもあった。川端は、〈三島君の死から私は横光君が思ひ出されてならない。二人の天才作家の悲劇や思想が似てゐるとするのではない。横光君が私と同年の無二の師友であり、三島君が私とは年少の無二の師友だつたからである。私はこの二人の後にまた生きた師友にめぐりあへるであらうか〉と述べていた[240]。
三島死後に林房雄が書いた追悼本『悲しみの琴』に寄せた序文に、〈冬の雪の日、雨の日、曇りの日、私は湘南の海を見る。まつたくひとりの部屋で、「悲しみの琴」を読みつづけ、自分の言葉はないのである〉と、逗子マリーナのマンションの部屋でそれを綴っていたことが示されている[408]。
三島の死にようが川端の心に衝撃を与えたことは、三島の才能を発掘し評価した川端の心事であった[406]。両者は、「巨視的には戦後を否定する底辺の精神構造」で繋がっており、「夭折の美学」に惹かれる心は、川端の裡にも生き残っていたため、川端もまた、谷崎潤一郎や志賀直哉のような「作家の定年を享受すること」の途をあえて選ばなかった[406]。
3. 老醜への恐怖。
寝たきりで下の始末も自らできずに死んでいった祖父・三八郎を世話していた15歳の時の記憶が、老醜への具体的な恐怖となっていた（祖父の看病のことは短編『十六歳の日記』で描かれている）[409]。
4. 川端が好きだった家事手伝い兼運転手の女性（仮名・鹿沢縫子）が辞めることを告げられ、もっといてほしいと懇願したが、彼女が長野県南安曇郡穂高町（現・安曇野市）に帰ることになったからという、臼井吉見の小説『事故のてんまつ』（筑摩書房、1977年）からの見解[410][411]。鹿沢縫子は、伊藤初代同様に父母との縁が薄く、実父の死後、義母が再婚し、信州（長野県）の植木屋が養父となっていた娘で、川端が自宅のお手伝いとして引き取っていた女性である[307]。一説（小谷野敦）によると、川端は縫子に強く惹かれていたという[412]。
この『事故のてんまつ』は、遺族より名誉毀損で提訴を受け、和解の際の条件により絶版となった。研究本的な観点からも、事実と全く異なる的外れの情報（川端や縫子、伊藤初代が部落出身者だという虚偽）や、その女性本人から直接に取材し聞き取っていない不備などを川端研究者からも指摘されている[307]。また、部落解放同盟長野県連合会からも差別を助長する本として糾弾を受けた[413]。なお、この鹿沢縫子本人に、2012年（平成24年）時点で接触を試みた森本穫によると、縫子は面談取材を一切断わり、『事故のてんまつ』については、「その小説の中の女性と自分とは無関係である」とし、「ただ一ついえることは、私に川端先生が執着したかどうか、わからない、ということです」と夫を通じて伝えている[307]。ただし、縫子が川端の死の直後、養父に「先生の自殺の原因はわたしにあるように思う」と打ち明けたことに関しては、総合的な観点から事実であろうと森本は検証している[307]。
5. ノーベル文学賞受賞後に、小説の創作が思うようにならずに止まってしまったことなど、賞受賞による多忙や重荷による理由。川端は受賞後に〈この受賞は大変名誉なことですが、作家にとっては名誉などというものは、かえって重荷になり、邪魔にさえなって、いしゅくしてしまうんではないかと思っています〉と述べていた[414]。連載していた『たんぽぽ』も、受賞決定の10月から途絶えてしまい、未完となった[414]。
6. 盲腸炎の手術をしたなど体調が思わしくなかったことと、立野信之、志賀直哉、親しかった従兄・秋岡義愛の死が立て続けにあり、身も心も揺さぶられて気がめいってしまい、一瞬の魔がさしてしまったという理由[321]。

事故死説
1. 以前より睡眠薬を常用していた。死亡時に睡眠薬（ハイミナール）中毒の症状があったとされる[19]。
2. 川端が日本ペンクラブ会長時に信頼を寄せた副会長だった芹沢光治良は、追悼記『川端康成の死』で、自殺ではなかったとする説を述べている[415]。川端は、同年秋に開催の日本文化研究国際会議（日本ペンクラブ主催）の準備でも責任者として多忙であった。

## 家系・親族
各参考文献の家系図、年譜、経歴内の情報に拠る。

### 祖先
鎌倉幕府第2代執権・北条義時（鎌倉幕府初代将軍・源頼朝の正室・北条政子の弟）、第3代執権・北条泰時の子孫で、泰時の孫（泰時の九男の子）・川端舎人助道政が川端家初代で康成は31代目に当たる700年続く家系である。

### 親族
祖父・川端三八郎（庄屋、戸長、易学研究）
天保12年（1841年）4月10日生 – 1914年（大正3年）5月25日没
吉川定右衛門（？–1849年没）とマサの次男として出生。兄は直蔵（？–1873年没）。異母妹はシュウ（？–1915年没）。祖父は吉川源右衛門。
吉川家は、現在の大阪府茨木市西河原の地にあった旧家。代々二千石の造り酒屋で自分の田で収穫した酒米で醸造。
祖母・峯は川端家出身で、川端家27代目・川端三右衛門幾康（1785年生-1861年没）の姉。幾康の長男で川端家28代目・時次郎（1817年生-1840年没）が天保11年（1840年）7月13日に24歳で死去したため、峯の幼い孫・吉川三八郎が川端家に養子に貰われ、幾康の長男として入籍し、文久元年（1860年）1月11日に川端家を相続。ちなみに幾康と峯の弟・川端玄了は、黒田家のかもと結婚し、2代目・黒田善右衛門となる。
川端家の原籍地は、大阪府三島郡豊川村大字宿久庄小字東村11番屋敷（現・大阪府茨木市宿久庄1丁目11-25）。檀那寺の極楽寺は、もとは如意寺の一坊舎だった。
三八郎は、嘉永7年（1854年）頃に見習庄屋となり、安政6年（1859年）に庄屋となる。明治になってからは戸長を務めるが、茶の栽培や寒天製造などの事業に失敗して、田や山を二束三文で売る。易学に凝り、家相論「講宅安危論」を出版しようとしたが叶わず。漢方薬研究もし、「東村山龍堂」という屋号で内務省から許可を得た数種類の漢方薬を販売しようとしたが、薬包紙を印刷したまでで立ち消えとなる。雑記「要話雑論集」もある。
檀那寺（極楽寺）の住職・服部峯雲和尚から和歌を学び、「萬邦」と号していた。随想集「要話雑論集」の原稿や、「石堂」と号して描いた画手本を遺している。
三八郎は、黒田孝（1837年生-1860年没）と結婚し、長男・恒太郎を儲けるが、まもなく孝が次の出産時に嬰児と共に死去したため、孝の妹・カネを後妻とする。カネとの間に4人の子（栄吉、富三郎、ほか）を儲ける。1871年（明治4年）生れの富三郎は1878年（明治11年）に夭折（7歳没）。
祖母・カネ
天保10年（1839年）10月10日生 – 1906年（明治39年）9月9日没
旧姓は黒田。2代目・黒田善右衛門（玄了）（1784年生-1852年没）とかもの次女。4人姉弟（孝、カネ、民三郎、トミ）の2人目。弟・民三郎は3代目・黒田善右衛門。妹・トミは上村家に嫁ぐ。
黒田家は、大阪府西成郡豊里村大字3番（現・大阪市東淀川区豊里6丁目-2-25）の資産家。「黒善」（黒田善右衛門の二字から）と呼ばれ、広壮な家を構える大地主。現在地は関西電力の寮がある。
カネの母・かもは黒田家出身で、父・玄了は川端三平の次男で、黒田家に婿養子となった人物。玄了と川端三右衛門幾康（三八郎の養父）の弟。
カネは、姉・孝の死去により、川端三八郎の後妻となる。最初の子は生後すぐ亡くなり、第二子の女児は6歳で夭折。第三子が栄吉で、第四子の富三郎は7歳で夭折。
父・川端栄吉（医師）
1869年（明治2年）1月13日生 – 1901年（明治34年）1月17日没
川端三八郎とカネの次男（異母兄・恒太郎が長男）。別名は「良仁」。
東京市本郷区湯島の医学校・済生学舎（現・日本医科大学の前身）を卒業。1891年（明治24年）5月に医術開業試験に合格し、開業医の資格を得る。
大阪府東成郡天王寺村桃山（現・大阪市天王寺区筆ヶ崎）の桃山避病院の勤務医となり、のちに難波北詰（現・北区若松町）の高橋医院の副院長の経歴あり。肺を病んでおり虚弱であった。日本橋区西河岸町の西宮淳園塾にいたとされ、浪華の儒家寺西易堂に学び、漢詩、文人画を習った。「谷堂」を号した。
兵役免除の特典（長男は免除される）を利用するため一時、名目上の養子で宮本姓としていたが、1894年（明治27年）に異母兄・恒太郎の死去により、恒太郎の妻であった黒田ゲンと事実上の夫婦となり長女・芳子を儲けたため、1896年（明治29年）6月5日に川端姓に戻った。黒田ゲンは黒田分家を廃家とし、1898年（明治31年）7月9日に川端栄吉とゲンは結婚入籍。その後、長男・康成を儲ける。
栄吉は、1897年（明治30年）9月1日に、大阪市西区北堀江下通6丁目第30、31番屋敷に医院を開業。翌1898年（明治31年）5月に東区安土町2丁目97番屋敷（現・中央区安土町）に転移。同年9月に北区此花町1丁目79番屋敷（現・大阪市北区天神橋）に転移。その後、西成郡豊里村大字天王寺庄182番地（現・東淀川区大道町）に転移し、その地で肺病（結核）のため死去（32歳没）。戒名は「智光院礼誉義岳良仁禅定門」。
母・ゲン
元治元年（1864年）7月27日生 – 1902年（明治35年）1月10日没
黒田家出身。3代目・黒田善右衛門（民三郎）（1841年-1880年）とエンの長女。5人兄妹（秀太郎、ゲン、タニ、ノブ、アイ）の2番目。川端カネとは、伯母と姪の関係となる。
1887年（明治20年）に分家し、1889年（明治22年）10月に川端恒太郎（川端家の長男）と結婚するが、恒太郎の死去により、その異母弟・川端栄吉と再婚。一男一女（芳子、康成）をもうける。その後、夫・栄吉と同じ結核で死去（37歳没）。
姉・芳子
1895年（明治28年）8月17日生 – 1909年（明治42年）7月21日没
川端栄吉とゲンの長女。両親の死後、母親のすぐ下の妹・タニの婚家・秋岡家に預けられ、弟・康成と離ればなれとなる。タニによると、素直でおとなしく、控え目な性格であったとされる。1909年（明治42年）7月16日に高等小学校の下校後、熱病にかかり、5日後に心臓麻痺のため13歳で夭折。
伯父：恒太郎（村長）
安政5年（1858年）7月5日生 – 1894年（明治27年）4月14日没
川端三八郎と孝の長男。栄吉の腹違いの兄。生後間もなく実母・孝が死去し、叔母のカネが継母となる。改名前の名は「常太郎」。
1885年（明治18年）5月、27歳の時に、『清国道中里程図誌』という書物を二酉楼から発刊した。
家督を異母弟・栄吉に譲り、黒田ゲンと1889年（明治22年）10月10日に結婚。黒田家に入夫。西成郡豊里村3番の村長となる。ゲンとの間に子供のないまま35歳で死去。
伯父・黒田秀太郎
文久2年（1862年）3月4日生 – 1918年（大正7年）4月没
ゲンの兄。3代目・黒田善右衛門（民三郎）とエンの長男。5人兄妹（秀太郎、ゲン、タニ、ノブ、アイ）の1番目。
前妻との間に、長男・忠義を儲ける。忠義は松本家の養子となり、茶舗松本軒の主人となる。後妻・コト（旧姓・若林）との間には、二男四女（ハナエ、タマ、秀孝、伝治、シズ子、テイ）を儲ける。次男・伝治（1901年生）は、梶井基次郎と中学の同級生で、その後、大阪高商へ首席で入学。
複数の女性（妾）との間の庶子（婚外子）には、ソノ、マス蔵、豊蔵、アイ、定二郎がいた。
従兄・黒田秀孝
1896年（明治29年）11月 – 1969年（昭和44年）6月28日没
黒田秀太郎とコトの長男。6人姉弟（ハナエ、タマ、秀孝、伝治、シズ子、テイ）の3番目。ゲンの甥。
1920年（大正9年）1月16日に権野富江（1896年生-1983年没）と結婚し、三女（和子、昭子、政子）を儲ける。妻・富江は、勝雅の妹。勝雅は小寺家の養子となる。
秀孝は、酒は全く飲めなかったが食道楽着道楽で、毎晩のように人力車で大阪の北新地に遊びに行っては帰る遊び人。よその女に産ませた男児・鬼追明夫もいる。鬼追明夫は、のち大阪市立大学を卒業し、弁護士となって日弁連会長、整理回収機構社長を務める。
秀孝の遊蕩や投機の失敗で「黒善」は没落。1925年（大正14年）に家屋敷を手放し、西成区田畑通2丁目11番地へ転居。
富江と1935年（昭和10年）頃に別居し、三女・政子は富江が連れていった。1939年（昭和14年）に富江と離婚後、秀孝は1945年（昭和20年）に再婚する。再婚相手のスミ子は阿倍野区阪南町2丁目でアパート常盤荘を営む。
従姉・本川タマ
1892年（明治25年）1月5日 – 1914年（大正3年）9月25日没
黒田秀孝の2番目の姉。通称は「玉子」。琴が上手で、行く先でよく琴歌を所望され、近所の人たちから「三番小町」と言われるほどの美人だった。
1913年（大正2年）1月13日に、兵庫県姫路市小利木町出身の久留米師団騎兵中尉・本川治郎に嫁ぎ、久留米市に居住。本川治郎は、康成の習作『H中尉に』に描かれた人物。タマが姫路の本川の本家に来ると、その美貌を見るため、近隣の人々が黒山をなして集まったと言われている。タマは夫の出征中に、胎児（2人目の子）と共に22歳で死亡。康成はその死を悼み、『白骨を迎ふ』『弔詩』を書いた。
康成は幼い頃、女学生だったタマに手を引かれて、その白い〈おとがひ〉を下から見上げた記憶や、一緒に住吉に詣で反橋を見たことを自伝的小説に書いており、タマのイメージは、他の作品（『花のある写真』『反橋』『住吉』『山の音』など）にも生かされている。
叔母・秋岡タニ
慶応3年（1867年）生 – 1925年（大正14年）1月5日没
ゲンの妹。3代目・黒田善右衛門（民三郎）とエンの次女。5人兄妹（秀太郎、ゲン、タニ、ノブ、アイ）の3番目。
秋岡義一（1863年生-1925年3月31日没）に嫁ぎ、二男一女（義雄、義愛、俊子）を儲ける。秋岡家は大阪府東成郡鯰江村大字蒲生35番屋敷（現・大阪市城東区蒲生）にある素封家。長男の義雄は早世。義一には庶子（貞子、良子）もあった。
秋岡義一は、1888年（明治21年）に、私立天王寺養蚕伝習所を設立し、翌年1889年（明治22年）、27歳で鯰江村会議員から村長となり、1891年（明治24年）に東成郡選出の大阪府議会議員、1894年（明治27年）に衆議院議員に当選。その後1912年（大正元年）に京阪電鉄監査役、1914年（大正3年）に議員を終えて、1919年（大正8年）に大阪送電株式会社監査役、1922年（大正11年）に北大阪電鉄取締役社長となる。
従兄・秋岡義愛
1890年（明治23年）生 – 1972年（昭和47年）2月25日没
秋岡義一とタニの次男。芝中学、慶應義塾大学部理財科卒業。作家・南部修太郎と友人だったため、康成に南部を文通相手として紹介する。
原田元治郎（実業家）の娘・原田綾子と結婚し、原田綿織機に勤務。二男二女（義彦、達子、義之、瑛子）を儲ける。次男・義之（毎日新聞記者）は、康成のノーベル文学賞授賞式に同行した。康成は当初、次女・瑛子を養女に貰いたいと考えていた。
従姉・秋岡俊子
1894年（明治27年）生 – 没年不詳
秋岡義一とタニの長女。義愛の妹。三輪田高等女学校を卒業。康成の紹介で、西川義方と再婚。
伯母・田中ソノ
安政5年（1858年） – 1942年（昭和17年）10月24日没
ゲンの異母姉。川端家の養女となり、川端家から、大阪府豊能郡熊野田村（現・豊中市熊野）の田中九兵衛に嫁いだ。九兵衛との間に、九一郎、岩太郎らを儲ける。1892年（明治25年）に九兵衛が死去し、未亡人となる。長男・九一郎が相場で失敗し、家を潰したために故郷を追われ、東京の次男・岩太郎と同居する。
康成の祖母・カネの死後しばらく、康成と三八郎の面倒を見ていた。康成は、この伯母を慕っており、『父の名』（1943年）で描いている。
従兄・田中岩太郎（歯科医）
生年月日没年不詳
田中ソノの次男。上京し、東京府浅草区浅草森田町11番地（現・台東区浅草蔵前）で歯科医を開業。母が未亡人となったため、母を自宅に呼び同居。この家に康成は居候しながら受験勉強し、第一高等学校へ入学。
岩太郎は、康成と同年齢の女性・政子（実家は横浜）と結婚し、1918年（大正7年）末頃に長男・洋太郎をもうける。
叔母・小寺ノブ
生年月日没年不詳
ゲンの妹。3代目・黒田善右衛門（民三郎）とエンの三女。5人兄妹（秀太郎、ゲン、タニ、ノブ、アイ）の4番目。
小寺秀松と結婚するが、子供のないまま間もなく死去。小寺秀松は後妻・志津を迎えるが子供が生れず、権野家から勝雅を養子にもらう。権野勝雅の妹は富江。富江は黒田秀孝と結婚。
叔父・山田豊蔵（金箔師）
1876年（明治9年）1月3日生 – 1951年（昭和26年）没
ゲン、ソノの異母弟。1890年（明治23年）1月18日に、大阪市東区南本町の金箔師・山田甚助の養子となり、五世山田甚助となる。その後、1902年（明治35年）7月1日に山田家から協議離縁するが、1916年（大正5年）に再び、山田家と養子縁組する。
浅草北清島町37に居住。風変りな叔父として、『父の名』（1943年）、『大黒像と駕籠』（1926年）で描かれている。歌沢に凝り、「山田金箔児」の名でレコードを出していた頃は、熱海市天神町に居住。長男・豊明（1919年生-1945年没）は、フィリピンで戦死。
分家・川端松太郎
元治元年（1864年）9月17日生 – 1920年（大正9年）5月9日没
3人兄妹の長男。妹・シヨと弟・末次郎がいる。子はキヌエ。何代か前の人物が川端家からの養子であるため、川端姓となる。川端本家と道を隔てた隣の家に居住。
川端栄吉とゲンの葬儀の際に、押えの焼香をした人物。康成が茨木中学校（現・大阪府立茨木高等学校）入学の際の身許保証人。
死後は、娘の川端キヌエ（婿・義一と結婚）が川端本家の墓を管理。キヌエは義一との間に、誠治をもうける。
分家・川端岩次郎
1874年（明治7年）6月11日生 – 1954年（昭和29年）11月3日没
川端松太郎の妹・シヨの婿。シヨとの間に二男（国夫と種次郎）を儲ける。
三八郎の死後に、川端本家の家屋敷を買う。たった1人残された本家跡継ぎの康成が、黒田家と秋岡家からの仕送りの他、緊急の金（『新思潮』刊行や、伊藤初代関連の岐阜や岩手への旅費）が必要時に援助。
次男・種次郎の嫁・富枝は、康成に関する資料や書簡、川端家の家系を記した私家版を出版。
妻・川端秀子（戸籍名：ヒテ）
1907年（明治40年）2月8日生 – 2002年（平成14年）9月7日没
青森県三戸郡八戸町十六日町19-2（現・八戸市）の出身。旧姓は松林。松林慶蔵（1875年-1924年）の次女。5人兄妹（桂二、長女、秀子、君子、喜八郎）の3番目。八戸高等女学校卒業。
父・松林慶蔵は当初は鶏卵の商いをしていたが、子供が成長した後は消防団の小頭の仕事を務め、1924年（大正13年）5月16日に、隣町の火事の消防の際に死去。50歳で殉職。
父の死後、秀子は東京府豊多摩郡千駄ヶ谷大字原宿の並木炭店に務める兄・桂二を頼りに上京し、お手伝いとして奉公先で働いていたが、なかなか約束通りに夜学に通わせてもらえず、文藝春秋の社員募集に応募したところ、そこの面接社員の口ききにより、菅忠雄（『オール讀物』編集長）の家で働くことになる。康成の同人でもある菅忠雄はその頃、最初の妻と原宿に住んでいたが、その後に新宿区市ヶ谷左内町26へ転居。1925年（大正14年）5月に、そこで川端と秀子は出会う。
養女・川端政子（通称：麻紗子）
1932年（昭和7年）2月23日生 –
黒田秀孝と富江の三女。現・大阪市住吉区旭町1丁目で生まれた。姉は和子、昭子。母・富江の旧姓は権野。権野家は代々、代官を務めた家。
1935年（昭和10年）頃から、母・富江は3歳の政子を連れて別居し、その後に離婚。富江は心臓弁膜症で病弱であったため、1938年（昭和13年）頃、川端康成に政子を養女に出す希望を打診。
1943年（昭和18年）5月3日に、康成と秀子の養女となり、同年に藤沢市の片瀬乃木国民学校の5年に編入。学制改革に伴い、校名が湘南白百合学園と改められ、その高等女学校に進学し、1951年（昭和26年）3月に湘南白百合学園高等学校を卒業。その後は、茶道、ピアノなどの習い事をし、日本舞踊は吾妻徳穂を師とした。
川端の担当医師・栗原雅直の紹介で、1967年（昭和42年）7月25日に山本香男里と結婚し入籍。川端家を継ぎ、一男一女（あかり、明成）をもうける。
婿・川端香男里（ロシア文学者、名誉教授）
1933年（昭和8年）12月24日生 –2021年（令和3年）2月3日没
旧姓は山本。英文学者・山本政喜（柾不二夫）の三男。5人兄弟（阿母里、ひかり、思外里、香男里、みどり）の4番目。妹は若桑みどり。
東京大学教養学部教養学科フランス文科を卒業し、同大学院人文科学研究科比較文学比較文化専攻進学。1960年よりパリ大学に留学。1963年に北海道大学文学部講師、1965年よりカレル大学、モスクワ大学に留学。
1967年（昭和42年）7月に川端政子と結婚し婿養子となる。川端康成記念会理事長を務める。
孫・あかり
1969年（昭和44年）1月29日生 –
政子と香男里の間に生まれた長女。
孫・明成
1971年（昭和46年）10月9日生 –
政子と香男里の間に生まれた長男。

## 略年譜
| 1899年（明治32年） 0000000000000000 | 6月14日、大阪府大阪市北区此花町1丁目79番屋敷（現・大阪市北区天神橋1丁目16-12）で、開業医の父・栄吉と母・ゲンの長男として生まれる。その後、自宅が大阪府西成郡豊里村大字天王寺庄182番地（現・大阪市東淀川区大道南）に転居。 |
| 1901年（明治34年）                  | 1 - 2歳。1月に父・栄吉が肺病（結核）で死去（32歳没）。母・ゲンの実家・西成郡豊里村大字3番（現・東淀川区豊里6丁目2-25）に移る。 |
| 1902年（明治35年）                  | 2 - 3歳。1月に母・ゲンが結核で死去（37歳没）。祖父・三八郎と祖母・カネに連れられ、原籍地の大阪府三島郡豊川村大字宿久庄小字東村11番屋敷（現・大阪府茨木市宿久庄1丁目11-25）に移る。姉・芳子は母の妹・タニの婚家の秋岡家の大阪府東成郡鯰江村大字蒲生35番屋敷（現・大阪市城東区蒲生）に預けられる。 |
| 1906年（明治39年）                  | 6 - 7歳。4月に豊川尋常高等小学校（現・茨木市立豊川小学校）に入学。9月に祖母・カネが死去（66歳没）。 |
| 1909年（明治42年）                  | 9 - 10歳。7月に姉・芳子が死去（13歳没）。 |
| 1912年（明治45年・大正元年）        | 12 - 13歳。3月に尋常小学校を卒業。4月に旧制茨木中学校（現大阪府立茨木高等学校）に首席で入学。 |
| 1913年（大正02年）                  | 13 - 14歳。小説家を志し、文芸雑誌を読みあさる。詩、短歌、俳句、作文などを試作。亡き父の号を付け『第一谷堂集』『第二谷堂集』を編む。 |
| 1914年（大正03年）                  | 14 - 15歳。5月に祖父・三八郎が死去（73歳没）。孤児となり、8月に豊里村の母の実家（伯父・黒田秀太郎）に引き取られる。祖父の病床記録を綴った日記は、のちの『十六歳の日記』となる。 |
| 1915年（大正04年）                  | 15 - 16歳。3学期の3月から茨木中学校の寄宿舎に入る。雑誌『文章世界』などに作品投稿を試みる。 |
| 1916年（大正05年）                  | 16 - 17歳。4月に寄宿舎の室長となる。下級生の室員・小笠原義人に同性愛的な愛情を持つ。地元新聞『京阪新報』に短歌や短編などを載せてもらう。秋に原籍地の宿久庄の家屋敷が分家筋の川端岩次郎に売却される。 |
| 1917年（大正06年）                  | 17 - 18歳。3月、茨木中学校を卒業。浅草区浅草森田町11番地（現・台東区浅草蔵前）に住む従兄・田中岩太郎を頼りに上京し予備校に通う。9月に旧制第一高等学校文科第一部乙類（英文科）に入学し、寮生活に入る。同級の石濱金作、鈴木彦次郎、酒井真人、三明永無らと知り合う。 |
| 1918年（大正07年）                  | 18 - 19歳。10月末に伊豆を一人旅する。時田かほる（踊子の兄）、岡田文太夫が率いる旅芸人の一行と道連れとなり、14歳の踊子・加藤たみの無垢な好意に癒される。 |
| 1919年（大正08年）                  | 19 - 20歳。今東光と知り合う。6月に校内雑誌に処女作『ちよ』を発表。本郷区本郷元町2丁目の壱岐坂（現・文京区本郷3丁目）のカフェ・エランで、女給の13歳の少女・伊藤初代と知り合う。 |
| 1920年（大正09年）                  | 20 - 21歳。7月に第一高等学校を卒業。9月に東京帝国大学文学部英文学科に入学。石濱金作、鈴木彦次郎、今東光らと同人誌の発行を計画し、菊池寛の承諾を得る。 |
| 1921年（大正10年）                  | 21 - 22歳。2月に同人誌、第6次『新思潮』発刊。4月に『招魂祭一景』を発表。10月に15歳の伊藤初代と婚約するが、すぐに破談する。菊池寛を介し、芥川龍之介、久米正雄、横光利一と知り合う。 |
| 1922年（大正11年）                  | 22 - 23歳。6月に国文学科に転科。夏に伊豆湯ヶ島で、107枚の草稿『湯ヶ島での思ひ出』を執筆し、伊豆の踊子や小笠原義人の思い出を綴る。 |
| 1923年（大正12年）                  | 23 - 24歳。1月に菊池寛が創刊した『文藝春秋』の同人に加入。9月に本郷区駒込千駄木町（現・文京区千駄木1-22）の下宿で関東大震災に遭う。今東光と一緒に芥川龍之介を見舞い、3人で被災の跡を歩く。この年、犬養健と知り合う。 |
| 1924年（大正13年）                  | 24 - 25歳。3月に東京帝国大学国文科を卒業。10月に横光利一、中河与一らと同人誌『文藝時代』を創刊。この同人誌に集まった作家は新感覚派と呼ばれた。 |
| 1925年（大正14年）                  | 25 - 26歳。8月-9月に『十六歳の日記』を発表。母の実家の従兄・黒田秀孝が投機の失敗で家屋敷を手放す。1年の大半を伊豆の湯ヶ島本館で過ごす。 |
| 1926年（大正15年・昭和元年）        | 26 - 27歳。1月-2月に『伊豆の踊子』を発表。4月に新宿区市ヶ谷左内町26の菅忠雄（雑誌『オール讀物』の編集長）の留守宅に移り、住み込みの手伝いの松林秀子と実質的な結婚生活に入る。衣笠貞之助、横光利一、片岡鉄兵らと「新感覚派映画聯盟」を結成し、映画『狂つた一頁』のシナリオを書き映画上映する。掌の小説を収録した処女作品集『感情装飾』を6月に刊行。 |
| 1927年（昭和02年）                  | 27 - 28歳。前年大晦日に湯ヶ島に転地療養に来た梶井基次郎を湯川屋に紹介する。4月から東京府豊多摩郡杉並町馬橋226（現・杉並区高円寺南3丁目-17）に秀子と移住。5月に『文藝時代』が終刊。8月から初の長編新聞小説『海の火祭』を連載発表。12月に熱海小沢の鳥尾子爵（鳥尾小弥太）の別荘を借りて翌春5月まで居住。 |
| 1928年（昭和03年）                  | 28 - 29歳。家賃滞納で熱海を追われ、尾崎士郎に誘われて5月に荏原郡入新井町大字新井宿字子母澤（のち大森区。現・大田区西馬込3丁目）に移り、その後すぐ同郡馬込町小宿389の臼田坂近辺（現・南馬込3丁目33）に転居。馬込文士村での交友を深める。 |
| 1929年（昭和04年）                  | 29 - 30歳。4月に『近代生活』の同人に加入。9月に下谷区上野桜木町44番地（現・台東区上野桜木2丁目20）に転居。一高時代以来、再び浅草に親しむ。10月に堀辰雄らが創刊した『文學』の同人となる。12月から『浅草紅団』の新聞連載開始。カジノ・フォーリー、浅草ブームを起こす。 |
| 1930年（昭和05年）                  | 30 - 31歳。中村武羅夫、尾崎士郎らの十三人倶楽部に加入。4月に掌の小説集『僕の標本室』を刊行。菊池寛の文化学院文学部長就任に伴い、講師として週一回出講。日大の講師もする。犬や小鳥を多く飼い始める。 |
| 1931年（昭和06年）                  | 31 - 32歳。1月と7月に『水晶幻想』を発表。4月に上野桜木町36番地に転居。10月にカジノ・フォーリーの踊子・梅園龍子を引き抜き、本格的なバレエや英会話を習わせる。画家・古賀春江と知り合う。12月2日に松林秀子との婚姻届を提出。 |
| 1932年（昭和07年）                  | 32 - 33歳。1月から『父母への手紙』を断続的に連載発表。2月に『抒情歌』を発表。3月上旬に桜井初代（伊藤初代）の訪問を受け、約10年ぶりの再会をする。3月に梶井基次郎が死去。 |
| 1933年（昭和08年）                  | 33 - 34歳。7月に『禽獣』を発表。10月に小林秀雄、宇野浩二、林房雄らと雑誌『文學界』を創刊。9月に古賀春江が死去。12月に随筆『末期の眼』を発表。 |
| 1934年（昭和09年）                  | 34 - 35歳。文芸懇話会の結成に参加し会員となる。5月に随筆『文学的自叙伝』を発表。6月に初めて新潟県の越後湯沢（南魚沼郡湯沢町）に旅する。8月に癩病（ハンセン病）の文学青年・北條民雄から手紙を受け取り文通が始まる。同月に越後湯沢を再訪し、芸者・松栄（本名・小高キク）に会う。 |
| 1935年（昭和10年）                  | 35 - 36歳。1月に芥川賞・直木賞が創設され、芥川賞の銓衡委員となる。同月に「夕景色の鏡」を皮切りに『雪国』の各章の断続的発表が始まる。12月に林房雄の誘いで林の隣家の神奈川県鎌倉郡鎌倉町浄明寺宅間ヶ谷（現・鎌倉市浄明寺2丁目8-15、17、18のいずれか）に転居。 |
| 1936年（昭和11年）                  | 36 - 37歳。2月に北條民雄の『いのちの初夜』を世に紹介し、6月に岡本かの子の『鶴は病みき』を紹介する。8月に明治製菓の招待で、初めて軽井沢を訪れる。12月に『夕映少女』を発表。 |
| 1937年（昭和12年）                  | 37 - 38歳。5月に鎌倉市二階堂325に転居（家主は詩人・蒲原有明）。6月に『雪国』を刊行し、これにより文芸懇話会賞を受賞。賞金で軽井沢1307番地に別荘を購入する。12月に北條民雄が死去。 |
| 1938年（昭和13年）                  | 38 - 39歳。7月-9月に、21世本因坊秀哉名人の引退碁の観戦記を新聞連載。10月に「日本文学振興会」（理事長・菊池寛）の理事となる。 |
| 1939年（昭和14年）                  | 39 - 40歳。小学生の綴方運動に深く関わり、5月に「少年文学懇話会」を結成。藤田圭雄と共に少年少女の作品を選考した『模範綴方全集』が刊行。7月から少女小説『美しい旅』を連載開始。 |
| 1940年（昭和15年）                  | 40 - 41歳。1月に『母の初恋』を発表。熱海滞在中に本因坊秀哉名人の死去に遭遇。5月に、『美しい旅』の取材のため、盲学校や聾唖学校を参観。10月に「日本文学者会」発足の発起人となる。 |
| 1941年（昭和16年）                  | 41 - 42歳。4月に『満州日日新聞』の招きで呉清源らと共に満州に行く。9月にも関東軍の招きで山本実彦、高田保、大宅壮一と共に満州に再び渡航。10月から自費で北京、大連などを旅行中、開戦間近の極秘情報により急遽11月末に日本に帰国。 |
| 1942年（昭和17年）                  | 42 - 43歳。8月に島崎藤村、志賀直哉、武田麟太郎らと共に季刊雑誌『八雲』の同人となる。本因坊秀哉の観戦記と死を元にした『名人』の断続的発表が始まる。10月に「日本文学報国会」作家として、長野県の農家を訪問。12月8日開戦記念日に『英霊の遺文』を発表（翌年、翌々年も）。オスカー・ベンルの独訳『伊豆の踊子』がドイツで出版。 |
| 1943年（昭和18年）                  | 43 - 44歳。3月に、母方の従兄・黒田秀孝の三女・麻紗子（戸籍名は政子）を養女にするため大阪に行き、5月に入籍。5月から『故園』を連載発表。 |
| 1944年（昭和19年）                  | 44 - 45歳。『故園』、『夕日』などで第6回菊池寛賞を受賞。戦時中、隣組長、防火班長を経験する。「日本文学振興会」の制定した「戦記文学賞」の選者に就任。（他の選者は佐藤春夫、火野葦平、丹羽文雄、斎藤瀏など） |
| 1945年（昭和20年）                  | 45 - 46歳。4月に海軍報道班員として、鹿児島県鹿屋航空基地に1か月滞在して特別攻撃隊を取材する。5月に久米正雄、小林秀雄、高見順らと共に、鎌倉在住の文士の蔵書を元に、貸本屋「鎌倉文庫」を開店。8月に島木健作が死去。9月に大同製紙の申し入れで、鎌倉文庫が出版社として設立される。重役の一員として、事務所を構えた東京丸ビル、のちに日本橋白木屋二階に通う。 |
| 1946年（昭和21年）                  | 46 - 47歳。1月に鎌倉文庫の雑誌『人間』を創刊。6月に新人作家・三島由紀夫の短編『煙草』を紹介する。3月に武田麟太郎が死去し、初めて弔辞を読む。7月に『生命の樹』を発表。10月に鎌倉市長谷264番地（現・長谷1丁目12-5）に転居。ここが終生の住いとなる。 |
| 1947年（昭和22年）                  | 47 - 48歳。10月に随筆『哀愁』を発表。この頃から古美術への関心が高まる。日本ペンクラブの再建総会に出席。12月に横光利一が死去。 |
| 1948年（昭和23年）                  | 48 - 49歳。1月に横光利一の弔辞を読む。3月に菊池寛が死去。5月から『少年』を連載発表。5月から『川端康成全集』全16巻の刊行が始まり、「あとがき」（のちに『独影自命』）で半生を振り返る。6月に志賀直哉のあとを継いで、第4代日本ペンクラブ会長に就任。11月に東京裁判を傍聴。12月に完結版『雪国』を刊行。 |
| 1949年（昭和24年）                  | 49 - 50歳。4月に芥川賞が復活し、引き続き委員となる。5月から鎌倉を舞台とした『千羽鶴』、9月から『山の音』の各章の断続的発表が始まる。 |
| 1950年（昭和25年）                  | 50 - 51歳。2月に『天授の子』を発表。4月にペンクラブ会員らと原爆被災地の広島・長崎を慰問視察。ペンクラブ国際大会に初の日本代表を送るため、エジンバラでの大会へ募金のアピールを書く。12月から『舞姫』を連載発表。 |
| 1951年（昭和26年）                  | 51 - 52歳。2月に伊藤初代が死去（44歳没）。5月に『たまゆら』を発表。6月に林芙美子が死去し、葬儀委員長を務める。 |
| 1952年（昭和27年）                  | 52 - 53歳。2月に『千羽鶴』で昭和26年度芸術院賞を受賞。10月に大分県の招待で、九重町の高原を画家・高田力蔵の案内で旅する。 |
| 1953年（昭和28年）                  | 53 - 54歳。5月に堀辰雄が死去し、葬儀委員長を務める。11月に永井荷風、小川未明らと共に芸術院会員に選出される。 |
| 1954年（昭和29年）                  | 54 - 55歳。1月から『みづうみ』、5月から『東京の人』を連載発表。4月に『山の音』で第7回野間文芸賞を受賞。 |
| 1955年（昭和30年）                  | 55 - 56歳。1月から『ある人に生のなかに』を断続的連載発表。 |
| 1956年（昭和31年）                  | 56 - 57歳。英訳『雪国』がアメリカや、独訳『千羽鶴』がドイツで出版。3月から『女であること』を連載発表。 |
| 1957年（昭和32年）                  | 57 - 58歳。3月に国際ペンクラブ執行委員会出席のため松岡洋子と共に渡欧。各国を東京大会出席要請願いに廻る。9月に第29回国際ペンクラブ大会が日本（京都と東京）で開催され、主催国会長として大役をこなす。 |
| 1958年（昭和33年）                  | 58 - 59歳。2月に国際ペンクラブ副会長に選出。3月、東京国際ペンクラブでの尽力により、第6回（1958年）菊池寛賞を受賞。11月に胆嚢炎（胆石）で東大病院に入院。 |
| 1959年（昭和34年）                  | 59 - 60歳。7月にフランクフルトでの第30回国際ペンクラブ大会に出席し、ゲーテ・メダルを贈られる。 |
| 1960年（昭和35年）                  | 60 - 61歳。1月から『眠れる美女』を連載発表。5月にアメリカ国務省の招待で渡米し、7月にサンパウロでの第31回国際ペンクラブ大会に出席。フランス政府から芸術文化勲章（オフィシエ勲章）を贈られる。 |
| 1961年（昭和36年）                  | 61 - 62歳。京都に家を借りて滞在し、1月から『美しさと哀しみと』、10月から『古都』を連載発表。11月に第21回文化勲章を受章。 |
| 1962年（昭和37年）                  | 62 - 63歳。睡眠薬の禁断症状により2月に東大冲中内科に入院。10月に世界平和アピール七人委員会に参加。11月に『眠れる美女』で第16回毎日出版文化賞を受賞。 |
| 1963年（昭和38年）                  | 63 - 64歳。4月に財団法人・日本近代文学館が発足し、監事に就任。近代文学博物館委員長となる。8月から『片腕』を連載発表。 |
| 1964年（昭和39年）                  | 64 - 65歳。2月に尾崎士郎、5月に佐藤春夫が死去。6月にオスロでの第32回国際ペンクラブ大会に出席。同月から『たんぽぽ』の連載開始（未完）。 |
| 1965年（昭和40年）                  | 65 - 66歳。4月からNHKの連続テレビ小説で書き下ろしの『たまゆら』が放映される。8月に高見順が死去し、葬儀委員長を務める。10月に日本ペンクラブ会長を辞任（後任は芹沢光治良）。11月、伊豆湯ヶ島に『伊豆の踊子』の文学碑が建つ。作中のモデルの受験生・後藤孟と再会。 |
| 1966年（昭和41年）                  | 66 - 67歳。1月から3月まで肝臓炎で東大病院中尾内科に入院。4月に日本ペンクラブから胸像を贈られる。 |
| 1967年（昭和42年）                  | 67 - 68歳。2月に三島由紀夫、安部公房、石川淳らと中国文化大革命に反対する声明文を出す。4月に日本近代文学館が開館され名誉顧問に就任。7月に養女・政子が山本香男里と結婚。山本を入り婿に迎える。 |
| 1968年（昭和43年）                  | 68 - 69歳。2月に「非核武装に関する国会議員達への請願」に署名。6月に日本文化会議に参加。6月-7月、参議院選挙に立候補した今東光の選挙事務長を務める。10月にノーベル文学賞受賞が決定し、12月にストックホルムの授賞式に出席し、『美しい日本の私―その序説』と題する記念講演を行なう。同月、郷里の茨木市名誉市民に推される。 |
| 1969年（昭和44年）                  | 69 - 70歳。1月に初孫・あかり（女児）が誕生。4月にアメリカ芸術文化アカデミーの名誉会員に選出。5月にハワイ大学で日本文学の特別講演『美の存在と発見』および『源氏物語』について講義を行ない、名誉文学博士号を贈られる。9月に文化使節としてサンフランシスコで特別講演『日本文学の美』を行なう。6月に従兄・黒田秀孝が死去。同月、鎌倉市名誉市民に推される。10月、茨木中学校（現・大阪府立茨木高等学校）の文学碑「以文会友」の除幕式。11月に伊藤整が死去し、葬儀委員長を務める。 |
| 1970年（昭和45年）                  | 70 - 71歳。3月15日から9月13日までの183日間をかけて開催された日本万国博覧会（Japan World Exposition, Osaka 1970）に赴く。6月に中華民国の台北でのアジア作家会議に出席。続いて京城（韓国のソウル。この時は「京城」大会と呼称）での第38回国際ペンクラブ大会に出席。7月2日に漢陽大学校から名誉文学博士号を贈られ、『以文会友』の記念講演を行なった。11月に三島由紀夫が割腹自決（三島事件）。                                                                                    |
| 1971年（昭和46年）                  | 71 - 72歳。1月に三島由紀夫の葬儀委員長を務める。3月-4月に東京都知事選挙で秦野章の応援に立つ。9月に世界平和アピール七人委員会から日中国交回復の要望書を提出。10月に2番目の孫・明成（男児）が誕生。同月、立野信之の臨終に会い、日本文化研究国際会議（翌年11月開催）の運動準備を託され、年末にかけて募金活動に奔走し健康を害する。11月に最後の小説『隅田川』を発表。同月に日本近代文学館の名誉館長に推される。                                                                |
| 1972年（昭和47年）                  | 2月に従兄・秋岡義愛の葬儀に参列。3月に盲腸炎で入院手術。4月16日の夜、逗子マリーナのマンションの仕事部屋でガス自殺。長さ1.5メートルのガス管を咥え絶命しているところを発見される。72歳で永眠。 |
| 2022年（令和4年）                   | 囲碁界への貢献が評価され、11月11日に、日本棋院の第19回囲碁殿堂入り。 |

## 主要作品

### 作文・短文短歌・習作
※ ①印は自作詩文集「第一谷堂集」内。②印は自作作文集「第二谷堂集」内。
- 箕面山（1911年）②
- 読書（1912年1月）①
- 友人に登山を勧む（1913年夏）②
- 桃山御陵参拝記（1913年）②
- 大正二年と三年（1913年）②
- 雨だれ石を穿つ（1913年）②
- 春夜友を訪ふ（1914年3月3日）②
- 弔詩（1914年9月26日）①
- 白骨を迎ふ（1914年9月30日）①
- 藤村詩集（1914年）①
- 詩人たらむ（1914年9月14日）①
- H中尉に（京阪新報 1916年3月）
- 淡雪の夜（京阪新報 1916年）
- むらさきの茶碗（京阪新報 1916年）
- 京都雑詠、病み上り（京阪新報 1916年）
- 月見草の咲く夕（京阪新報 1916年）
- 雪報（京阪新報 1916年）
- 自由主義の真義（京阪新報 1916年）
- 青葉の窓より（京阪新報 1916年）
- 少女に（京阪新報 1916年）
- 永劫の行者（京阪新報 1916年）
- 師の柩を肩に〈作文時の題は「生徒の肩に柩を載せて」〉（団欒 1916年）
  - 1927年3月に「倉木先生の葬式」と改題し『キング』に再掲載。中学時代のノートに拠った「師の棺を肩に」は1949年6月の『東光少年』で発表。

### 小説・自伝作品
※太字は中編・長編。○印は掌編（掌の小説）。★印は自伝的作品。△印は全集未収録作品。
- ちよ（一高の校友会雑誌 1919年6月）★
- ある婚約（第六次新思潮 1921年2月）
- 招魂祭一景（第六次新思潮 1921年4月）
- 油（第六次新思潮 1921年7月）○★
- 一節（第六次新思潮 1922年3月）
- 湯ヶ島での思ひ出（1922年夏の草稿）★
  - 1918年の伊豆旅行体験ほかの伊豆湯ヶ島にまつわる回想の草稿。「少年」（1948年-1949年）内で引用発表。
- 林金花の憂鬱（文藝春秋 1923年1月）
- 精霊祭（文藝春秋 1923年4月）
- 男と女の荷車（文章倶楽部 1923年4月）○
- 会葬の名人〈のち「葬式の名人」と改題〉（文藝春秋 1923年5月）★
- 南方の火（第六次新思潮 1923年7月）★
  - 改稿同名作が他に3篇あり（1篇は未発表）。
- 日向（文藝春秋 1923年11月）○★
- 篝火（新小説 1924年3月）★
- 空に動く灯（我観 1924年5月）
- 新浦島物語（婦人公論 1924年7月）
- 咲き競ふ花（婦人界 1924年7月-1925年3月）9回連載
- 生命保険（文藝春秋 1924年8月）○
- 弱き器（現代文藝 1924年9月）○
- 火に行く彼女（現代文藝 1924年9月）○
- 鋸と出産（現代文藝 1924年9月）○
- バッタと鈴虫（文章倶楽部 1924年10月）○
- 時計（文壇 1924年10月）○
- 指輪（文壇 1924年10月）○
- 非常（文藝春秋 1924年12月）★
- 髪（文藝時代 1924年12月）○総題「短篇集」
- 金糸雀（文藝時代 1924年12月）○総題「短篇集」
- 港（文藝時代 1924年12月）○総題「短篇集」
- 写真（文藝時代 1924年12月）○総題「短篇集」
- 白い花（文藝時代 1924年12月）○総題「短篇集」
- 敵（文藝時代 1924年12月）○総題「短篇集」
- 月（文藝時代 1924年12月）○総題「短篇集」
- 落日（文藝時代 1925年2月）○
- 落葉と父母〈のち「孤児の感情」と改題〉（新潮 1925年2月）★
- 蛙往生（文藝時代 1925年3月）
- 驢馬に乗る妻（文藝時代 1925年3月）
- 死顔の出来事（金星 1925年4月）○
- 屋根の下の貞操（文藝日本 1925年4月）○
- 人間の足音（女性 1925年6月）○
  - 初出時の副題：「初夏途上の女」
- 十七歳の日記〈のち「十六歳の日記」と改題〉（文藝春秋 1925年8月、9月）★分載続篇の原題は「続十七歳の日記」
- 青い海黒い海（文藝時代 1925年8月）
- 油（婦人之友 1925年10月）○★
  - 1921年7月発表作の加筆修正版
- 朝鮮人〈のち「海」と改題〉（文藝時代 1925年11月）○総題「第二短篇集」
- 二十年（文藝時代 1925年11月）○総題「第二短篇集」
- 硝子（文藝時代 1925年11月）○総題「第二短篇集」
- お信地蔵（文藝時代 1925年11月）○総題「第二短篇集」
- 滑り岩（文藝時代 1925年11月）○総題「第二短篇集」
- 有難う（文藝春秋 1925年12月）○総題「第三短篇集」
- 万歳（文藝春秋 1925年12月）○総題「第三短篇集」
- 胡頽子盗人（文藝春秋 1925年12月）○総題「第三短篇集」
- 玉台（文藝春秋 1925年12月）○総題「第三短篇集」
- 明日の約束（文藝思潮 1925年12月）
- 白い満月（新小説 1925年12月）
- 伊豆の踊子（文藝時代 1926年1月、2月）分載続篇の原題は「続伊豆の踊子」
- 白い靴〈のち「夏の靴」と改題〉（文章往来 1926年3月）○
- 母（婦人グラフ 1926年3月）○
- 雀の媒酌（辻馬車 1926年4月）○
- 子の立場（文藝春秋 1926年4月）○総題「第四短篇集」
- 心中（文藝春秋 1926年4月）○総題「第四短篇集」
- 龍宮の乙姫（文藝春秋 1926年4月）○総題「第四短篇集」
- 処女の祈り（文藝春秋 1926年4月）○総題「第四短篇集」
- 冬近し（文藝春秋 1926年4月）○総題「第四短篇集」
- 霊柩車（戦車 1926年4月）○
- 春を見る近視眼（週刊朝日 1926年4月）
- 村の選手（キング 1926年4月）
- 文科大学挿話（女性 1926年5月）
- 恋を失ふ〈のち「伊豆の帰り」と改題〉（婦人公論 1926年6月）
- 一人の幸福（若草 1926年7月）○
- 神います（若草 1926年7月）○
- 帽子事件（文章倶楽部 1926年7月）○
- 温泉場の事（サンデー毎日 1926年7月）
- 婚礼と葬礼（新小説 1926年7月）
- 時代二つ（読売新聞 1926年7月19日）
- 合掌（婦人グラフ 1926年8月）○
- 屋上の金魚（文藝時代 1926年8月）○
- 金銭の道（苦楽 1926年8月）○
- 静かな雨（文章往来 1926年8月）
- 近火（随筆 1926年8月）
- 朝の爪（初出誌不詳 1926年8月）○
- 祖母（文藝時代 1926年9月）★
- 大黒像と駕籠（文藝春秋 1926年9月）
- 彼女の盛装（新小説 1926年9月）★
- 唐代小説（其刊行会『支那文学大観』第8巻 1926年9月）
  - 「蚕女」は、14篇中の「神女伝（孫頠）」内にあり。
- 犠牲の花嫁（若草 1926年10月）
- 父（東京朝日新聞 1926年10月3日）★
- 五月の幻（近代風景 1926年12月）
- 猪の親（キング 1926年12月）
- 女（文藝時代 1927年2月）○総題「怪談集」
- 恐しい愛（文藝時代 1927年2月）○総題「怪談集」
- 歴史（文藝時代 1927年2月）○総題「怪談集」
- 倉木先生の葬式（キング 1927年3月）
  - 「師の柩を肩に」（1916年）を改題し再発表
- 美しい！（初出誌不詳 1927年4月）
  - のち1929年に「美しき墓」として改編。
- 梅の雄蕊（文藝時代 1927年4月）
  - 副題：「婚礼と葬礼」の二。「春景色」（1930年）の一部分となる。
- 馬美人（文藝春秋 1927年5月）○総題「第五短篇集」
- 百合の花〈のち「百合」と改題〉（文藝春秋 1927年5月）○総題「第五短篇集」
- 赤い喪服（文藝春秋 1927年5月）○総題「第五短篇集」
- 処女作の祟り（文藝春秋 1927年5月）○総題「第五短篇集」
- 駿河の令嬢（若草 1927年5月）○
- 暴力団の一夜〈のち「霰」と改題〉（太陽 1927年5月）★
- 柳は緑花は紅（文藝時代 1927年5月）
  - 副題：「婚礼と葬礼」の二――「梅の雄蕊」のつづき。「春景色」（1930年）の一部分となる。
- 結婚なぞ（読売新聞 1927年5月1日-17日）断続的に10回連載
- 貧者の恋人（東京朝日新聞 1927年5月5日）○
- 塵と産婆（サンデー毎日 1927年6月）
- 神の骨（文藝公論 1927年8月）○総題「神の骨」
- スリの話（文藝公論 1927年8月）○総題「神の骨」
- 毛眼鏡の歌（若草 1927年8月）
- 海の火祭（中外商業新報 1927年8月13日-12月24日）129回連載
- 犬（創作時代 1927年9月）
- 夜店の微笑（文藝評論 1927年10月）○
- 薔薇の幽霊（少女世界 1927年10月）
- 音楽綺譚（文藝倶楽部 1927年10月）
- ナアシツサス（若草 1927年11月）
- 夫人の探偵（初出誌不詳 1927年）○
- 門松を焚く（創作月刊 1928年2月）○
- 盲目と少女（東京朝日新聞 1928年2月17日）○
- 椿（創作時代 1928年3月）
- 罪か罪か（キング 1928年3月）
- 保護色の希望（サンデー毎日 1928年3月）
- 詩と散文（若草 1928年4月）
- 母国語の祈祷（文章倶楽部 1928年5月）○
- 死者の書（文藝春秋 1928年5月）
- 空家（創作月刊 1928年6月）
- 故郷（時事新報 1928年6月11日）○総題「小品二篇」
  - 同名の別作品（短編）あり。
- 母の眼（時事新報 1928年6月12日）○総題「小品二篇」
- 三等待合室（１９２８ 1928年7月）○
- 花園の犠牲（文藝倶楽部 1928年7月）
- 叩く子（創作月刊 1928年9月）○
- 秋の雷（大阪朝日新聞 1928年9月2日）○
- 母の誕生（現代 1928年10月）
- 秋思ふ春（若草 1928年10月）
  - 「梅の雄蕊」「柳は緑 花は紅」と併せて「春景色」（1930年）となる。
- 女を殺す女（サンデー毎日 1928年10月）
- 家庭（時事新報 1928年10月19日）○総題「人事風景」
- 御会式小景（時事新報 1928年10月20日-21日）○△総題「人事風景」
- 時雨の駅（時事新報 1928年10月23日-27日）○総題「人事風景」
- 毒薬輪舞（文藝倶楽部 1928年12月）
- 笑はぬ男（初出誌不詳 1928年）○
- 士族（初出誌不詳 1928年）○
- 孝心海を渡る（講談倶楽部 1929年1月）
- 海山叙景詩（新潮 1929年1月）
- 質屋にて（週刊朝日 1929年1月）○
- 黒牡丹（時事新報 1929年1月6日、7日、9日）○
- 智恵と貞節（講談倶楽部 1929年2月）
- 美しき墓（新潮 1929年3月）
- 級長の探偵（少年倶楽部 1929年3月）
- 日本人アンナ（東京朝日新聞 1929年3月9日）○
- 雪隠成仏（没落時代 1929年4月）○
- 花嫁姿（若草 1929年4月）
- 死体紹介人（文藝春秋、近代生活ほか 1929年4月-1930年8月）断続的に4回連載。各回の原題は「死体紹介人」「遺骨贋造」「死体の復讐」「通夜人足」
- 王位より尊き誓と愛（講談倶楽部 1929年4月）
- 十二舞姫（講談倶楽部 1929年4月）
- 友情奇縁（現代 1929年5月）
- 離婚の子（新潮 1929年6月）○
- ロケエシヨン・ハンチング（若草 1929年6月）
- 逗子・鎌倉―ロマンス以前―（文學時代 1929年7月）総題「避暑地ローマンス」
- 都会の手帳（文學時代 1929年7月）総題「虚栄の市」
- 孝女裁判（文藝倶楽部 1929年7月）
- 顕微鏡怪談（文藝春秋 1929年8月）○
- 花束の時間（令女界 1929年8月）
- 親ごころ（少年倶楽部 1929年8月）
- 閨房の舞踏（講談倶楽部 1929年8月）
- 踊子旅風俗（婦人サロン 1929年9月）○
- 薩摩武士（講談倶楽部 1929年9月）
- パテベビイの答案（近代生活 1929年9月）
- 彼女等に就て（文學時代 1929年9月）
- 或る詩風〈のち「或る詩風と画風」に改題〉（文藝春秋 1929年10月）
- 温泉宿（改造ほか 1929年10月-1930年3月）断続的に3回連載。各回の原題は「温泉宿」「彼女等と道」「温泉場二人の事」
- 浅草紅団（東京朝日新聞 1929年12月12日-1930年2月16日、新潮・改造 9月）39回連載
- 絵の匂ひから（若草 1930年1月-6月）6回連載
- 青春の特権（朝日 1930年1月）
- 望遠鏡と電話（新潮 1930年2月）○
- 花のある写真（文學時代 1930年4月）
- 水族館の踊子（新青年 1930年4月）
- 白粉とガソリン（初出誌不詳 1930年4月頃）○
- 鶏と踊子（文學時代 1930年5月）○
  - 初出時の副題：「浅草」
- 「鬼熊」の死と踊子（改造 1930年5月）
- 春景色（新潮社『十三人倶楽部――創作集』1930年6月）
- 風鈴キングのアメリカ話（中央公論 1930年7月）
- 真夏の盛装（週刊朝日 1930年7月）
- 靴磨き（報知新聞 1930年7月）
- 化粧の天使達（近代生活 1930年9月）○
- ポオランドの踊子（令女界 1930年9月）
- 丹波の義人（講談倶楽部 1930年9月）
- 秋消える海の恋（若草 1930年9月）
- 売声（文學時代 1930年10月）
- 縛られた夫（初出誌不詳 1930年10月頃）○
- 針と硝子と霧（文學時代 1930年11月）
- 浅草日記（近代生活ほか 1930年12月-1931年2月）3回連載。各回の原題は「或る夜浅草」「浅草日記」「浅草の女」
- 水晶幻想（改造 1931年1月、7月）続篇の原題は「鏡」
- 霧の造花（婦人倶楽部 1931年1月、2月）
- 二重の失恋（雄弁 1931年1月）
- 秘密の秘密（講談倶楽部 1931年2月）
- 女を売る女（サンデー毎日 1931年3月）
- 舞踊（若草 1931年4月）
- 舞踏靴〈のち「舞踊靴」と改題〉（サンデー毎日 1931年4月）○
- ロミオとジユリエツト（婦人倶楽部 1931年6月、7月）
- 空の片仮名（中央公論 1931年6月）
- 鉄の梯子（若草 1931年8月）
- 騎士の死（サンデー毎日 1931年9月）
- 夏海恋（雄弁 1931年9月）
- 水仙（新潮 1931年10月）
- 楽屋の乳房（文學時代 1931年11月）○
- 結婚の技巧（婦人画報 1931年11月）
- 落葉（改造 1931年12月）
- 松葉杖（朝日 1931年12月）
- 旅の者（新潮 1932年1月）
- 父母への手紙（若草ほか 1932年1月-1934年1月）★断続的に5回連載。各回の原題は「父母への手紙」「後姿」「父母への手紙」「手紙」「あるかなきかに」
- 女といふものは母（現代 1932年1月）
- 抒情歌（中央公論 1932年2月）
- 昼の恋夜の恋〈のち「眠り癖」○、「靴と白菜」と2作に分離・改題〉（婦人画報 1932年2月）
- 雨傘（婦人画報 1932年3月）○総題「恋の来どころ」
- 喧嘩（婦人画報 1932年3月）○総題「恋の来どころ」
- 見知らぬ姉（現代 1932年3月）
- 顔（文藝春秋 1932年4月）○総題「短篇集」
- 化粧（文藝春秋 1932年4月）○総題「短篇集」
- 妹の着物（文藝春秋 1932年4月）○総題「短篇集」
- 死面（婦人画報 1932年4月）○
- 結婚の眼（婦人世界 1932年4月）
- 結婚記念日（朝日 1932年4月）
- 踊子と異国人の母（令女界 1932年4月）
- 舞踊会の夜（新潮 1932年5月）○
- それを見た人達（改造 1932年5月）
- 貞操の番犬（文學時代 1932年5月）
- 浅草の九官鳥（モダン日本 1932年6月-12月）7回連載
- ガンベツタの恋物語（講談倶楽部 1932年6月）
- 父の十年（現代 1932年6月）
- 復讐（日本国民 1932年7月）
- 浅草に十日ゐた女（サンデー毎日 1932年7月）
- 隠れた女（新潮 1932年8月、1934年1月）
  - 続篇の原題は「現れた女」
- 化粧と口笛（東京朝日新聞 1932年9月20日-11月10日）42回連載
- 慰霊歌（改造 1932年10月）
- 眉から（婦人画報 1932年11月）○
- 浅草の姉妹（サンデー毎日 1932年11月）
- 愛犬エリ（少女倶楽部 1932年12月）
- 翼の抒情歌（令女界 1933年1月-6月）6回連載
- 二十歳（改造 1933年2月）
- 開校記念日（少女倶楽部 1933年2月）
- 寝顔（文藝春秋 1933年4月）
- 父となる話（週刊朝日 1933年4月）
- 藤の花と苺（婦人倶楽部 1933年6月）○
- 禽獣（改造 1933年7月）
- 夏の宿題（少女倶楽部 1933年7月）
- 学校の花（少女倶楽部 1933年9月-12月）4回連載
- 秋の女房〈のち「秋風の女房」に改題）（週刊朝日 1933年10月）○
- 散りぬるを（改造ほか 1933年11月-1934年5月）断続的に3回連載。各回の原題は「散りぬるを」「瀧子」「通り魔」
- キャラメル兄弟（スヰート 1933年12月）
- 九十九里（現代 1933年12月）
- 夢の姉（週刊朝日 1934年1月）
- 令嬢日記（福岡日日新聞 1934年1月1日）
- 正月の旅愁（福岡日日新聞 1934年1月13日、14日、16日-20日）
- 薔薇の家（少女倶楽部 1934年2月）
- 虹（中央公論ほか 1934年3月-1936年4月）断続的に5回連載。各回の原題は「虹」「踊子」「夏」「四竹」「浅草心中」
- 広告写真（週刊朝日 1934年4月）
- 花嫁車（報国 1934年6月）
- 南方の火（文學界 1934年7月）★
  - 1回掲載でそのまま放置されたもの。
- 水上心中（モダン日本 1934年8月-12月）5回連載
- 故郷の踊（週刊朝日 1934年8月）
- 浅草祭（文藝ほか 1934年9月-1935年3月）断続的に6回連載
- 扉（改造 1934年10月）
- 姉の和解（婦人倶楽部 1934年12月）
- 雪国（文藝春秋・改造ほか 1935年1月-1947年10月）断続的に11回連載
- 出世人形（現代 1935年1月）
- 舞姫の暦（福岡日日新聞ほか 1935年1月6日-3月31日）75回連載
- 愛犬安産（東京日日新聞 1935年1月21日）○
- 駒鳥温泉（少女倶楽部 1935年2月）
- 田舎芝居（中央公論 1935年5月）
- 童謡（改造 1935年10月）
- 弟の愛犬〈のち「弟の秘密」と改題〉（改造 1935年10月）
- 母親と恋愛（世界 1935年前後と推定）
- イタリアの歌（改造 1936年1月）
- これを見し時（文藝春秋 1936年1月）
- 花の湖（若草 1936年1月-4月、6月）断続的に5回連載
- 花のワルツ（改造ほか 1936年4月-1937年1月）断続的に4回連載。各回の原題は「花のワルツ」「花のワルツ」「びつこの踊」「最後の踊」
- 翼にのせて（少女倶楽部 1936年6月）
- むすめごころ（雄弁 1936年8月）
- 女学生（若草 1936年10月）
- 父母（改造 1936年10月）
- コスモスの友（少女倶楽部 1936年10月）
- 七人の妻（週刊朝日 1936年10月）
- 夕映少女（３３３ 1936年12月）
- 女性開眼（報知新聞 1936年12月11日-1937年7月23日）223回連載
- 初雪（週刊朝日 1937年1月20日）
- 牧歌（婦人公論 1937年6月-1938年12月）9回連載
- 乙女の港（少女の友 1937年6月-1938年3月）10回連載
- 夏の友情（少女の友 1937年8月）
- 高原（文藝春秋・改造ほか 1937年11月-1939年12月）断続的に5回連載。各回の原題は「高原」「風土記」「高原」「初秋高原」「樅の家」
- 生花（中央公論 1938年1月）
- 金塊（改造 1938年4月）
- 花日記（少女の友 1938年4月-1939年3月）12回連載
- 英習字帖（少女の友 1938年4月）
- 愛（オール讀物 1938年7月、新女苑 1939年1月）続篇の原題は「大牡丹」
- 試験の時（少女の友 1938年8月）
- 百日堂先生（文藝春秋 1938年10月）
- 故人の園（大陸 1939年2月）
- 兄の遺曲（少女の友 1939年4月）
- 美しい旅（少女の友 1939年7月-1941年4月）21回連載。21回目の原題は「望みの海」
- 続美しい旅（少女の友 1941年9月-1942年10月）11回連載（未完）
- 映画館前〈のち「佐山女史」と改題〉（モダン日本 1939年10月）
- 美人競争（オール讀物 1939年10月）
- 母の読める（文藝 1939年10月-1940年1月）4回連載（未完）
- 正月三ヶ日（中央公論 1940年1月）
- 旅人宿（文藝春秋 1940年1月）
- 母の初恋（婦人公論 1940年1月）
- 旅への誘ひ（新女苑 1940年1月-9月）8回連載
- 女の夢（1940年2月）
- 悪妻の手紙〈のち「ほくろの手紙」と改題〉（婦人公論 1940年3月）
- 夜のさいころ（婦人公論 1940年5月）
- 燕の童女（婦人公論 1940年6月）
- 夫唱婦和（婦人公論 1940年7月）
- 日雀（文藝春秋 1940年7月）
- 子供一人（婦人公論 1940年8月）
- ゆくひと（婦人公論 1940年11月）
- 年の暮（婦人公論 1940年12月）
- 寒風（日本評論ほか 1941年1月-1942年4月）断続的に3回連載。各回の原題は「寒風」「冬の事」「赤い足」
- 義眼（文藝春秋 1941年1月）
- 朝雲（新女苑 1941年2月）
- 名人〈八雲版〉（八雲ほか 1942年8月-1948年1月）断続的に5回連載
- 父の名（文藝 1943年2月、3月）★
- ざくろ（新潮 1943年5月）○
  - 初出時の副題：「少女の手記より」
- 故園（文藝 1943年5月-1945年1月）★断続的に11回連載（未完）
- 東海道（満州日日新聞 1943年7月20日-10月31日）54回連載
- 十七歳（文藝春秋 1944年7月）○総題「一草一花」
- わかめ（文藝春秋 1944年7月）○総題「一草一花」
- 小切（文藝春秋 1944年7月）○総題「一草一花」
- さと（写真週報 1944年10月）○
- 水（写真週報 1944年10月）○
- 冬の曲（1945年4月）
- 女の手（人間 1946年1月）
- 感傷の塔（世界文化 1946年2月）
- 挿話〈のち「五十銭銀貨」と改題〉（新潮 1946年2月）
- 再会（世界 1946年2月、文藝春秋 7月）続篇の原題は「過去」
- 生命の樹（婦人文庫 1946年7月）
- さざん花（新潮 1946年12月）○
- 夢（婦人文庫 1947年12月）
- 再婚者の手記〈のち「再婚者」と改題〉（新潮 1948年1月-8月、1952年1月）断続的に7回連載。7回目の原題は「娘の結婚」
- 紅梅（小説新聞 1948年4月）○
- 少年（人間 1948年5月-1949年3月）★断続的に6回連載（未完）
  - 最終部を大幅加筆した7回目を足した完成作は『川端康成全集第14巻』（1952年9月）で発表
- 南方の火（1948年8月）★
  - 『海の火祭』（全11章）の「鮎」の章を独立させて改稿した完結編。「篝火」「非常」「霰」と重複する内容あり。
- 足袋（暮しの手帖 1948年9月）○
- 手紙〈のち「反橋」と改題〉（別冊風雪 1948年10月）
- 浮舟の君〈のち「浮舟」と改題〉（鏡 1948年12月）
  - 典拠は『源氏物語』の「浮舟」
- かけす（改造文藝 1949年1月）○
- 夏と冬（改造文藝 1949年1月）○
- しぐれ（文藝往来 1949年1月）
- 生きてゐる方に（旬刊ニュース 1949年1月）
- 雪（婦人文庫 1949年1月-2月）
  - 同名の別作品（掌の小説）あり。
- 住吉物語〈のち「住吉」と改題〉（個性 1949年4月）
- 花のいのち（婦人文庫 1949年4月）
- 雨の日（素直 1949年4月）
- 千羽鶴（読物時事別冊ほか 1949年5月-1951年10月）断続的に6回連載
- 師の棺を肩に（東光少年 1949年6月）
  - 「師の柩を肩に」（1916年）の中学時代のノートに拠ったもの。
- 山の音（改造文藝ほか 1949年9月-1954年4月）断続的に17回連載
- 骨拾ひ（文藝往来 1949年10月）○★執筆は1916年
- 琴を抱いて（改造文藝 1950年1月）
- 天授の子（文學界 1950年2月、3月）★続篇の原題は「水晶の玉」
- 日雀（文藝読物 1950年2月）1940年の再録
- 虹いくたび（婦人生活 1950年3月-1951年4月）14回連載
- 笹舟（改造文藝 1950年4月）○
- 卵（人間 1950年5月）○総題「二つの短篇」
- 瀧（人間 1950年5月）○総題「二つの短篇」
- 地獄（別冊文藝春秋 1950年5月）
- 蛇（文藝 1950年7月）○
- 北の海から（別冊文藝春秋 1950年12月）
- 舞姫（朝日新聞 1950年12月12日-1951年3月31日） - 109回連載
- 首輪（新潮 1951年1月）
- 万葉姉妹（ひまわり 1951年1月-12月）△少女小説
- ルイ（中央公論 1951年1月）
- たまゆら（別冊文藝春秋 1951年5月）
  - 同名の別作品（長編）あり。
- あやめの歌（オール讀物 1951年8月）
- 名人〈完成版〉（新潮ほか 1951年8月-1954年12月）断続的に4回連載
- 三人目（中央公論 1951年9月）
- さとがへり（文藝 1951年10月）
- お正月（別冊文藝春秋 1951年12月）
- 岩に菊（文藝 1952年1月）
- 冬の半日（中央公論 1952年1月）
- 日も月も（婦人公論 1952年1月-1953年5月）16回連載
- 白雪（別冊文藝春秋 1952年2月）
- 見ない人（オール讀物 1952年3月）
- 自然（文藝春秋 1952年10月）
- 明月（文藝 1952年11月）○
- 富士の初雪（オール讀物 1952年12月）
- 川のある下町の話（婦人画報 1953年1月-12月）13回連載
- いつも話す人（群像 1953年1月-7月）断続的に4回連載（未完）。4回目の原題は「車中の女」
- 無言（中央公論 1953年4月）
- 波千鳥（小説新潮 1953年4月-1954年7月）断続的に8回連載。『千羽鶴』の続編
- あちらこちらで（オール讀物 1953年9月）
- 水月（文藝春秋 1953年11月）
- 小春日（文藝 1954年1月）
- 犬と話して（日本経済新聞 1954年1月1日）
- みづうみ（新潮 1954年1月-12月）12回連載
- 横町（別冊文藝春秋 1954年4月）
- 東京の人（北海道新聞ほか 1954年5月20日-1955年10月10日）505回連載
- 離合（知性 1954年8月）
- ある人の生のなかに（文藝 1955年1月-1957年3月、1964年1月）26回連載
- 少女A子の場合（別冊文藝春秋 1955年2月）
- 故郷（新潮 1955年4月）
  - 同名の別作品（掌の小説）あり。
- 多年生（オール讀物 1955年4月）
- 夢がつくつた小説（文藝春秋 1955年5月）
- 雨だれ（新潮 1956年1月）
- あの国この国（小説新潮 1956年1月、4月）続篇の原題は「隣りの人」
- 夕焼け（中央公論 1956年1月）
- おきびき（オール讀物 1956年3月）
- ライオンと少女（別冊文藝春秋 1956年3月）
- 女であること（朝日新聞 1956年3月16日-11月23日）251回連載
- 風のある道（婦人画報 1957年1月-1958年10月。1959年7月）15回連載
- 弓浦市（新潮 1958年1月）
- 並木（文藝春秋 1958年1月）
- 夫のしない（週刊新潮 1958年1月）
- 遠い旅（平凡 1958年1月-12月）△
- 線路（日本 1958年3月）
- 二人（小説公園 1958年4月）
- 眠れる美女（新潮 1960年1月-6月、1961年1月-11月）17回連載
- 匂ふ娘（中央公論 1960年11月）
- 美しさと哀しみと（婦人公論 1961年1月-1963年10月）33回連載
  - 34回目を追加した完成作は1964年3月刊行の『日本の文学第38巻 川端康成』で発表
- 古都（朝日新聞 1961年10月8日-1962年1月23日）107回連載
- 秋の雨（朝日新聞PR版 1962年11月）○
- 手紙（朝日新聞PR版 1962年11月）○
- 隣人（朝日新聞PR版 1962年11月）○
- 木の上（朝日新聞PR版 1962年12月）○
- 乗馬服（朝日新聞PR版 1962年12月）○
- 人間のなか（文藝春秋 1963年2月）
- かささぎ（朝日新聞PR版 1963年7月）○
- 片腕（新潮 1963年8月-11月。1964年1月）5回連載
- 不死（朝日新聞PR版 1963年8月）○
- 月下美人（朝日新聞PR版 1963年8月）○
- 地（朝日新聞PR版 1963年8月）○
- 白馬（朝日新聞PR版 1963年8月）○
- 雪（日本経済新聞 1964年1月1日）○
- たんぽぽ（新潮 1964年6月-1968年10月）断続的に22回連載（未完）
- めづらしい人（朝日新聞PR版 1964年11月）○
- たまゆら（小説新潮 1965年9月-1966年3月）7回連載（未完）
- 髪は長く（新潮 1970年4月）○
- 竹の声桃の花（中央公論 1970年12月）○
- 隅田川（新潮 1971年11月）

#### 初出日不詳
- 樅ノ木ノ話（初出誌、初出日不詳）
  - 子供向けの童話で樹木の神聖さを説いた作品。文末に〈次回正月号 ノ ヨミキリドウワ ハ、佐藤春夫先生 ノ オカキ ニ ナツタ 『タカアシ ヲドリ』 ト イフ オハナシ デス〉という付記あり。

#### 遺稿・死後発表作
- 雪国抄（サンデー毎日 1972年8月）
  - 執筆1972年1月-2月。毛筆で書かれた抄で『雪国』の前半部分を短縮した内容となっている。
- 真鍮の大黒像（新潮 1972年10月）
  - 「大黒像と駕籠」のプレオリジナル。
- 出産神聖（新潮 1972年10月）
  - 推定執筆日は1927年9月以降。「浅草紅団」との関連性が見られる小説。
- 生活の内幕（新潮 1972年10月）
  - 推定執筆日は1927年9月以降。書簡体形式を含む小説で、作中に〈自殺した芥川氏の一月祭〉という文言あり。
- 夏・逗子・鎌倉・海（新潮 1972年10月）
  - 「夏海恋」（1931年）のプレオリジナル。
- 友人の妻（新潮 1972年10月）
  - 推定執筆日は1966年から1968年。

#### 未発表作品
※（）内は執筆日
- 五つの手紙（不明）★
  - 題名は無題のため便宜的に付けたもの。書簡体形式の小説。
- 絵葉書（不明）★
  - 「彼女の盛装」（1926年9月）内にこの作品の挿話あり。
- 感情の乞食（不明）★
- 途中下車（不明）
  - 伊藤初代の件で岐阜行きの汽車に乗った時の体験を元にしたとみられる小説。
- 新晴（1922年6月24、25日）★
  - 「篝火」の元
- 時代の祝福（推定1927年5月以降の年内）★
- 南方の火（1923年）★
  - 最初の1923年7月発表の「南方の火」の続篇の断片。
- 星を盗んだ父（1924年頃執筆と推定）△
  -  モルナール・フェレンツの戯曲「リリオム」(Liliom)の翻案作品。
- 薄雪鳩（1932年11月16日）
- 乱視（不明）
  - 戯曲。〈三幕三場〉とあるが、第一幕の冒頭部分断片と、舞台設定とわずかな台詞があるのみ（未完）。

### 脚本・台本
- 狂つた一頁（映画時代 1926年7月）
- 船遊女（西川流舞踊劇台本 1954年9月）
  - 第8回名古屋踊りの西川流舞踊劇の台本として執筆されたもの。
- 古里の音（西川流「鯉風会」第13回公演 1958年1月）
- 古都舞曲（第41回「春の東おどり」パンフレット 1963年4月）

### 評論・随筆
※ 評論・随筆類は数が膨大なため、各参考文献内の作品年表、経歴内などで言及されている作品を中心に記載
- 南部氏の作風（新潮 1921年12月）
- 里見弴氏の一傾向（新潮 1922年7月・8月）
- 現代作家の文章を論ず（文章倶楽部 1922年11月）
- 大火見物（文藝春秋 1923年11月）
- 日本小説史小論（帝大卒業論文 1924年3月）
- 新しき生活と新しき文藝――創刊の辞に代へて（文藝時代 1924年10月）
- 新進作家の新傾向解説（文藝時代 1925年1月）
- 新感覚派の弁（新潮 1925年3月）
- 掌篇小説の流行（文藝春秋 1926年1月）
- 新感覚派映画連盟に就て（読売新聞 1926年4月）
- 「狂つた一頁」撮影日記（週刊朝日 1926年5月）
- 入京日記（文藝時代 1926年5月）
- 一流の人物（文藝春秋 1926年7月）
- 「伊豆の踊子」の装幀その他（文藝時代 1927年5月）
- 遥か昔（手帖 1927年6月）
- 西国紀行（改造 1927年8月）
- 熱海と盗難（サンデー毎日 1928年2月）
- 芥川龍之介氏と吉原（サンデー毎日 1929年1月）
- 新人才華（新潮 1929年9月、1930年6月）
- 上野桜木町へ（文學時代 1929年11月）
- 嘘と逆――自己を語る（文學時代 1929年12月）
- 菊池寛氏の家と文藝春秋社の十年間（文藝春秋 1932年1月）
- 「伊豆の踊子」の映画化に際し（今日の文學 1933年4月）
- 末期の眼（文藝 1933年12月）
- 文学的自叙伝（新潮 1934年5月）
- 梶井基次郎（翰林 1934年9月）
- 純粋の声（婦人公論 1935年7月）
- 太宰治氏へ芥川賞に就て（文藝通信 1935年11月）
- 旅中文学感（東京朝日新聞 1935年11月）
- 純文藝雑誌帰還説（読売新聞 1935年12月）
- 「いのち」の文学（大阪朝日新聞 1936年2月）
- 「鶴は病みき」の作者（文學界 1936年6月）
- 軽井沢だより（文學界 1936年10月）
- 本因坊名人引退碁観戦記（東京日日新聞・大阪毎日新聞 1938年7月-1939年3月）
- 四つの机（読売新聞 1940年7月）
- 日本の母（読売報知 1942年10月）
- 「日本の母」を訪ねて（婦人画報 1942年12月）
- 英霊の遺文（東京新聞 1942年12月、1943年12月、1944年12月）
- 満州国の文学（藝文 1944年7月）
- 島木健作追悼（新潮 1945年11月）
- 武田麟太郎と島木健作（人間 1946年5月・7月、1949年3月）
- わが愛する文章（白鳥 1947年1月-1948年7月）11回連載
- 哀愁（社会 1947年10月）
- 横光利一〈のち「横光利一弔辞」と改題〉（人間 1948年2月）
- 判決の記〈のち「東京裁判判決の日」と改題〉（社会 1949年1月）
- 新文章講座〈のち「新文章読本」と改題〉（文藝往来 1949年2月-1950年11月）断続的に7回連載
- 月下の門（新潮 1952年2月-11月）7回連載
- 呉清源棋談（読売新聞 1953年8月-12月）41回連載
- 古賀春江と私（芸術新潮 1954年3月）
- 「悲しみの代価」その他（文藝 1955年5月）
- 敗戦のころ（新潮 1955年8月）
- 東西文化のかけ橋――新しい年への期待〈のち「東西文化の架橋」と改題〉（読売新聞 1957年1月）
- 雨のち晴――国際ペン大会を終つて（朝日新聞 1957年9月）
- 世界の佳人（日本経済新聞 1958年1月）
- 古い日記（新潮 1959年9月-12月）4回連載
- 岸惠子さんの婚礼（風景 1961年1月-9月）8回連載
- 枕の草子――落花流水（風景 1962年10月）
- 秋風高原――落花流水（風景 1962年11月-1964年12月）14回連載
- 伊豆行――落花流水（風景 1963年6月）
- 行燈――落花流水（風景 1964年2月）
- パリ郷愁（朝日新聞PR版 1964年7月）
- パリ安息（朝日新聞PR版 1964年7月）
- 水郷（週刊朝日 1965年7月）
- 一草一花――「伊豆の踊子」の作者（風景 1967年5月-1968年11月）19回連載
- 秋の野に（新潮 1968年12月）
- 夕日野（新潮 1969年1月）
- ハワイだより（朝日新聞 1969年4月）
- 思ひ出すともなく（毎日新聞 1969年4月）
- 夜の虹（朝日新聞 1969年6月）
- 伊藤整（新潮 1970年1月）
- 鳶の舞ふ西空（新潮 1970年3月）
- 独影自命（川端康成全集第14巻 1970年10月）
- 三島由紀夫（新潮 1971年1月）
- 志賀直哉（新潮 1971年12月-1972年3月）4回連載
- 夢 幻の如くなり（文藝春秋 1972年2月）
- 岡本かの子（朝日新聞ほか 1972年4月）

### 講演・声明
- 文化大革命に関する声明（東京新聞・産経新聞 1967年2月）
  -  三島由紀夫、石川淳、安部公房と共同執筆
- 美しい日本の私―その序説（朝日新聞ほか 1968年12月）
  - スウェーデン・アカデミーにおけるノーベル文学賞受賞記念講演。
- 美の存在と発見（毎日新聞 1969年5月）
  - ハワイ大学での記念講演。
- 日本文学の美（毎日新聞 1969年9月）
  - 移民百年記念サンフランシスコ日本週間に出席した際の記念講演。
- 源氏物語と芭蕉（1970年6月）
  - 1999年6月の『新潮 川端康成生誕100年記念特集号』に掲載。
- 以文会友（1970年7月）
  - 第38回国際ペンクラブ京城大会出席の際の漢陽大学校での記念講演。
- 新人でゐたい（諸君! 1972年6月）
  - 1972年1月5日に文藝春秋創立50周年で社員顔合わせの会に出席した際の講演。

### 翻訳・現代語訳
- 街道（文章倶楽部 1922年1月）
  - 原作：ジョン・ゴールズワージー
- Oasis of Death（文章倶楽部 1922年1月） 
  - 原作：ロード・ダンセイニ
- 芝居から帰つて（文章倶楽部 1922年2月）
  - 原作：アントン・チェーホフ
- 竹取物語（非凡閣『現代語訳国文学全集』1937年8月）
- 堤中納言物語（非凡閣『現代語訳国文学全集』1937年8月）
- とりかへばや物語（非凡閣『現代語訳国文学全集』1937年8月）
- とりかへばや物語（文藝読物 1948年1月-12月）9回連載（未完）
- 小公子、小公女（創元社『世界少年少女文学全集9』1953年6月）
  - 原作：フランシス・ホジソン・バーネット。野上彰との共訳。
- ラング童話（東京創元社『ラング世界童話全集』1959年）
  - 原作：アンドルー・ラング。野上彰との共訳。

### 作詞
- 生きてゐるのに（1968年6月）
  - 北條誠の長男・北條暁のために、京都の都ホテルで作詞されたもの[424]。翌1969年（昭和44年）4月に三田レコード制作部より、北條暁の作曲・歌唱でレコード化された[424]。
  - カレッジフォークグループのエマノンズがカバーした。エマノンズ版の音源は東芝EMIファミリークラブから発売された通販限定CD-BOX『カレッジポップス クロニクル』や2006年に日本コロムビアから発売されたCD『フォーク歌年鑑 '69 Vol.2 フォーク&ニューミュージック大全集 5』（曲名は現代仮名遣いで「生きているのに」）などに収録されている。

## 著作本一覧

### 単行本
- 『感情装飾』（金星堂、1926年6月） - 掌の小説35編を収録。装幀：吉田謙吉
- 『伊豆の踊子』（金星堂、1927年2月） - 白い満月、招魂祭一景、孤児の感情、驢馬に乗る妻、葬式の名人、犠牲の花嫁、十六歳の日記、青い海黒い海、五月の幻、伊豆の踊子、を収録。装幀：吉田謙吉
- 『僕の標本室』（新潮社、1930年4月） - 母、神の骨、ほか47編を収録。
- 『花のある写真』（新潮社、1930年10月） - 死体紹介人、春景色、花のある写真、文科大学挿話、死者の書、花嫁姿、或る詩風と画風、温泉宿、を収録。
- 『浅草紅団』（先進社、1930年12月） - 浅草紅団、日本人アンナ、白粉とガソリン、縛られた夫、浅草日記、水族館の踊子、を収録。装幀：吉田謙吉。挿画：太田三郎
- 『化粧と口笛』（新潮社、1933年6月） - 化粧と口笛、明日の約束、抒情歌、真夏の盛装、針と硝子と霧、二十歳、水仙、落葉、霧の造化、を収録。装幀：妹尾正彦
- 『水晶幻想』（改造社、1934年4月） - 禽獣、騎士の死、それを見た人達、椿、慰霊歌、女を売る女、夢の姉、父母への手紙、結婚の技巧、寝顔、水晶幻想、を収録。
- 『抒情歌』（竹村書房、1934年12月） - 浅草の姉妹、水仙、春景色、青い海黒い海、寝顔、伊豆の踊子、二十歳、十六歳の日記、を収録。装幀：木村荘八
- 『禽獣』（野田書房、1935年5月） - 散りぬるを、禽獣、を収録。
- 『小説の研究』（第一書房、1936年8月） - 「小説とは何か」（12論）、「創作の動機」（6論）、「長篇小説」（4論）、「短篇小説」（6論）、「主題」（6論）、「筋」（6論）、「性格と心理」（4論）、「文章論」（3論）、「作家と作品」（30論）、「小説一家言」（18論）、の10章95論を収録。伊藤整、瀬沼茂樹との合作[424]。
- 『純粋の声』（沙羅書店、1936年9月） - 文学的自叙伝、嘘と逆、ほか36編を収録。装幀：堀辰雄
- 『花のワルツ』（改造社、1936年12月） - 虹、散りぬるを、童謡、田舎芝居、花のワルツ、を収録。題簽：川端康成
- 『雪国』（創元社、1937年6月） - 雪国、父母、これを見し時、夕映少女、イタリアの歌、を収録。小冊子「名作『雪国』に対する諸家の批評」付。装幀：芹沢銈介
- 『むすめごころ』（竹村書房、1937年7月） - むすめごころ、女学生、夢の姉、ナアシツサス、花束の時間、夏海恋、ポオランドの踊子、初雪、姉の和解、七人の妻、絵の匂ひから、を収録。
- 『女性開眼』（創元社、1937年12月） - 装幀：芹沢銈介
- 『級長の探偵』（中央公論社、1937年12月） - 級長の探偵、開校記念日、弟の秘密、愛犬エリ、夏の宿題、駒鳥温泉、翼にのせて、コスモスの友、学校の花、を収録。装幀・挿画：深沢省三、深沢紅子
- 『乙女の港』（実業之日本社、1938年4月） - 乙女の港、薔薇の家、を収録。装幀：中原淳一
- 『短篇集』（砂子屋書房、1939年11月） - 夏の靴、有難う、髪、朝鮮人、馬美人、ほか29編を収録。
- 『正月三ヶ日』（新声閣、1940年12月） - 正月三ヶ日、燕の童女、日雀、母の初恋、を収録。装幀：芹沢銈介
- 『寝顔』（有光社、1941年7月） - 高原、温泉宿、伊豆の踊子、虹、寝顔、を収録。「まへがき」付。装幀：小穴隆一
- 『小説の構成』（三笠書房、1941年8月） - 序、小説とは、小説の本質、主題（テーマ）、ほか13編を収録。
- 『愛する人達』（新潮社、1941年12月） - 母の初恋、女の夢、ほくろの手紙、夜のさいころ、燕の童女、夫唱婦和、子供一人、ゆくひと、年の暮、を収録。装幀：芹沢銈介
- 『文章』（東峰書房、1942年4月） - 随筆集。四つの机、純粋の声、ほか18編を収録。「あとがき」付。装幀：林芙美子
- 『美しい旅』（実業之日本社、1942年7月） - 「あとがき」付
- 『高原』（甲鳥書林、1942年7月） - 序、秋山居、高原、美人競争、百日堂先生、父母、戸隠の巫女、を収録。装幀：堀辰雄
- 『女性文章』（満州文藝春秋社、1945年1月） - 序、〈行進ラッパ（大空やよひ）など40編〉、選評抄
- 『朝雲』（新潮社、1945年10月） - 朝雲、故人の園、冬の曲、十七歳、わかめ、小切、父の名、寒風、を収録。
- 『愛』（養徳社、1945年11月） - 伊豆の踊子、夜のさいころ、寝顔、春景色、禽獣、を収録。
- 『駒鳥温泉』（湘南書房、1945年12月） - 駒鳥温泉、弟の秘密、を収録。装幀：岡秀行。挿画：門屋一雄
- 『日雀』（新紀元社、1946年4月） - 日雀、母の初恋、女学生、燕の童女、十六歳の日記、春景色、抒情歌、を収録。装幀：恩地孝四郎
- 『夕映少女』（丹頂書房、1946年4月） - むすめごころ、イタリアの歌、童謡、金塊、浅草の姉妹、夕映少女、正月三ヶ日、を収録。装幀：石井友太郎
- 『温泉宿』（実業之日本社、1946年7月） - 温泉宿、父母、死体紹介人、を収録。装幀：芹沢銈介
- 『学校の花』（湘南書房、1946年8月） - 装幀：中原淳一
- 『散りぬるを』（前田出版社、1946年9月） - 散りぬるを、浅草の九官鳥、を収録。
- 『虹』（四季書房、1947年9月） - 「あとがき」付。装幀：猪熊弦一郎。題簽：川端康成
- 『一草一花』（青龍社、1948年1月） - 掌の小説を30編収録。「あとがき」付
- 『旅の風景』（細川書店、1948年3月） - 夏の靴、伊豆の踊子、処女の祈り、日雀、金銭の道、燕の童女、帽子事件、父母、有難う、虹、を収録。「あとがき」付
- 『心の雅歌』（細川書店、1948年7月） - 母、禽獣、雨傘、朝雲、死顔の出来事、イタリアの歌、離婚の子、抒情歌、笑はぬ男、散りぬるを、を収録。「あとがき」付
- 『翼の抒情歌』（東光出版社、1948年11月） - 翼の抒情歌、兄の遺曲、駒鳥温泉、朝雲、バラの家、を収録。
- 『白い満月』（ロッテ出版社、1948年11月） - 夜のさいころ、イタリアの歌、百日堂先生、童謡、金塊、白い満月、霰、浅草の姉妹、を収録。装幀：岡村夫二
- 『二十歳』（文藝春秋新社、1948年11月） - 二十歳、温泉宿、死者の書、神います、化粧、母の眼、指環、油、朝雲、篝火、を収録。装幀：恩地孝四郎
- 『花日記』（ヒマワリ社、1948年12月） - 装幀・口絵：中原淳一
- 『雪国 完結版』（創元社、1948年12月） - 「あとがき」付
- 『夜のさいころ』（トッパン、1949年1月） - 母の初恋、夕映少女、夜のさいころ、ゆくひと、騎士の死、年の暮、寝顔、を収録。装幀：鈴木道明
- 『陽炎の丘』（東光出版社、1949年6月） - 陽炎の丘、椿、翼にのせて、コスモスの花、を収録。装幀・挿画：大槻さだを
- 『哀愁』（細川書店、1949年12月） - 哀愁、反橋、しぐれ、住吉、ほか16編を収録。
- 『浅草物語』（中央公論社、1950年8月） - 浅草紅団、浅草日記、浅草の姉妹、浅草の九官鳥、夜のさいころ、寝顔、虹、を収録。装幀・口絵：岡田謙三
- 『川端康成文藝童話集』（三十書房、1950年9月） - 弟のひみつ、虫の声、伊豆湯が島、聾学校、級長の探偵、ざくろ、つばき、ばらの家、を収録。装幀：與田準一
- 『新文章読本』（あかね書房、1950年11月） - 新文章読本、綴方について、綴方の話、を収録。「まへがき」付
- 『歌劇学校』（ひまわり社、1950年12月） - 装幀・挿画：中原淳一
- 『少年』（目黒書店、1951年4月） - 十六歳の日記、伊豆の踊子、少年、を収録。装幀：岡鹿之助
- 『舞姫』（朝日新聞社、1951年7月） - 装幀：岡鹿之助。題字：高橋錦吉
- 『千羽鶴』（筑摩書房、1952年2月） - 山の音、千羽鶴、を収録。装幀・題簽：小林古径
- 『万葉姉妹』（ポプラ社、1952年8月） - 「作者のことば」付。装幀（カバー絵）：松本昌美。挿画：花房英樹
- 『再婚者』（三笠書房、1953年2月） - 再婚者、さざん花、白雪、お正月、夢、夏と冬、雨の日、冬の半日、首輪、再会、を収録。「あとがき」付。装幀：藤岡光一
- 『日も月も』（中央公論社、1953年5月） - 装幀：太田聴雨
- 『花と小鈴』（ポプラ社、1953年7月） - 「はじめに」付。装幀（カバー絵）：松本昌美。挿画：花房英樹
- 『川のある下町の話』（新潮社、1954年1月） - 装幀：阿部龍慶
- 『山の音』（筑摩書房、1954年4月） - 装幀・題簽：山本丘人
- 『呉清源棋談・名人』（文藝春秋新社、1954年7月） - 呉清源棋談、名人、を収録。題簽：呉清源
- 『童謡』（東方社、1954年） - 童謡、夏の靴、春景色、ほか13編を収録。装幀：福田豊四郎。題簽：川端康成
- 『伊豆の旅』（中央公論社、1954年10月） - 伊豆序説、伊豆温泉記、伊豆湯ヶ島、正月三ヶ日、椿、夏の靴、有難う、処女の祈り、伊豆の踊子、伊豆の帰り、伊豆の思ひ出、を収録。装幀：恩地孝四郎、高畠達四郎
- 『虹いくたび』（河出書房、1955年1月） - 装幀：東山魁夷
- 『東京の人』（新潮社、1955年1月） - 第1回から第148回分を収録。装幀：金島桂華
- 『親友』（偕成社、1955年3月） - 親友、かげろうの丘、を収録。装幀：山中冬児。カバー絵・挿画：江川みさお
- 『みづうみ』（新潮社、1955年4月） - 装幀：徳岡神泉。題簽：町春草
- 『続東京の人』（新潮社、1955年5月） - 第149回から第272回分を収録。装幀：金島桂華
- 『たまゆら』（角川書店、1955年7月） - 水月、北の海から、離合、明月、あちらこちらで、横町、故郷、小春日、あやめの歌、たまゆら、を収録。装幀：高橋忠彌
- 『燕の童女』（筑摩書房、1955年9月） - 母の初恋、ほくろの手紙、燕の童女、夫唱婦和、年の暮、再婚者、を収録。装幀：稗田一穂
- 『続々東京の人』（新潮社、1955年10月） - 第273回から第399回分を収録。装幀：金島桂華
- 『完結東京の人』（新潮社、1955年12月） - 第400回から第505回分を収録。装幀：金島桂華
- 『女であること（一）』（新潮社、1956年10月） - 第1回から第104回分を収録。装幀：勅使河原霞。挿画：森田元子
- 『女であること（二）』（新潮社、1957年2月） - 第105回から第251回分を収録。装幀：勅使河原霞。挿画：森田元子
- 『富士の初雪』（新潮社、1958年4月） - あの国この国、並木、自然、雨だれ、岩に菊、富士の初雪、無言、夫のしない、弓浦市、船遊女、を収録。「あとがき」付。装幀：町春草
- 『風のある道』（角川書店、1959年7月） - 装幀：堀文子。題簽：町春草
- 『眠れる美女』（新潮社、1961年11月）
- 『古都』（新潮社、1962年6月） - 「あとがき」付。装幀：石井敦子
- 『美しさと哀しみと』（中央公論社、1965年2月） - 装幀・挿画：加山又造
- 『片腕』（新潮社、1965年10月） - 片腕、女の手、生命の樹、生きている方に、さとがえり、ほか17編を収録。装幀：東山魁夷
- 『たまゆら（上）』（日本放送出版協会、1965年12月） - 題簽：川端康成
- 『落花流水』（新潮社、1966年5月） - 落花流水（行燈、伊豆行、枕の草子、秋風高原）、美智子妃殿下、ほか22編を収録。装幀：山本丘人
- 『月下の門』（大和書房、1967年12月） - 月下の門、鎌倉の書斎から、ほか20編を収録。解説：島村利正
- 『川端康成少年少女小説集』（中央公論社、1968年12月） - 級長の探偵、開校記念日、弟の秘密、愛犬エリ、夏の宿題、駒鳥温泉、翼にのせて、つばき、ばらの家、男と女と荷車、夏の靴、雨傘、を収録。装幀：深沢紅子。装画：深沢省三。題字：深沢武蔵
- 『美しい日本の私―その序説』（講談社、1969年3月） - エドワード・G・サイデンステッカーの英訳付。装幀（カバー写真）：濱谷浩
- 『美の存在と発見』（毎日新聞社、1969年7月） - ジョン・ヤングの序文、ヴァルド・ヴィリエルモの英訳付。装幀：杉山寧
- 『定本雪国』（牧羊社、1971年8月） - 装幀・挿画：岡鹿之助。題簽：川端康成
- 『たんぽぽ』（新潮社、1972年9月） - 解説：佐伯彰一。解題：川端香男里。装幀：東山魁夷
- 『ある人の生のなかに』（河出書房新社、1972年9月） - 解題：川端香男里。装幀：加山又造
- 『川端康成青春小説集』（ワグナー出版、1972年11月） - 花の湖、舞踊、鉄の梯子、父母への手紙、女学生、翼の抒情歌、ポオランドの踊子、踊子と異国人の母、ほか随筆7編を収録。解説：藤田圭雄。付録：永井龍男「令女界と若草」
- 『雪国抄』（ほるぷ出版、1972年12月） - 別冊解説書：藤田圭雄「毛筆書『雪国抄』について」付
- 『日本の美のこころ』（講談社、1973年1月） - 秋風高原、美智子妃殿下、信濃の話、ほか36編を収録。円地文子の「あとがき」付。装幀：東山魁夷
- 『竹の声桃の花』（新潮社、1973年1月） - 隅田川、竹の声桃の花、髪は長く、友人の妻、ほか25編を収録。川端香男里の「あとがき」付。装幀：山本丘人
- 『一草一花』（毎日新聞社、1973年10月）
- 『天授の子』（新潮社、1975年6月） - 故園、東海道、感傷の塔、天授の子、を収録。解説：佐伯彰一。解題：川端香男里。装幀：東山魁夷
- 『婚礼と葬礼』（創林社、1978年4月） - ちよ、生命保険、非常、彼女の盛装、霰、ほか12編を収録。解説：武田勝彦
- 『海の火祭』（新潮社、1979年5月） - 解説：佐伯彰一。覚書：川端香男里。装幀：山高登
- 『舞姫の暦』（毎日新聞社、1979年5月） - 舞姫の暦、母の読める、を収録。解説：佐伯彰一。覚書：川端香男里。装幀：山高登
- 『親友』（小学館、2015年12月）- 解説：川端香男里。

### 絵本
- 『ふしぎなランプ』蕗谷虹児 画、講談社〈ゴールド版講談社の絵本〉 1959年

### 選集・全集
- 『川端康成集』（随筆・批評集）（改造社、1934年10月） - 装幀：芹沢銈介。題簽：菅虎雄
- 『川端康成選集』全9巻（改造社、1938年7月-1939年12月） - 装幀：芹沢銈介（限定版160部）。装幀：林芙美子（並製版）
- 『川端康成全集』全16巻（新潮社、1948年5月-1954年4月） - 装幀・題簽：安田靫彦
- 『川端康成集』（短篇集）（新潮社、1951年8月） - 装幀：川端龍子（表紙）、岡鹿之助（カット）
- 『川端康成選集』全10巻（新潮社、1956年4月-9月） - 装幀・題簽：町春草
- 『川端康成全集』全12巻（新潮社、1959年11月-1962年8月）
- 『川端康成短篇全集』（講談社、1964年2月） - 題簽：川端康成
- 『川端康成自選集』（集英社、1966年4月）
- 『川端康成自選集』（豪華愛蔵版）（集英社、1968年11月）
- 『川端康成作品選』（中央公論社、1968年11月）
- 『川端康成全集』全19巻（新潮社、1969年4月-1974年3月） - カバー題字：松井如流。のちに限定一括復刊もした。
  - 第14巻『独影自命・続落花流水』は、1948年刊行（全16巻）の「あとがき」をまとめたもの。
- 『川端康成全集』全35巻・補巻2巻（新潮社、1980年2月-1984年5月） - 題字：東山魁夷

### 文庫本
※刊行年月は初版のみ記載。
新潮社
- 『雪国』（新潮文庫、1947年7月） - 解説：伊藤整。人と作品：竹西寛子（1973年以降添付）。年譜付
- 『伊豆の踊子』（新潮文庫、1950年8月）- 伊豆の踊子、温泉宿、抒情歌、禽獣、を収録。解説：三島由紀夫。人と作品：竹西寛子（1973年以降添付）。年譜付
- 『花のワルツ』（新潮文庫、1951年8月）- イタリアの歌、花のワルツ、日雀、朝雲、を収録。解説：中里恒子
- 『愛する人達』（新潮文庫、1951年10月）- 母の初恋、女の夢、ほくろの手紙、夜のさいころ、燕の童女、夫唱婦和、子供一人、ゆくひと、年の暮を収録。解説：高見順
- 『掌の小説百篇』（上・下）（新潮文庫、1952年8月） - 解説：伊藤整
- 『新文章読本』（新潮文庫、1954年9月） - 「まえがき」（初刊本と同じもの）付。解説：伊藤整
- 『舞姫』（新潮文庫、1954年11月） - 解説：三島由紀夫
- 『千羽鶴』（新潮文庫、1955年2月）- 解説：山本健吉
- 『浅草紅団』（新潮文庫、1955年11月） - 解説：十返肇
- 『虹・浅草の姉妹』（新潮文庫、1955年12月） - 虹、浅草の九官鳥、浅草の姉妹、を収録。解説：高見順
- 『山の音』（新潮文庫、1957年4月） - 解説：山本健吉
- 『東京の人（一）』（新潮文庫、1959年7月） - 第1章「しょうぶ湯」から第8章「男を通して」まで収録。
- 『東京の人（二）』（新潮文庫、1959年8月） - 第9章「秋の虹」から第25章「隣りの火事」まで収録。
- 『東京の人（三）』（新潮文庫、1959年8月） - 第26章「ふしぎな自由」から第40章「空と海へ」まで収録。解説：十返肇
- 『川のある下町の話』（新潮文庫、1958年6月） - 解説：杉森久英
- 『みづうみ』（新潮文庫、1960年12月） - 解説：中村真一郎
- 『女であること』（新潮文庫、1961年4月） - 解説：中里恒子
- 『名人』（新潮文庫、1962年9月） - 解説：山本健吉
- 『虹いくたび』（新潮文庫、1963年7月） - 解説：北條誠
- 『眠れる美女』（新潮文庫、1967年11月） - 眠れる美女、片腕、散りぬるを、を収録。解説：三島由紀夫
- 『古都』（新潮文庫、1968年8月） - 「あとがき」（初刊本と同じもの）付。解説：山本健吉
- 『掌の小説』（新潮文庫、1971年3月） - 111編収録。1989年の改版後は122編を収録。解説：吉村貞司
- 『千羽鶴』（新潮文庫、1989年11月） - 千羽鶴、波千鳥（続編[新たに所収]）、を収録。解説：山本健吉。解題：郡司勝義
- 『現代語訳　竹取物語』（新潮文庫、1998年6月）
- 『天授の子』（新潮文庫、1999年6月）- 故園、東海道、感傷の塔、天授の子、を収録。解説：佐伯彰一。覚書：川端香男里。
- 『川端康成・三島由紀夫 往復書簡』（新潮文庫、2000年11月） - 付録対談：佐伯彰一・川端香男里。年譜付
- 『川端康成初恋小説集』（新潮文庫、2016年4月） - 南方の火（4種）、篝火、新晴、非常、生命保険、丙午の娘讃、この頃、猫、犬、野菊、五月の幻、霰、浅草に十日いた女、彼女の盛装、水郷、ちよ、孤児の感情、青い海黒い海、油、時代の祝福、再会、人間のなか、を収録。解説：川端香男里
- 『少年』（新潮文庫、2022年3月） - 解説：宇能鴻一郎

角川書店
- 『伊豆の踊子・禽獣』（角川文庫、1951年7月）- 伊豆の踊子、青い海黒い海、驢馬の乗る妻、禽獣、慰霊歌、二十歳、むすめごころ、父母、を収録。解説：古谷綱武。人と作品：進藤純孝。付録：川端康成「『伊豆の踊子』について」。年譜付
- 『母の初恋・高原』（角川文庫、1951年8月） - 解説：古谷綱武
- 『浅草紅団』（角川文庫、1953年11月） - 解説：吉田健一
- 『新文章読本』（角川文庫、1954年9月） - 解説：北條誠
- 『舞姫』（角川文庫、1954年7月） - 解説：北條誠
- 『再婚者 他九篇』（角川文庫、1955年2月） - 解説：淀野隆三
- 『末期の眼』（角川文庫、1955年6月） - 解説：古谷綱武
- 『小説の研究』（角川文庫、1956年）
- 『千羽鶴』（角川文庫、1956年5月） - 解説：吉村公三郎
- 『虹 他五篇』（角川文庫、1956年11月） - 解説：中河与一
- 『山の音』（角川文庫、1957年6月） - 解説：瀬沼茂樹
- 『日も月も』（角川文庫、1957年7月） - 解説：古谷綱武
- 『虹いくたび』（角川文庫、1957年4月） - 解説：澤野久雄
- 『名人』（角川文庫、1957年7月） - 解説：瀧井孝作
- 『川のある下町の話』（角川文庫、1957年9月） - 解説：野上彰
- 『小公女』（角川文庫、1958年）-
- 『たまゆら 他九篇』（角川文庫、1958年）
- 『掌の小説集』（角川文庫、1958年）
- 『雪国』（角川文庫、1959年4月。改版2013年） - 解説：澤野久雄、エドワード・G・サイデンステッカー、花柳章太郎。年譜付
- 『東京の人（上）』（角川文庫、1959年）
- 『東京の人（中）』（角川文庫、1960年）
- 『東京の人（下）』（角川文庫、1960年2月） - 解説：進藤純孝
- 『女であること』（角川文庫、1961年12月） - 解説：進藤純孝
- 『みづうみ』（角川文庫、1961年12月） - 解説：澤野久雄
- 『温泉宿・抒情歌 他一篇』（角川文庫、1961年）
- 『美しい日本の私』（角川ソフィア文庫、2015年4月） - 解説：大久保喬樹

岩波書店
- 『伊豆の踊子・温泉宿 他四篇』（岩波文庫、1952年2月）- 十六歳の日記、招魂祭一景、伊豆の踊子、青い海黒い海、春景色、温泉宿、を収録。「あとがき」付
- 『抒情歌・禽獣 他五篇』（岩波文庫、1952年6月） - 抒情歌、二十歳、寝顔、禽獣、田舎芝居、童謡、イタリアの歌、を収録。「あとがき」付
- 『雪国』（岩波文庫、1952年12月） - 「あとがき」付
- 『山の音』（岩波文庫、1957年4月） - 解説：中村光夫
- 『川端康成随筆集』（岩波文庫、2013年12月） - 末期の眼、ほろびぬ美、日本文学の美、美の存在と発見、日本美の展開、美しい日本の私、落花流水、ほか21編を収録。編・解説：川西政明

旺文社
- 『伊豆の踊子・花のワルツ 他二編』（旺文社文庫、1965年7月） - 伊豆の踊子、花のワルツ、十六歳の日記、十七歳、を収録。解説：山本健吉、木俣修、中里恒子
- 『雪国』（旺文社文庫、1966年3月） - 解説：長谷川泉、堀多恵子（堀辰雄の妻）
- 『山の音』（旺文社文庫、1967年9月） - 解説：村松剛、水木洋子、中河与一
- 『川のある下町の話』（旺文社文庫、1968年4月） - 解説：古谷綱武、衣笠貞之助、松岡洋子
- 『山の音 他一編』（旺文社文庫、1974年11月） - 山の音、末期の眼、を収録。

講談社
- 『伊豆の踊子・十六歳の日記』（講談社文庫、1972年11月） - 伊豆の踊子、十六歳の日記、ほか3編を収録。解説・年譜：長谷川泉
- 『小説の研究』（講談社学術文庫、1977年7月） - 「小説とは何か」（12論）、「創作の動機」（6論）、「長篇小説」（4論）、「短篇小説」（6論）、「主題」（6論）、「筋」（6論）、「性格と心理」（4論）、「文章論」（3論）、「作家と作品」（30論）、「小説一家言」（18論）、の10章95論を収録。解説：進藤純孝。まえがき：川端香男里
- 『一草一花』（講談社文芸文庫、1991年3月） - 美しい日本の私、美の存在と発見、月下の門、純粋の声、末期の眼、伊豆湯ヶ島、パリ郷愁、パリ安息、ニュウヨオクで、ハワイだより、横光利一弔辞、ほか15編収録。人と作品：勝又浩。年譜・著書目録：川端香男里
- 『水晶幻想・禽獣』（講談社文芸文庫、1992年4月） - 青い海黒い海、春景色、死者の書、水晶幻想、抒情歌、それを見た人達、禽獣、散りぬるを、を収録。解説：高橋英夫。作家案内：羽鳥徹哉。著書目録：川端香男里
- 『反橋・しぐれ・たまゆら』（講談社文芸文庫、1992年9月） -反橋、しぐれ、住吉、隅田川、女の手、再会、生命の樹、夢、生きている方に、地獄、北の海から、たまゆら、お正月、を収録。解説：竹西寛子。作家案内：原善。著書目録：川端香男里
- 『再婚者・弓浦市』（講談社文芸文庫、1994年7月） - 再婚者、岩に菊、無言、水月、夢がつくった小説、弓浦市、夫のしない、二人、匂う娘、髪は長く、竹の声桃の花、を収録。解説：鈴村和成。作家案内：平山三男。著書目録：川端香男里
- 『たんぽぽ』（講談社文芸文庫、1996年1月） - 解説：秋山駿。作家案内：近藤裕子。資料・著書目録：川端香男里
- 『浅草紅団・浅草祭』（講談社文芸文庫、1996年12月） - 浅草紅団、浅草祭、を収録。解説：増田みず子。作家案内：栗坪良樹。著書目録：川端香男里
- 『ある人の生のなかに』（講談社文芸文庫、1997年10月） - 解説：鈴村和成。年譜・著書目録：川端香男里
- 『伊豆の踊子・骨拾い』（講談社文芸文庫、1999年3月） - 骨拾い、日向、処女作の祟り、篝火、十六歳の日記、油、葬式の名人、孤児の感情、伊豆の踊子、父母への手紙、ちよ、を収録。解説：羽鳥徹哉
- 『文芸時評』（講談社文芸文庫、2003年9月） - 昭和6年から昭和13年までの文芸時評の抜粋を収録。解説：羽鳥徹哉。年譜・著書目録：川端香男里
- 『非常・寒風・雪国抄――川端康成傑作短篇再発見』（講談社文芸文庫、2015年3月） - 招魂祭一景、非常、伊豆の帰り、保護色の希望、針と硝子と霧、慰霊歌、イタリアの歌、寒風、故郷、夢がつくった小説、竹の声桃の花、雪国抄、を収録。編・解説：富岡幸一郎。年譜・著書目録：川端香男里

中央公論社
- 『美しさと哀しみと』（中公文庫、1973年8月） - 解説：山本健吉
- 『ある人の生のなかに』（中公文庫、1980年10月） - 解説：佐伯彰一
- 『伊豆の旅』（中公文庫、1981年4月） - 解説：川端香男里
- 『浅草紅団』（中公文庫、1981年12月） - 解説：磯田光一
- 『高原』（中公文庫、1982年8月） - 解説：水上勉
- 『川端康成異相短篇集』（中公文庫、2022年6月） - 編・解説：高原英理

河出書房新社
- 『浅草紅団』（市民文庫、1955年10月） - 解説：高見順
- 『竹取物語・伊勢物語・落窪物語』（日本古典文庫、1976年）
- 『現代語訳 竹取物語』（河出文庫、2013年11月） - 現代語訳 竹取物語、「竹取物語」解説、を収録。

集英社
- 『伊豆の踊子』（集英社文庫、1977年5月） - 伊豆の踊子、招魂祭一景、十六歳の日記、死体紹介人、温泉宿、を収録。解説：奥野健男、橋本治。年譜付
- 『万葉姉妹』（集英社コバルト文庫、1977年7月） - 解説：巖谷大四
- 『夕映え少女』（集英社コバルト文庫、1977年7月） - 解説：巌谷大四

その他
- 『私の伊豆』（アテネ文庫、1948年）
- 『伊豆の踊子』（三笠文庫、1951年10月） - 「あとがき」付
- 『末期の眼』（創元文庫、1953年3月） - 解説：古谷綱武
- 『雪国』（三笠文庫、1953年5月） - 解説：山本健吉
- 『川のある下町の話』（家庭小説選書、1957年）
- 『小公女』（春陽堂少年少女文庫、1977年1月）
- 『万葉姉妹・こまどり温泉』（フレア文庫、1996年11月） - 万葉姉妹、こまどり温泉、を収録。「作者のことば」付
- 『川端康成』（新学社近代浪漫派文庫、2005年8月）
- 『夕映え少女』（新風舎文庫、2006年6月） - むすめごころ、イタリアの歌、童謡、金塊、浅草の姉妹、夕映え少女、正月三ヶ日、を収録。解説：巌谷大四
- 『文豪怪談傑作選 川端康成集 片腕』（ちくま文庫、2006年7月）- 片腕、ちよ、処女作の祟り、女、恐しい愛、歴史、心中、龍宮の乙姫、霊柩車、屋上の金魚、顕微鏡怪談、卵、不死、白馬、白い満月、花ある写真、抒情歌、慰霊歌、無言、弓浦市、地獄、故郷、岩に菊、離合、薔薇の幽霊、蚤女、Oasis of Death ロオド・ダンセニイ、古賀春江、時代の祝福、を収録。編・解説：東雅夫
- 『新文章讀本』（タチバナ教養文庫、2007年12月）
- 『伊豆の踊子』（ホーム社MANGA BUNGOシリーズ、2010年9月） - 画：井出智香恵
- 『乙女の港』（実業之日本社文庫、2011年10月） - 解説：内田静枝。冒頭文：瀬戸内寂聴。
- 『親友』（小学館文庫、2017年8月）- 解説：川端香男里。文庫解説：瀬戸内寂聴。

## 関連人物
芥川龍之介
川端にとり、芥川龍之介は『新思潮』同人の先輩であり、菊池寛を通じて知り合った存在であった。関東大震災の際には、今東光と一緒に芥川を見舞い、3人で吉原界隈の震災跡を歩き、吉原の池の中の多くの凄惨な遺体の数々を見た。川端は、〈その最も醜い死を故人と共に見た私は、また醜い死を見知らぬ人々より以上に、故人の死の美しさを感じることが出来る一人かもしれない〉と、芥川の自殺の後に記している。また、芥川が自殺する前に友人に宛てた遺書の中で書かれていた、「自然はかう云ふ僕にはいつもよりも一層美しい。君は自然の美しいのを愛し、しかも自殺しようとする僕の矛盾を笑ふであらう。けれども自然の美しいのは、僕の末期の目に映るからである」に着目して、1933年（昭和8年）に随筆『末期の眼』を書き、芥川の小説作法や芸術観に触れている。
岡本かの子
青山に住んでいた頃、同宿の恒松安夫の中学の同窓だった三明永無が出入りし、それが縁で三明から川端を紹介してもらった。川端は岡本かの子の文章作法を指導し、岡本の処女作『鶴は病みき』を紹介するに当たって推薦文を寄稿するなど、献身的に支えると同時に数々の作品に賛辞を送っていた。岡本は犬が苦手で、多くの犬を飼っていた川端家を訪れる時に怯えていたという。川端は岡本の死後も、多摩川の二子神社に建てられた彼女の文学碑の揮毫を担当するなど並々ならぬ思い入れを覗かせていた。晩年も、新たに刊行される『岡本かの子全集』の序文を手入れして改稿するなどしており、その途中の原稿が自宅の書斎に残されていた。
石濱金作
川端とは旧制第一高等学校文科、東京帝国大学文学部を通じての文学仲間であり、鈴木彦次郎らと共に、学生時代から様々な交遊を持ち、『新思潮』、『文藝時代』などの同人雑誌の仲間であった。
石濱恒夫
学生時代に川端に傾倒し、従兄の藤沢桓夫の紹介で弟子入りして鎌倉の私邸に住み込んで師事した人物。1940年（昭和15年）12月の初対面の時に、石濱恒夫の母親は川端が食べるものがなくて困っているかもしれないと息子に弁当を持たせた。石濱は川端について、「身近く世話になったり、親しく励ましつづけてくれた文学上の、たったひとりの恩師」と語っている。川端のノーベル文学賞の授賞式には、娘・春上（当時17歳）と共に随行の一員となった。「春上」という名前は、川端が名付けていた。日本の若い娘の和服姿で花を添えるために、同行を誘われた。石濱は、授賞式で家族席に座るという好待遇を受けたことを、「どうして私のような者を…」と訊ねると、川端は、「お母さんのお弁当だよ」と答えたという。
梶井基次郎
結核の温泉療養のために伊豆湯ヶ島にやって来た時以来、川端と親交を持ち、『伊豆の踊子』刊行の校正を手伝った。梶井は湯ヶ島滞在中、自分の作品を川端に批評してもらったことから、友人にも、「君の作品持つて来ておかないか。僕が持つて行つてもよい。変ちきりんな野心意識なくあの人には読んで貰へると思ふのだ」と勧めていた。川端は梶井の人柄について、〈梶井君は底知れない程人のいい親切さと、懐しく深い人柄を持つてゐる。植物や動物の頓狂な話を私はよく同君と取り交した〉と語り、〈静かに、注意深く、楽しげに、校正に没頭してくれたやうであつた。温かい親切である。しかも作品のごまかしはすつかり掴んでしまつた。彼はさういふ男である〉と語っている。
片岡鉄兵
『文藝時代』の同人で、「新感覚派映画聯盟」の仲間であった。その後、片岡鉄兵はプロレタリア文学に影響されて左傾化していった。なお、片岡鉄兵と結婚した片岡光枝（姓が偶然同じ片岡）が、川端の茨木中学時代の同級生・片岡重治の妹であったという奇遇があった。光枝の兄・重治は、戦争中に爆撃で1944年（昭和19年）に死亡したが、中学時代、川端が室長になる前の寄宿舎の室長で、首席で卒業した秀才だったという。当時の川端の1915年（大正4年）の手帖の記録には、〈片岡重治君に〉という〈私の敬愛するKさん〉で始まる文章があり、いつまでも〈私のアイドルであつてほしい〉という憧れの思いが記され、1916年（大正5年）1月24日の日記には、〈舎生活も深みゆくと共に総ての者に対する幻影はほろび唯片岡に対する幻影のみ残る〉という文がある。
菊池寛
川端が友人らと第6次『新思潮』を発刊する際に承諾を得て以来、〈恩人〉として何かと恩顧を受け、作品発表の場から生活面まで多く世話になった作家である。菊池寛は川端の才能を高く買っていたため、川端が伊藤初代と婚約し、仕事が欲しいと依頼した時には、ちょうど洋行するからと自宅の借家を無賃で貸そうとするなど多大な援護を申し出たこともあった。川端の1922年（大正11年）の日記によると、菊池の連載小説『慈悲心鳥』の下書きは川端がやり、お金を貰っていた。「生活第一、芸術第二」を終始モットーとしていた菊池は、貧苦にあえぐ文学青年たちに下原稿を書かせ、報酬を与えていたという。生活に困窮していた川端が度々、下宿代を家主から催促され、菊池が援助していたことも記されている。
古賀春江
川端は美術展で、前衛画家・古賀春江と知り合って以来、親交を深め、下谷区上野桜木町にいる頃には、本郷区動坂の住む古賀夫妻と互いに行き来する仲であった。川端は古賀の絵を愛し、前衛的な古賀の絵に〈古さがありとすれば、それは東方の古風な詩情の病ひのせゐであらうかと思はれる〉として、〈古賀氏の絵に向ふと、私は先づなにかしら遠いあこがれと、ほのぼのとむなしい拡がりを感じるのである。虚無を超えた肯定である〉と評している。
佐多稲子
「窪川稲子」の筆名で、1929年（昭和4年）9月に発表した小説『レストラン・洛陽』は、佐多がカフェで女給をしていた時の体験を題材としていたが、この作品の中で、東京のカフェ聚楽や、カフェ・オリエントを転々としていた伊藤初代がモデルとなっていた。この『レストラン・洛陽』は、奇しくも川端が文芸時評（文藝春秋 1929年10月号）で取り上げて激賞したが、川端はそのモデルが初代だとは気づかなかったという。
志賀直哉
川端は志賀直哉の作品を学生時代よく読んだとされるが、そのわりには志賀文学について正面から論じたものはなく、自身の文学との間に一定の距離を置いていたようで、〈私も一昔前志賀氏を「小説の神様」として耽読した一人であるが、（『万暦赤絵』を）近頃読み返さうとすると、その神経の「我」がむかむかして堪へられなかつた〉としている。しかし川端は志賀に畏敬の念を持っており、初対面の1942年（昭和17年）には、〈生きてゐるうちにはかういふこともあるかと幸せだつた〉と語っている。川端の随筆の絶筆は『志賀直哉』（1971年12月-1972年3月未完）となり、〈志賀さんの太宰治評、これが問題である。やがては、太宰氏の「如是我聞」、志賀さんの「太宰治の死」を生むに至る。〉という文章で終っている。なお、この続きとなる翌月に連載予定の書きかけの原稿があり、志賀と太宰の応酬を語ろうとする文章で、〈「如是我聞」はこんど読み返してみ〉と、途中で切れている。
太宰治
第1回芥川賞において、選考委員の川端が太宰の小説の選考に際して、〈例へば、佐藤春夫氏は「逆行」よりも「道化の華」によつて作者太宰氏を代表したき意見であつた。（中略）そこに才華も見られ、なるほど「道化の華」の方が作者の生活や文学観を一杯に盛つてゐるが、私見によれば、作者目下の生活に嫌な雲ありて、才能の素直に発せざる憾みがあつた〉と言ったことに対し、太宰が、「私は憤怒に燃えた。幾夜も寝苦しい思ひをした。小鳥を飼ひ、舞踏を見るのがそんなに立派な生活なのか。刺す。さうも思つた。大悪党だと思つた」と川端を批判した。この批判に対し川端も翌月に、〈太宰氏は委員会の様子など知らぬというかも知れない。知らないならば尚更根も葉もない妄想や邪推はせぬがよい〉と反駁して、石川達三の『蒼氓』と太宰の作の票が接近していたわけではなく、太宰を強く推す者もなかったとし、〈さう分れば、私が「世間」や「金銭関係」のために、選評で故意と太宰氏の悪口を書いたといふ、太宰氏の邪推も晴れざるを得ないだらう〉と述べている。その後、太宰は第3回の選考の前に、川端宛てに、「何卒私に与へて下さい」という書簡を出した。しかし、前回候補に挙がった作家や投票2票以下の作家は候補としないという当時の条件のために太宰は候補とならなかった。川端はこの規定決定時に欠席しており、〈この二つの条件には、多少問題がある〉としている。なお、『雪国』について太宰は、「川端はずいぶん下手くそな小説ばからい書きつづけていた、だけれどもコケの一念で『雪国』はいい」と言ったとされる。
谷崎潤一郎
川端との直接的な交遊はないが、川端の友人・今東光の家に、谷崎潤一郎が1923年（大正12年）1月6日に小林せい子（葉山三千子）と遊びに来ていた際、川端（当時23歳）がちょうど今東光の家を訪問したという川端の日記記録がある。その頃、傷心と青春の自己嫌悪の只中にいた川端は、〈わが惨めさ〉のため、〈（谷崎とせい子のような）性格と生活の人に会ふ気にならず〉に、そのまま家に上がることなく、帰っていった。ちなみに、後年に川端が書いた『山の音』や『眠れる美女』に影響されて、谷崎が老人小説『瘋癲老人日記』を着想したのではないかと中村光夫が推測すると、川端は、〈谷崎さんは読んでませんよ。そんなものは〉と受け流している。
東山魁夷
1955年（昭和30年）1月刊行の『虹いくたび』の装幀・挿画を東山魁夷が担当したのをきっかけに親交が深まった。川端は東山の絵を愛し、14点の絵を所蔵し、東山の画集へも序文を寄せている。東山も川端同様に、早くに肉親と死別した天涯孤独の人だった。東山は、川端のノーベル文学賞の祝いとして、『北山初雪』を贈呈した。2005年（平成17年）、千葉県市川市の東山邸から、川端の書簡40通が発見され、川端家にも東山の書簡が60通保管されている。
北條民雄
本名は七條晃司。ハンセン病のため東京府北多摩郡東村山村の療養施設・全生園で暮しながら小説を書き、20歳の時に小説原稿を川端に送ったことから、才能を見出されて、『間木老人』『いのちの初夜』などが川端の紹介により世に広まったが、23歳で亡くなった。『間木老人』の時の筆名「秩父號一」や、『いのちの初夜』の以降の「北條民雄」の筆名は、川端が名付けた。当初、北條は「十條號一」と提案していたが、川端が、それでは実名の手がかりになってしまうとして、「秩父號一」にした。さらに「北條民雄」に筆名を改めたことは、北條本人の希望だったという。川端は北條死後も『北條民雄全集』刊行に尽力した。北條は原稿料や印税の金を全て川端に託すことを遺言に書いていたが、川端はその遺言を聞く前から、北條の遺族へ渡すべきものと決めていたため、少しの寄付を取り計らった他は、北條の父親へ送った。
北條誠
自身で川端の「押しかけ弟子」と自嘲し、川端を尊敬している作家。川端と知り合いであった橘川ちゑ（秋山ちえ子）が友人の弟として、北條誠を川端に紹介した。川端のノーベル文学賞の授賞式には、娘・元子（当時20歳）と共に随行の一員となった。「元子」という名前は、川端が名付けた。川端が作詞した歌謡曲『生きてゐるのに』の作曲と歌唱は、息子の北條暁がしている。
三島由紀夫
戦後の1946年（昭和21年）に川端が三島の『煙草』を推薦して以来、師弟関係とも言える親交を深めた。川端は三島との出会いを、〈二十三歳の三島が現はれた時、私は自分達の二十代を思ひ、明治このかた文学の新機運の出発は常に二十代が主であつたことを思ひ、戦後の二十代の波が来るかと思つた〉と語っている。川端と三島は年齢差を越えて終生、お互いの才能を評価して敬愛し合う間柄となった。三島は「自分を世の中に出して下さった唯一の大恩人」「一生忘れられない方」という川端への敬意から、あえて「先生」とは呼ばずに、一人の敬愛する人として「川端さん」と呼んだ。2人の交わした書簡は公私にわたり、三島の結婚式の媒酌人も川端夫婦が務めた。川端が1961年（昭和36年）に三島に執筆依頼したノーベル文学賞の推薦文も、三島は快く応じ、その時は受賞とはならなかった川端は、〈まああなたの時代まで延期でせう〉と三島に送っている。
しかし2人の関係は、川端が三島から祝辞を依頼された「楯の会」1周年パレード（1969年10月）の出席を断わったことから微妙になったとされる。三島が1970年（昭和45年）秋に自衛隊富士演習場から最後に川端に宛てた鉛筆書きの書簡があったとされるが、川端はその内容にびっくり仰天して、本人（三島）の名誉にならないからと言ってすぐに焼却したと、婿養子の川端香男里が述べている。また、川端が自殺する数日前に、川端の意外な面が表れている長文の手紙を平岡梓は受け取ったとし、内容に関しては「ノーコメント」だが、末永く「家宝」として保存すると語っている。
横光利一
菊池寛を介して出会ったのをきっかけに川端と親交を持ち、共に「新感覚派」と呼ばれた作家。何かと親友の川端を援護してくれていたとされる。改造社から、川端の作品を列冊にして出版したいという申し出があったのは、横光の口添えかもしれないと川端は勘づき、それを直接に横光に訊ねると、「いやあ」と顔を赤らめてソッポを向いていたという。また横光の再婚時の披露宴のために伊豆の湯ヶ島から上京した川端が東京で泊まる所が無いのをすばやく察知し、自分の新婚旅行の逗子ホテルに一緒に行こうと誘ってくれ、思いやりを感じたと川端は語っている。ずっと湯ヶ島に引きこもっていた川端に、「東京に帰るべし」と忠告し、東京府豊多摩郡杉並町馬橋226（現・杉並区高円寺南3丁目-17）の借家を探したのも横光であった。川端は、〈若い日から戦争前までも、横光君といふ人がゐなかつたら、私はちがつた小説を書いてゐただらうかと思ふ〉と述懐している。
淀野隆三
梶井基次郎を通じて川端と知り合い、梶井の死後も親交があり、淀野が家業の「淀野商店」（鉄材、鉄器具）を継ぐため京都市伏見区両替町4丁目-290番地に帰ってからも、互いの家を行き来し家族ぐるみで交流した。川端は淀野の娘・華子を可愛がり、華子は結婚出産後も川端家と交流し、華子の弟・隆は、サンケイ新聞記者となり、ノーベル文学賞の授賞式に同行した。